# Mende
Vous lisez un « article de qualité » labellisé en 2008.
Pour les articles homonymes, voir Mende (homonymie).
Mende (prononcé [mɑ̃d]) est une commune française, chef-lieu du département de la Lozère en région Occitanie.
Exposée à un climat de montagne, elle est drainée par le Lot, la Ginèze, le Rieucros d'Abaïsse, Rieucros de Remenou, le ruisseau de Rieucros et par divers autres petits cours d'eau. La commune possède un patrimoine naturel remarquable composé de deux zones naturelles d'intérêt écologique, faunistique et floristique.
Mende est une commune urbaine qui compte 12 322 habitants en 2022. Elle est dans l'unité urbaine de Mende et fait partie de l'aire d'attraction de Mende. Ses habitants sont appelés les Mendois.
La ville est ancienne, les premières traces d'habitation remontent à 200 av. J.-C.
Mende est située entre Clermont-Ferrand et Montpellier, mais également sur l'axe Lyon - Saint-Étienne - Albi - Toulouse. Les autres villes d'importance situées à proximité sont Saint-Flour (Cantal), Millau et Rodez (Aveyron), Le Puy-en-Velay (Haute-Loire), Alès (Gard) et Aubenas (Ardèche).
Bien que peu peuplée (12 322 habitants au recensement de 2022), elle est la ville la plus importante de la Lozère dont elle est la préfecture. Elle est la commune-centre de la principale aire d'attraction de ce département.

## Géographie

### Localisation

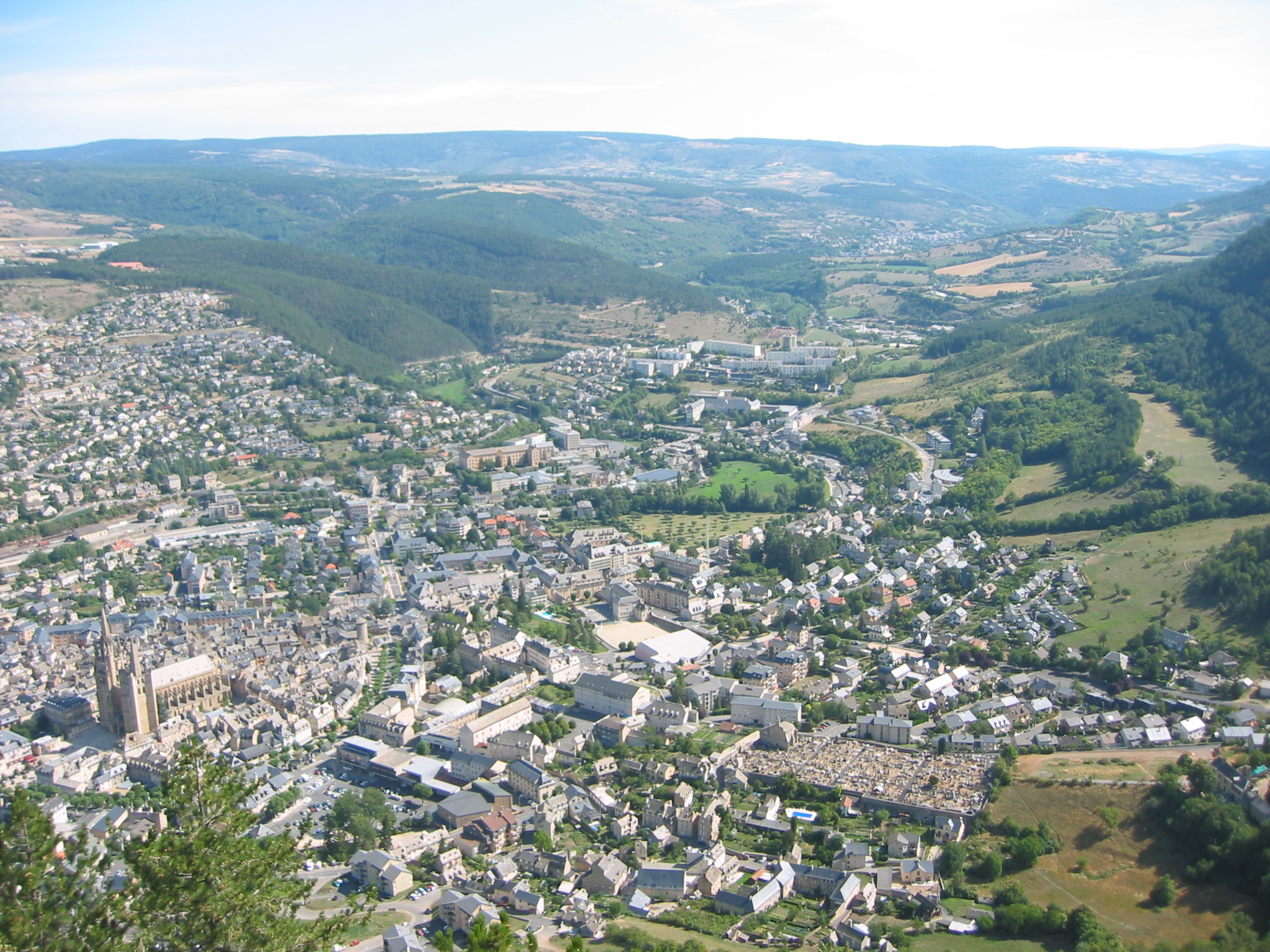
Plein est, avec la N 88, en direction de Badaroux et Langogne.

La commune de Mende se trouve dans la partie sud du Massif central, au centre du département de la Lozère, en région Occitanie.
Mende est située dans la haute vallée du Lot, en zone de moyenne montagne, dans le pays du Gévaudan, le ruisseau Rieucros s'y jette sur sa rive droite. La ville est surplombée (côté rive gauche du Lot) par le mont Mimat et sa forêt de pins noirs. On y accède par la côte de la Croix Neuve. Rive droite, les quartiers résidentiels s'étendent sur différents causses, dont le causse d'Auge. Située sur l'axe Lyon -Toulouse, la ville a longtemps été un carrefour commercial entre l'Auvergne, le Rhône et le Languedoc.
Mende est l'une des « villes portes » (avec Millau, Lodève, Alès et Ganges) du site des causses et Cévennes, au patrimoine mondial par l'UNESCO sous l'inscription « Les Causses et les Cévennes, paysage culturel de l’agro-pastoralisme méditerranéen ».

### Communes limitrophes
Les communes les plus proches sont : 
Saint-Bauzile (4,1 km), Badaroux (4,4 km), Chastel-Nouvel (4,5 km), Brenoux (4,7 km), Balsièges (5,4 km), Lanuéjols (6,0 km), Le Born (6,6 km), Barjac (7,3 km).
Les communes limitrophes sont Chastel-Nouvel, Badaroux, Lanuéjols, Brenoux, Saint-Bauzile, Balsièges, Barjac et Monts-de-Randon.
| Monts-de-Randon | Chastel-Nouvel |                    |
| Barjac          | Mende          | Badaroux           |
| Balsièges       | Saint-Bauzile  | Lanuéjols, Brenoux |

### Géologie
La géologie de la ville de Mende est très dépendante des causses environnants ainsi que des cours d'eau qui les traversent. Le mont Mimat et le causse de Changefège sont composés de calcaire des « grands causses », présentant ainsi des rebords abrupts. Les autres causses (ainsi que la butte de Fontanille) sont eux composés de calcaire des « petits causses » (sans ces rebords). La vallée du Lot, elle, est composée de marne. La vallée du Valdonnez, au sud de Mende, regorge de marne bleue, laissant présupposer que la marne de la ville de Mende aurait, pour partie, la même origine. Enfin, les différents rus (les Rieucros) des causses du nord de la ville sont bordés par des micaschistes.

#### Les causses

La région des Causses en Lozère,.

La ville de Mende est construite dans la vallée du Lot, au sein de la région des Grands Causses. La région des Causses en Lozère est, avec la Margeride, l'Aubrac et les Cévennes, l'une des quatre régions naturelles du département. La ville est blottie au milieu de différents causses qui forment autant de barrières naturelles, même si, au fil du XXe siècle, l'urbanisation a commencé à déborder au-delà de ces limites.
De ces causses, le mont Mimat est le plus significatif. Le causse est surplombé par la croix de Saint Privat. Une première croix, en bois, avait été plantée en 1900 ou 1907. Elle a été remplacée quelques années plus tard, le 8 juillet 1933, année de jubilé, par une croix de fer de 12,50 mètres de hauteur. Jusqu'en 1945, cette croix était le lieu de grands rassemblements en l'honneur des soldats mendois. Cette croix est illuminée depuis l'été 1965. Le mont abrite également l'ermitage où se serait retiré, Privat, le martyr du Gévaudan. C'est à son pied que se situe la zone de la Vabre où l'on retrouve les premiers vestiges d'habitations de la ville. Face à lui se trouve le causse d'Auge (nord-est) et le causse du Crouzet (nord-ouest), et plus loin les montagnes de la Margeride. À l'ouest c'est le causse de Changefège, situé entre Mende et Barjac, qui complète les bordures de la ville.

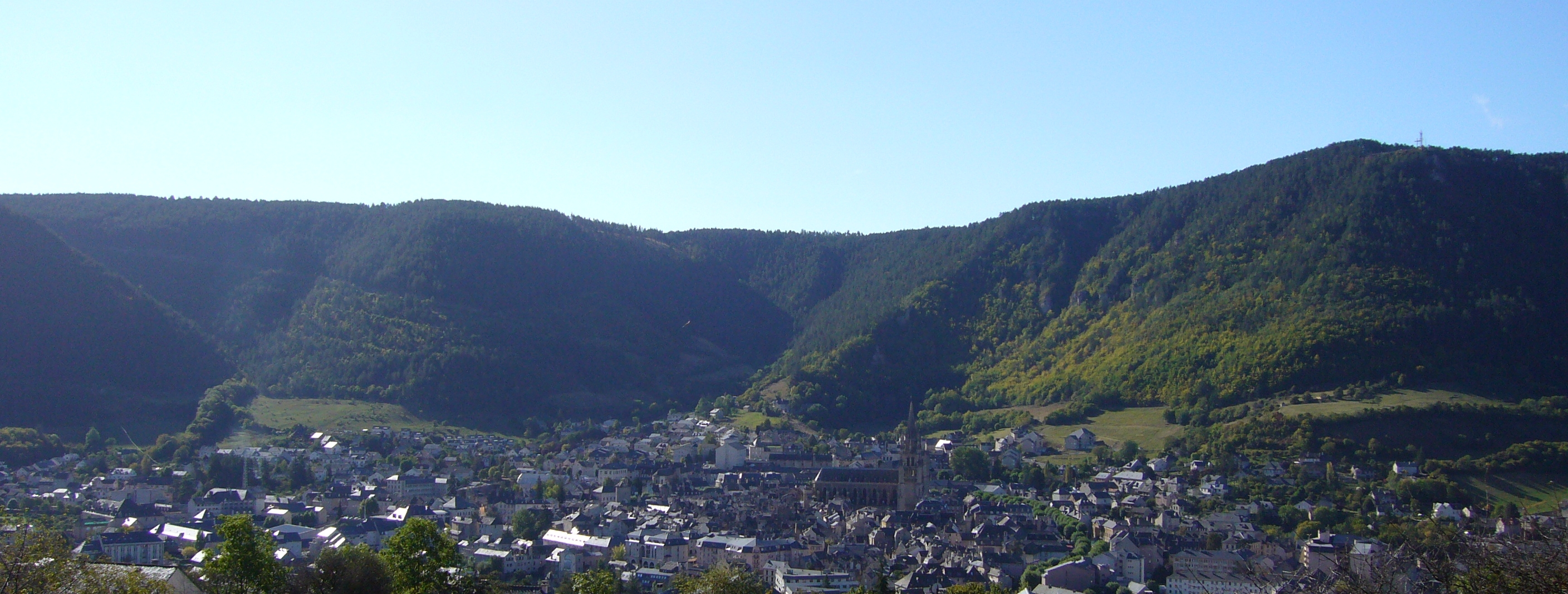
Mende au pied du mont Mimat, vue du causse d'Auge.

### Hydrographie

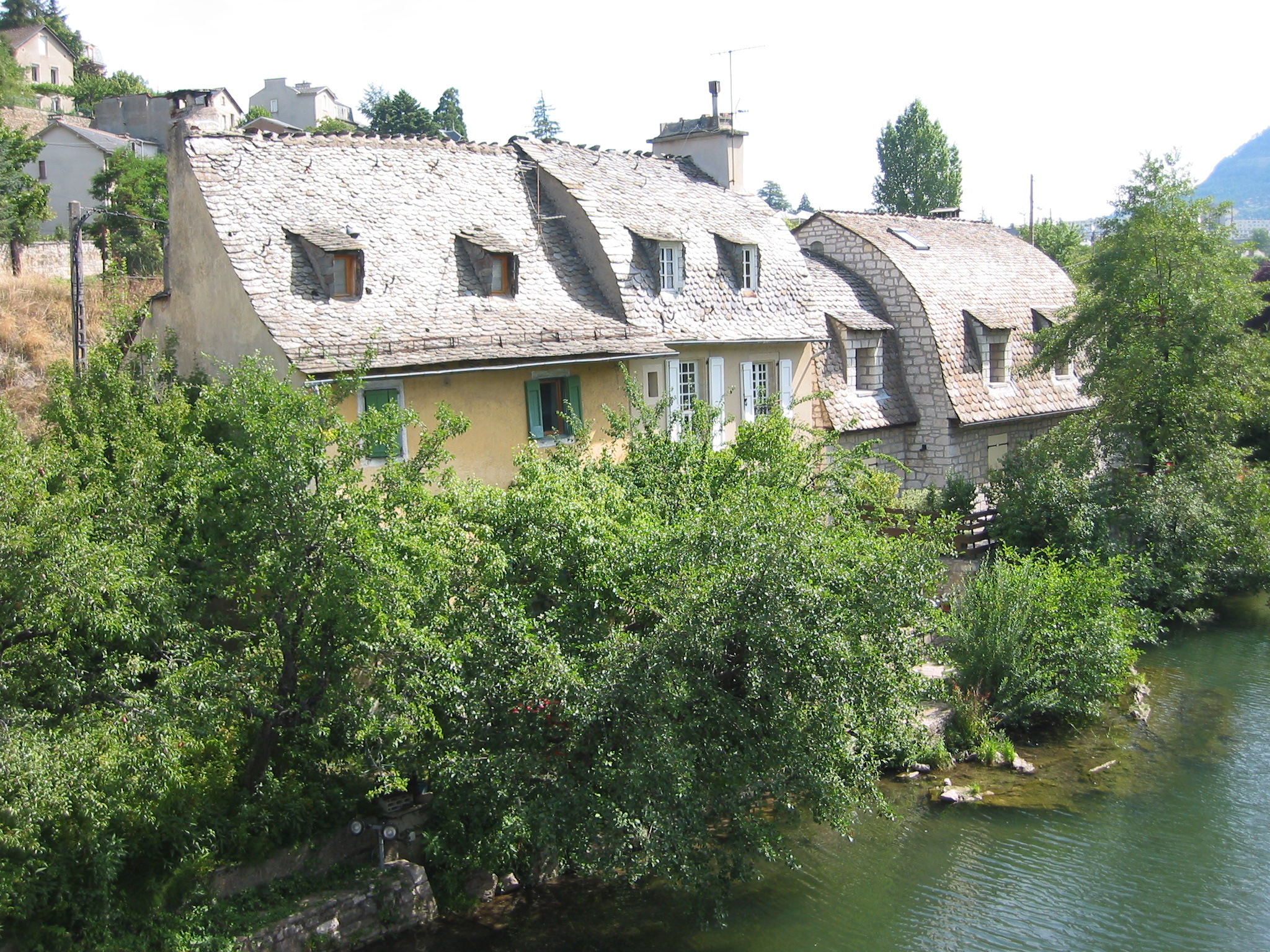
Maison le long du Lot.

La ville de Mende s'est construite en bord du Lot. Mais le Lot n'est pas la seule présence d'eau dans la ville : cette dernière dispose en effet de plusieurs sources, dont celles du mont Mimat. La plus significative d'entre elles se situe au quartier de la Vabre, proche des premières habitations. Ces sources ont d'ailleurs souvent été canalisées et alimentent le réseau d'eau souterrain de la ville, visible en surface par le biais des nombreuses fontaines et de l'ancien lavoir. Les rues, telle la rue du Torrent, attestent du passage de l'eau en provenance du mont Mimat.
Au nord, sur l'autre versant du Lot, les sources sont beaucoup plus distantes, mais la présence de l'eau est réelle dans les rus dénommés Rieucros.

### Climat
La commune bénéficie d’un « climat semi-continental », ou de marge de montagne, selon la typologie des climats en France définie en 2010, comme 57 autres communes de la Lozère soit 31  % du département. Ce type de climat constitue une transition entre les climats de montagne et le climat océanique altéré.
Les paramètres climatiques qui ont permis d’établir cette typologie comportent six variables pour les températures et huit pour les précipitations, dont les valeurs correspondent aux données mensuelles sur la normale 1971-2000. Les sept principales variables caractérisant la commune sont présentées dans l'encadré suivant.
| Paramètres climatiques communaux sur la période 1971-2000 - Moyenne annuelle de température : 10,1 °C - Nombre de jours avec une température inférieure à −5 °C : 5,7 j - Nombre de jours avec une température supérieure à 30 °C : 6,3 j - Amplitude thermique annuelle : 16,1 °C - Cumuls annuels de précipitation : 946 mm - Nombre de jours de précipitation en janvier : 10,8 j - Nombre de jours de précipitation en juillet : 5,5 j |

Avec le changement climatique, ces variables ont pu depuis évoluer. Une étude réalisée en 2014 par la Direction générale de l'Énergie et du Climat prévoit en effet que la  température moyenne devrait croître et la pluviométrie moyenne baisser, avec toutefois de fortes variations régionales. La station météorologique de Météo-France installée sur la commune et mise en service en 1984 permet de connaître en continu l'évolution des indicateurs météorologiques. Le tableau détaillé pour la période 1981-2010 est présenté ci-après.
| Mois                                  | jan.           | fév.             | mars           | avril         | mai             | juin           | jui.           | août           | sep.            | oct.          | nov.            | déc.            | année    |
| ------------------------------------- | -------------- | ---------------- | -------------- | ------------- | --------------- | -------------- | -------------- | -------------- | --------------- | ------------- | --------------- | --------------- | -------- |
| Température minimale moyenne (°C)     | −1,9           | −1,3             | 1              | 3,4           | 7               | 10             | 12             | 11,6           | 8,5             | 6,1           | 1,8             | −1              | 4,8      |
| Température moyenne (°C)              | 2,5            | 3,7              | 6,5            | 8,8           | 13,1            | 16,5           | 19,2           | 19             | 15,1            | 11,4          | 6,2             | 3,1             | 10,5     |
| Température maximale moyenne (°C)     | 6,9            | 8,7              | 12             | 14,3          | 19,3            | 23             | 26,3           | 26,3           | 21,8            | 16,8          | 10,5            | 7,2             | 16,1     |
| Record de froid (°C) date du record   | −20 16.01.1985 | −16,4 10.02.1986 | −14,8 01.03.05 | −7,2 08.04.21 | −2,2 11.05.1985 | 0,4 06.06.1989 | 3,5 13.07.1993 | 0,4 30.08.1986 | −1,1 29.09.1993 | −5,7 26.10.03 | −12 28.11.1985  | −15,1 18.12.10  | −20 1985 |
| Record de chaleur (°C) date du record | 17,1 28.01.08  | 23,4 19.02.1998  | 25,2 15.03.12  | 29,2 07.04.11 | 32 29.05.01     | 39 27.06.19    | 36,9 07.07.15  | 38,4 11.08.25  | 35 17.09.1987   | 30,5 02.10.11 | 22,6 02.11.1996 | 15,5 19.12.1987 | 39 2019  |
| Précipitations (mm)                   | 61,4           | 55,7             | 47,9           | 85,5          | 90              | 75,2           | 46,9           | 64,1           | 91,7            | 92,8          | 83,2            | 63,4            | 857,8    |

### Milieux naturels et biodiversité
L’inventaire des zones naturelles d'intérêt écologique, faunistique et floristique (ZNIEFF) a pour objectif de réaliser une couverture des zones les plus intéressantes sur le plan écologique, essentiellement dans la perspective d’améliorer la connaissance du patrimoine naturel national et de fournir aux différents décideurs un outil d’aide à la prise en compte de l’environnement dans l’aménagement du territoire.
Un ZNIEFF de type 1 est recensé sur la commune, l'« Ubac du causse de Mende » (77 ha), couvrant deux communes du département et un ZNIEFF de type 2 est recensé sur la commune, les « causses de Marvejols et de Mende » (18 190 ha), couvrant 24 communes du département.

## Urbanisme

### Typologie
Au 1er janvier 2024, Mende est catégorisée petite ville, selon la nouvelle grille communale de densité à sept niveaux définie par l'Insee en 2022.
Elle appartient à l'unité urbaine de Mende, une unité urbaine monocommunale constituant une ville isolée,. Par ailleurs la commune fait partie de l'aire d'attraction de Mende, dont elle est la commune-centre,. Cette aire, qui regroupe 31 communes, est catégorisée dans les aires de moins de 50 000 habitants,.

### Occupation des sols

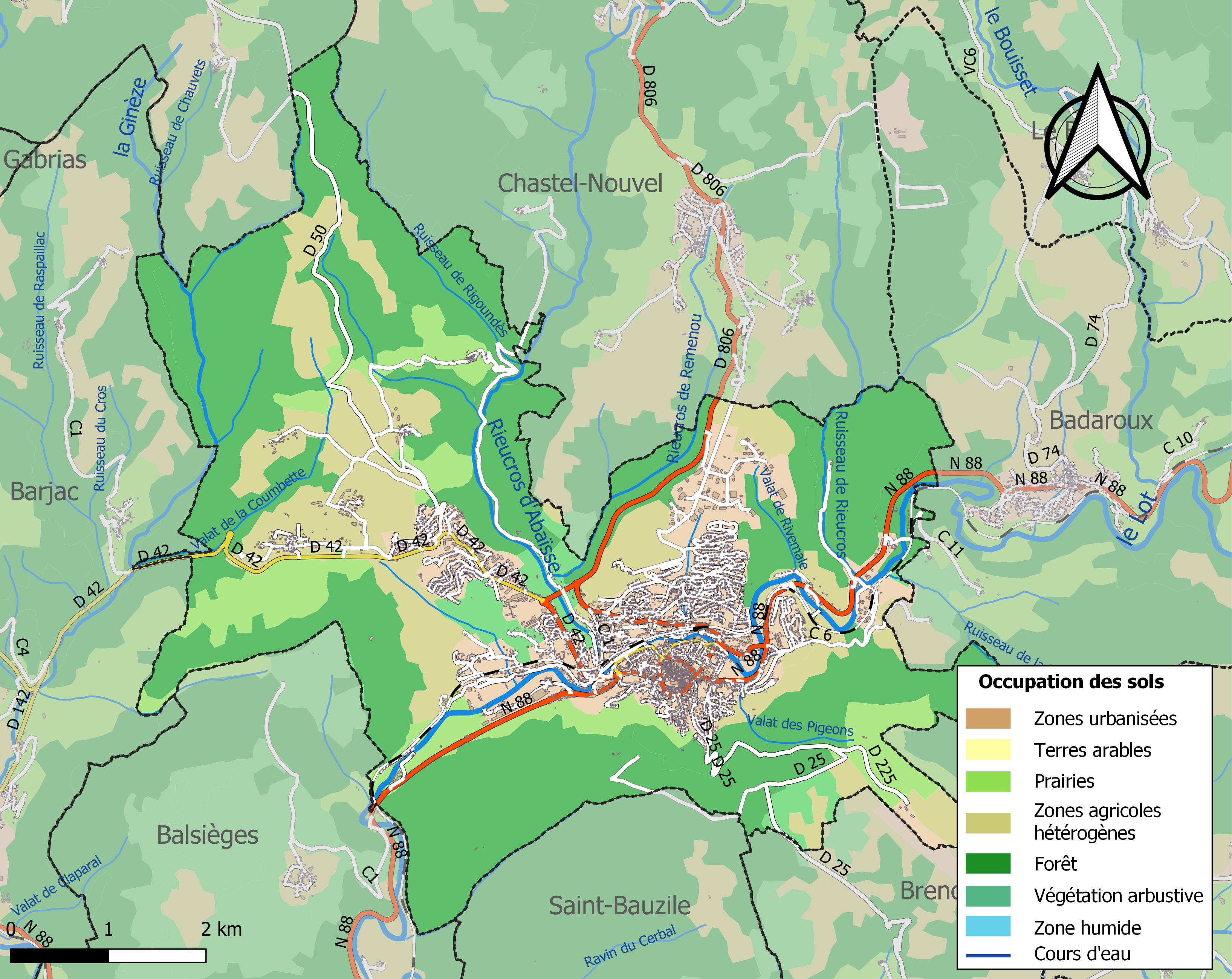
Carte des infrastructures et de l'occupation des sols de la commune en 2018 (CLC).

L'occupation des sols de la commune, telle qu'elle ressort de la base de données européenne d’occupation biophysique des sols Corine Land Cover (CLC), est marquée par l'importance des forêts et milieux semi-naturels (56,4 % en 2018), en diminution par rapport à 1990 (59,1 %). La répartition détaillée en 2018 est la suivante : 
forêts (53,3 %), zones agricoles hétérogènes (17,5 %), zones urbanisées (11 %), prairies (9,5 %), zones industrielles ou commerciales et réseaux de communication (4,2 %), milieux à végétation arbustive et/ou herbacée (3,1 %), espaces verts artificialisés, non agricoles (1,4 %).
L'IGN met par ailleurs à disposition un outil en ligne permettant de comparer l’évolution dans le temps de l’occupation des sols de la commune (ou de territoires à des échelles différentes). Plusieurs époques sont accessibles sous forme de cartes ou photos aériennes : la carte de Cassini (XVIIIe siècle), la carte d'état-major (1820-1866) et la période actuelle (1950 à aujourd'hui).

### Morphologie urbaine

#### Les cinq pans historiques

Mende vers 1200.

Au XIIIe siècle, la ville se concentre dans ce qui est maintenant le centre-ville, délimité par les boulevards, et autrefois les remparts. Elle était alors découpée en cinq pans (ou quartiers) : Auriac, Aygues-Passe, Champnau, Chastel et Claustres.
Lorsqu'il est initialement dénommé comme tel, le pan d'Auriac est principalement un foyer de peuplement, avant de devenir le quartier des pénitents blancs qui y sont installés. Le pan d'Aygues-Passe (ou Aigues-Passe), signifiant « eau qui passe », doit son nom à l'inclinaison de ses rues, où l'eau coulait à flot lors des nettoyages. Le pan de Champnau tire son nom de Champ nouveau, et regroupe ce qui était à sa création un nouveau quartier d'habitation, au nord de la ville. Le pan de Chastel est l'ancien quartier commerçant de la ville. Il est situé vers la porte du Chastel, qui menait alors au Chastel-Nouvel, où se dressait un château, propriété des évêques. Enfin le pan des Claustres, dont le nom vient de cloîtres, était le plus grand de la ville et se situe désormais entre la place Urbain V et le Foirail, autrement dit entre les deux tombeaux de saint Privat (la chapelle Saint-Ilpide sur la colline du bourreau, et la crypte Sainte-Thècle sous le parvis de la cathédrale).

#### Les quartiers modernes de la ville
Le centre historique

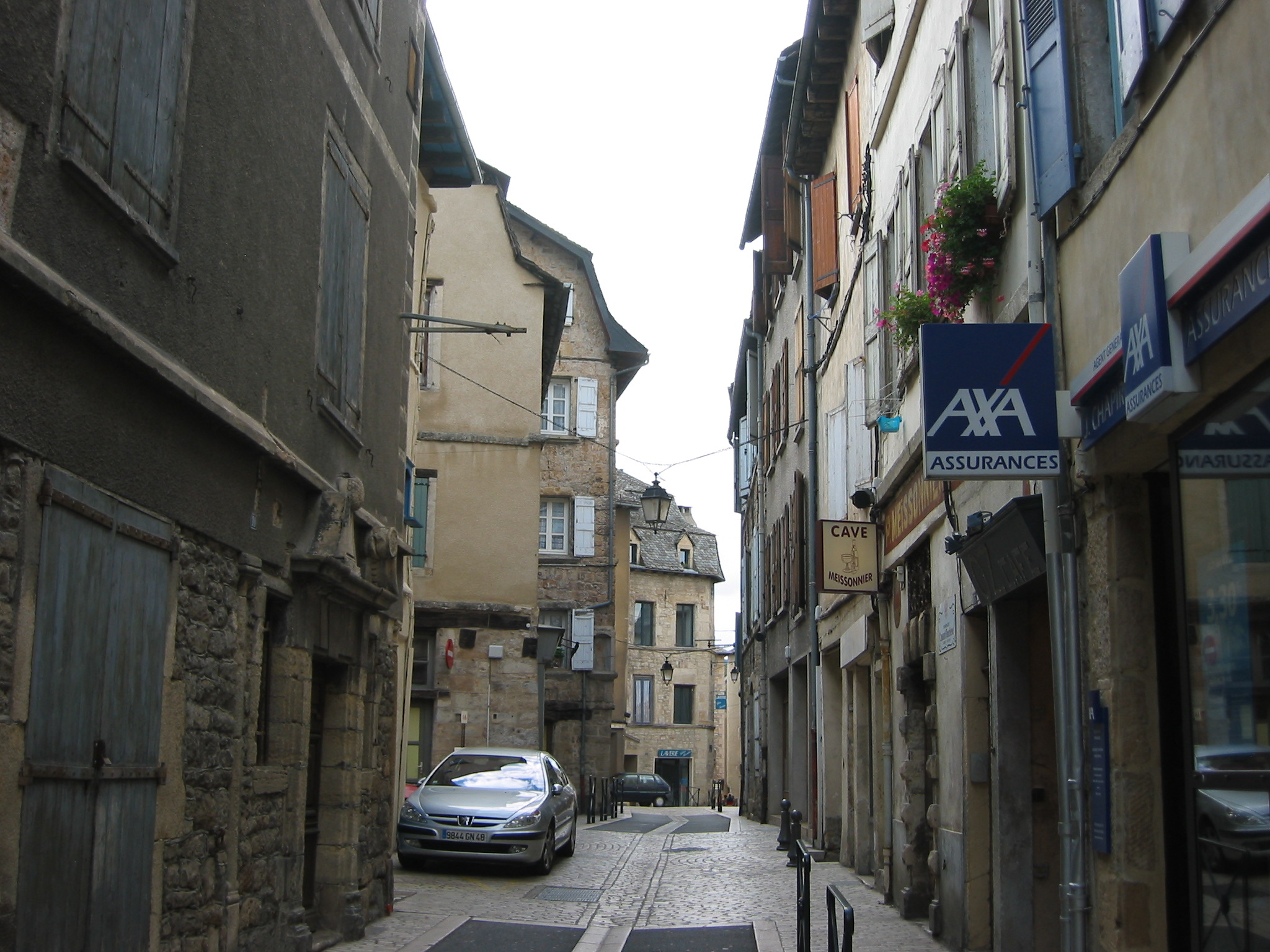
La rue Basse.

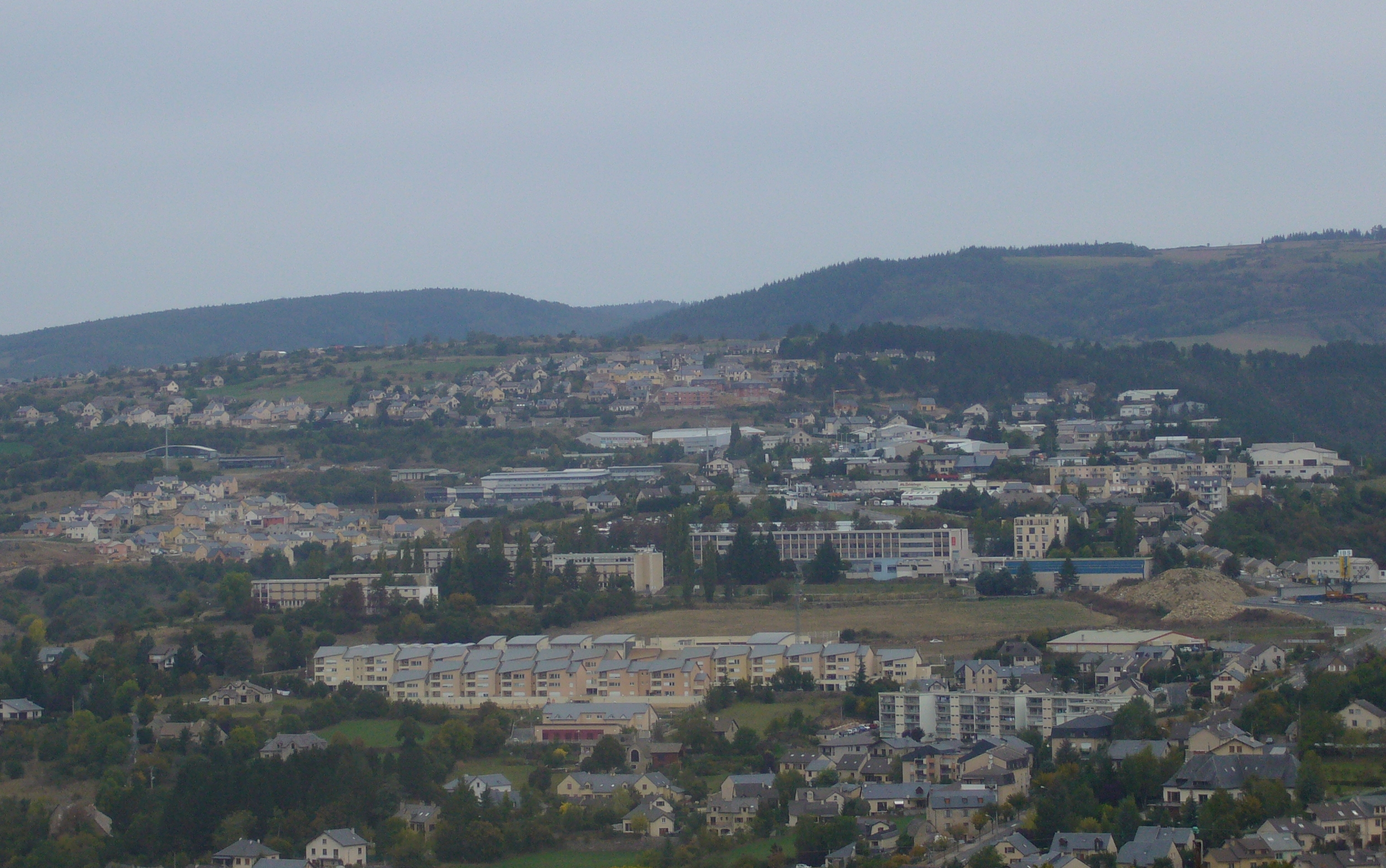
Le quartier de Valcroze et le village de Chabannes.

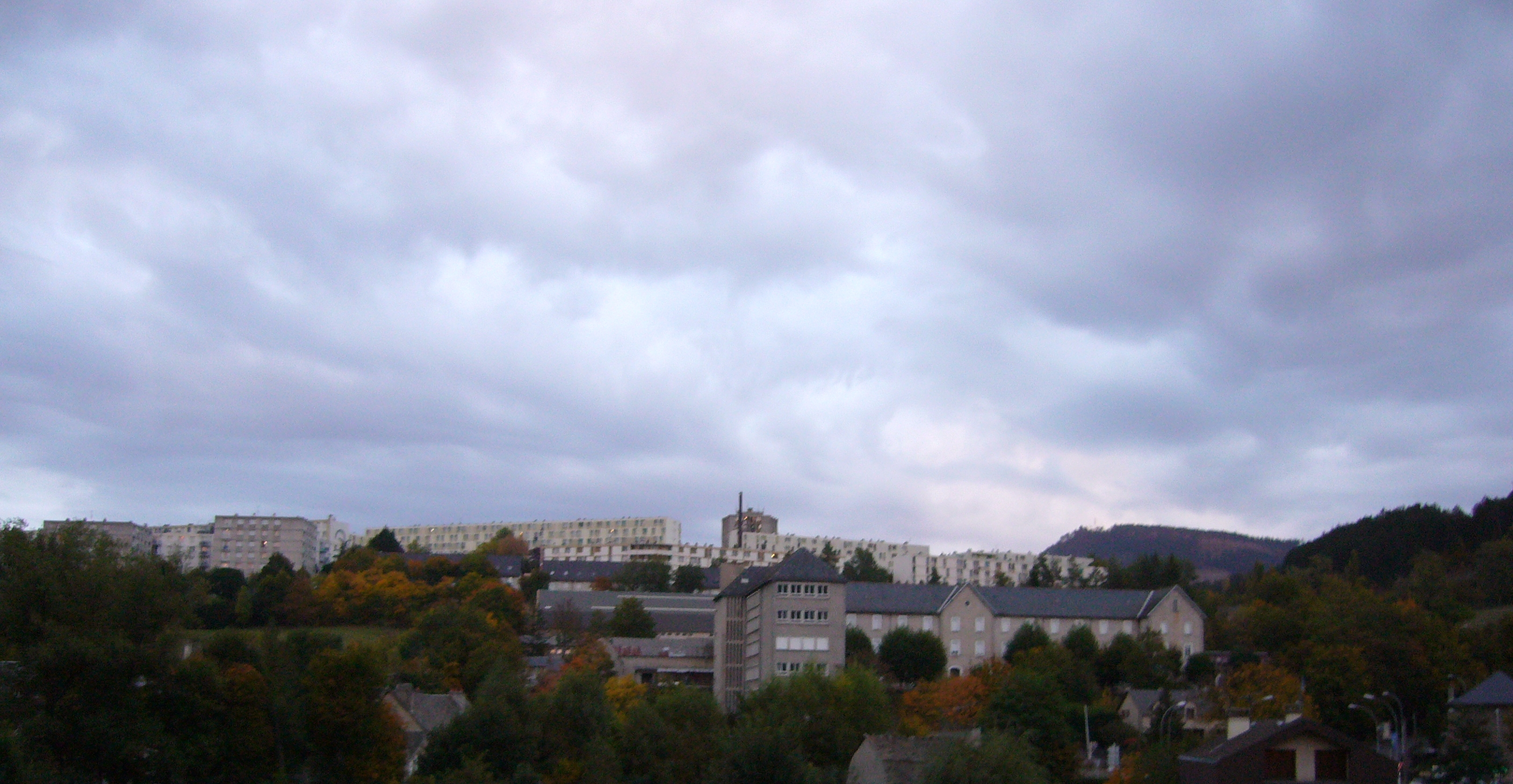
Le quartier de Fontanilles et le lycée Notre-Dame.

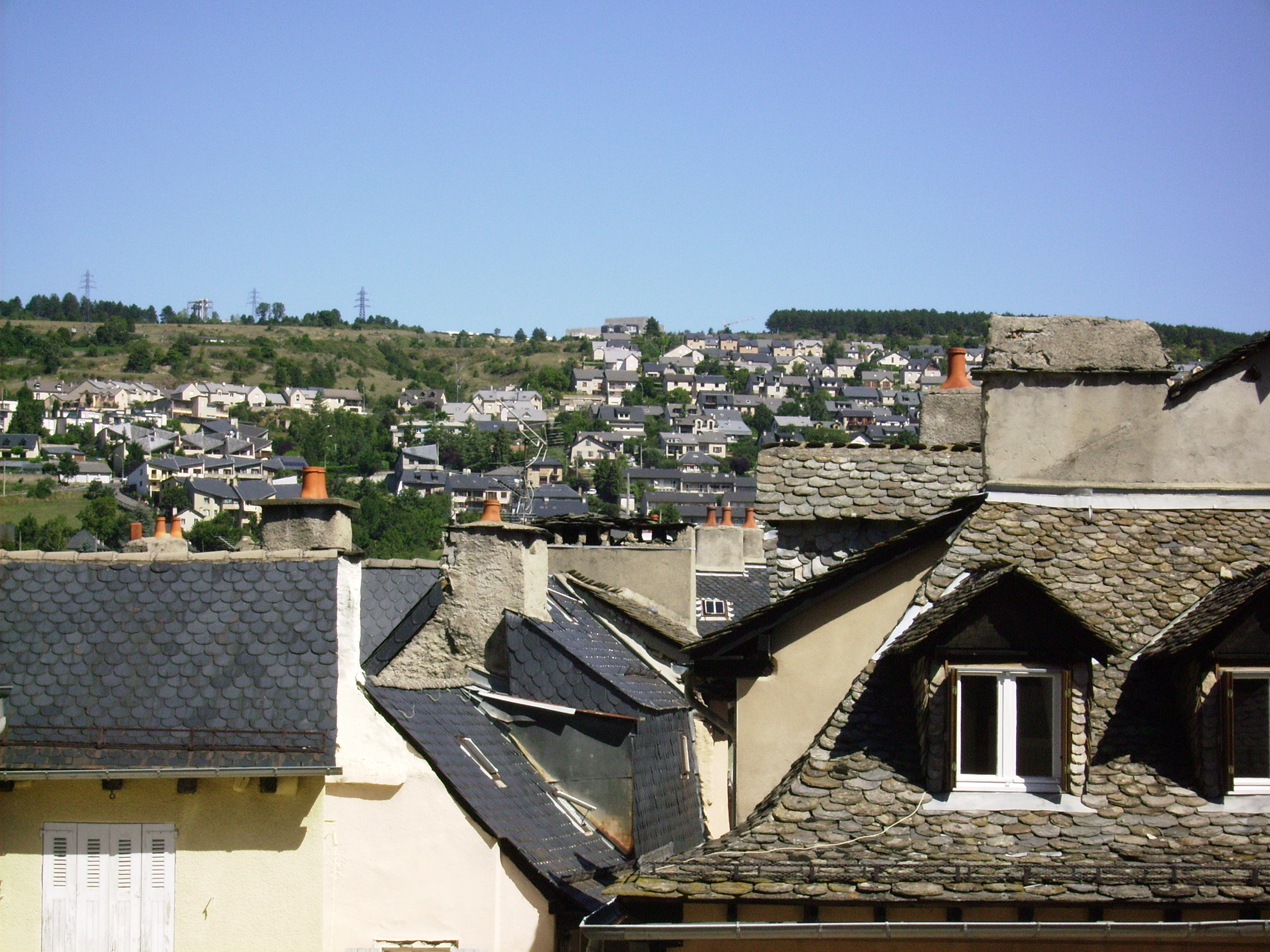
Le quartier de Chaldecoste depuis la place de la République.

Le centre-ville historique est bordé par les boulevards qui ont pris la place des anciens remparts. Outre les habitations, le centre est principalement occupé par des magasins de proximité et des artisans. Au-delà des boulevards, on retrouve d'autres habitations ainsi que les administrations. Le conseil général et la préfecture se partagent en effet l'ancien palais épiscopal, mais les services sont disséminés dans la ville. L'allée Piencourt relie le centre-ville aux routes de Badaroux et du Chastel-Nouvel, les anciens prés du diocèse (pré Claux et pré Vival) ayant été aménagés.
Mende Nord (Chaldecoste), le causse d'Auge
Au nord de l'allée Piencourt, passé le pont de Berlière, les habitations sont présentes au pied du causse d'Auge. Celles-ci ont été établies en plusieurs tranches au fil des XIXe et XXe siècles, la première de ces tranches étant celle de Chaldecoste. C'est dans cette partie de la ville que l'on retrouve le grand et le petit séminaire, ainsi que le couvent du Carmel. La ville s'étend au nord en direction d'Alteyrac (commune de Chastel-Nouvel). Entre ces quartiers et Alteyrac est implantée la zone d'activités économiques (ZAE) du causse d'Auge. Les quartiers nord portent souvent des noms de fleurs, cette partie de la ville ayant dans le passé abrité des jardins et des vignes, le long de la draille qui reliait le plateau du Palais du Roi.
Le causse est délimité par deux rus, le Rieucros à l'est et le Rieucros d'Abaïsse à l'ouest.
Fontanilles
Au-dessus de la route de Badaroux, sur une colline, se trouve le quartier de Fontanilles. Il s'agit initialement de logements sociaux. Au pied de cette butte est installé le lycée Notre-Dame, alors qu'au-delà on retrouve le quartier du Saint-Laurent (où l'on retrouve trace dans l'histoire de la présence d'une chapelle et d'un moulin) et, plus loin, de la ZAE de Gardès. Dans cette partie, à l'ouest de Gardès, se trouve également le village de Sirvens où l'on a découvert des traces d'une villa gallo-romaine.
Mende Sud, le mont Mimat
Coincés entre Fontanilles, le mont Mimat et le centre-ville, se trouvent des quartiers situés en bord de route au-dessus du pré claux. Dans cette zone sont situés le centre des pompiers, le château de Bellesagne et l'ancienne gendarmerie. Le foirail est également dans cette zone, mais plus à l'est que les précédents cités (au-delà des boulevards cependant). Au-dessus de celui-ci se situe le quartier de la Vabre et la colline du Bourreau où ont été retrouvées les premières traces d'habitations de la ville. On retrouve également à proximité la prison de la ville.
Le Chapitre et la route de Chabrits
Dans la direction ouest, on retrouve le quartier du Chapitre avec le complexe sportif et le village de vacances. Ce quartier est au pied d'une partie du causse de Changefège, où les habitations se sont installées le long de la route de Chabrits (avenue du 11-Novembre, au nord-ouest de la ville). C'est dans cette partie de la ville que l'on retrouve le quartier nouveau (XIXe siècle) de Valcroze, la ZAE de Chabrits et le parc technologique.
La route de Balsièges
De l'autre côté du Lot, le long de la route nationale 88, on retrouve l'avenue des Gorges-du-Tarn et la zone de Ramille. C'est dans cette partie que l'on retrouve les établissements de grande distribution. La zone de Ramille a vu l'implantation, malgré certaines critiques à propos de l'instabilité du sol, de l'hypermarché du département, ainsi que d'une zone commerciale.

#### Plan de la ville

Plan de la ville de Mende.

Sur le plan ci-contre on retrouve les principales routes de la ville. À l'ouest, la RN 88 rejoint Balsièges en passant par le Rocher de Moïse (site classé) qui se situe à l'extrémité gauche. Au nord-ouest, c'est le hameau de Chabannes, et plus loin celui de Chabrits. Au sud, on retrouve le mont Mimat où se dresse la croix neuve qui marque symboliquement le sommet de la côte (bien que celle-ci se poursuive un peu plus haut). Par cette route on accède à l'ermitage de Saint Privat, à la croix du même nom et à la route du Valdonnez (Lanuéjols, Brenoux, Saint-Bauzile).
À l'est, le quartier de Fontanille est sur une butte, contournée par le Lot. Derrière se trouve le quartier du Saint-Laurent, puis la ZAE de Gardès (et le village du même nom) et le village de Sirvens. En suivant la RN 88, on atteint Badaroux. Enfin au nord, c'est le quartier de Chaldecoste (décomposé en plusieurs quartiers : Bergerie, Chanteperdrix, Vignette…) par où l'on peut atteindre la ZAE du causse d'Auge. Et plus au nord, on retrouve Chastel-Nouvel avant de rentrer dans la terre des Randon et le plateau du Palais du Roi. L'eau potable de la ville de Mende provient de cette direction puisque c'est la retenue d'eau de Charpal qui en est la principale source.

### Habitat et logement
En 2021, le nombre total de logements dans la commune était de 7 204, alors qu'il était de 6 712 en 2015 et de 6 479 en 2010.
Parmi ces logements, 86,8 % étaient des résidences principales, 5,9 % des résidences secondaires et 7,3 % des logements vacants. Ces logements étaient pour 40,4 % d'entre eux des maisons individuelles et pour 59 % des appartements.
Le tableau ci-dessous présente la typologie des logements à Mende en 2021 en comparaison avec celles de la Lozère et de la France entière. Une caractéristique marquante du parc de logements est ainsi une proportion de résidences secondaires et logements occasionnels (5,9 %) inférieure à celle du département (32,1 %) et à celle de la France entière (9,7 %). Concernant le statut d'occupation de ces logements, 45 % des habitants de la commune sont propriétaires de leur logement (44,6 % en 2015), contre 65,5 % pour la Lozère et 57,5 pour la France entière.
| Typologie                                               | Mende | Lozère | France entière |
| ------------------------------------------------------- | ----- | ------ | -------------- |
| Résidences principales (en %)                           | 86,8  | 58,1   | 82,2           |
| Résidences secondaires et logements occasionnels (en %) | 5,9   | 32,1   | 9,7            |
| Logements vacants (en %)                                | 7,3   | 9,7    | 8,1            |

La population étant en croissance depuis plusieurs années, la ville se dote de nouveaux quartiers au fil des ans : Chaldecoste et Chanteperdrix dans les années 1970, la Bergerie dans les années 1990, et Valcroze dans les années 2000.

### Voies de communication et transports

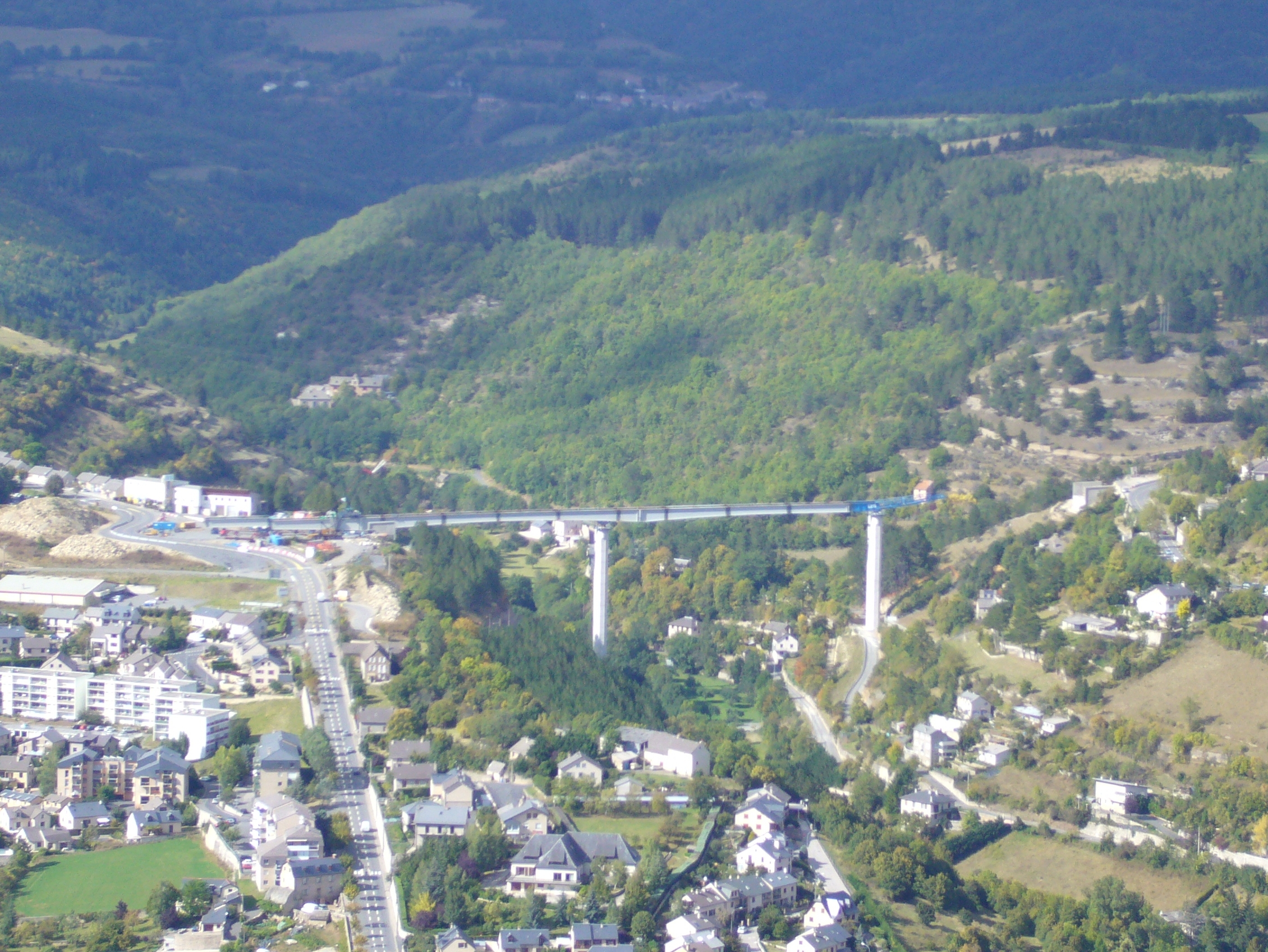
Le viaduc de Rieucros en septembre 2007.

Mende est située au centre du département de la Lozère et centralise par conséquent les accès routiers. La ville dispose également d'un accès ferroviaire et aérien, le Lot n'étant pas navigable (hauteur de l'eau trop faible) comme l'intégralité des rivières du département (hormis pour les loisirs type canoë, ou dans de rares exceptions pour le transport de personnes comme la traversée du Tarn vers La Malène).

#### Réseau routier
Mende est située sur la route nationale 88, qui relie Lyon à Toulouse. La route arrive par l'ouest de Balsièges et par l'est de Badaroux. Cet axe permet de rejoindre facilement la Haute-Loire et l'Ardèche à l'est, via Langogne et l'Aveyron à l'ouest via La Canourgue-Banassac, ainsi que l'autoroute A75. Un projet de doublement de la voie est en cours de réalisation dans le département, contournant Mende par le nord. Ce doublement est cependant un projet de longue date (1993), connaissant plusieurs tracés et une certaine opposition. Le projet est définitivement abandonné en octobre 2012, faisant de la Lozère un département sans projet de 2 × 2 voies express concernant la route nationale 88. En effet, son voisin l'Aveyron ou encore le Tarn poursuivent leur projet de mise en 2 × 2 voies entre Rodez et Toulouse dont l'ensemble devrait être mis en service en décembre 2015. Les travaux de la section Rodez - Sévérac d'Aveyron devraient être achevés fin 2019. De même pour la Haute-Loire qui poursuit son désenclavement routier. Cependant, les contournements de Mende et Langogne sont budgétisés. Ces projets dans les départements adjacents permettront de rejoindre les grandes villes à proximité de Mende (Rodez, Albi, Toulouse, Le Puy ou encore Lyon). Enfin l'impact économique ou non de l'absence de 2 × 2 voies en Lozère devra être évalué à moyen et long terme.
Par ailleurs, le viaduc de Rieucros mis en service en décembre 2009 sera utilisé pour assurer un premier contournement de Mende. Il relie la zone artisanale du causse d'Auge au pôle technologique de Valcroze (et la RD 42) et permet également de soulager le trafic en reliant les quartiers nord et nord-ouest de la ville.
La déviation de Mende pour la RN 88 devrait tout d'abord partir de Pelouse pour arriver jusqu'au causse d'Auge avec une configuration en « voie express ». Puis cela continuerait sur la D 806 (ex-RN 106 Nord) jusqu'au viaduc de Rieucros, et de là une nouvelle section du viaduc jusqu'à la sortie de Mende au lieu-dit la Thébaïde (rocade Ouest). Ces deux sections uniquement en deux voies. Par la suite la voie express arrivant du causse d'Auge sera directement reliée à l'A75.
Une autre route nationale, la RN 106, traversait autrefois la ville. Cette dénomination n'est désormais valable que pour le tronçon venant du Gard et rejoignant Mende par Florac (elle est alors commune à la RN 88 sur le tronçon entre Balsièges et Mende). La partie nord de la route a été déclassée en 2007 et porte désormais le nom de route départementale 806. Ce tronçon relie Mende à Saint-Chély-d'Apcher (et l'autoroute A75) en passant par Chastel-Nouvel.
Les accès secondaires sont assurés par la RD 42 au nord-ouest, qui rejoint la RN 88 à Barjac, et par la RD 25 qui, en passant par la côte de la Croix Neuve, traverse le mont Mimat avant de déboucher sur le Valdonnez.

#### Réseau ferroviaire

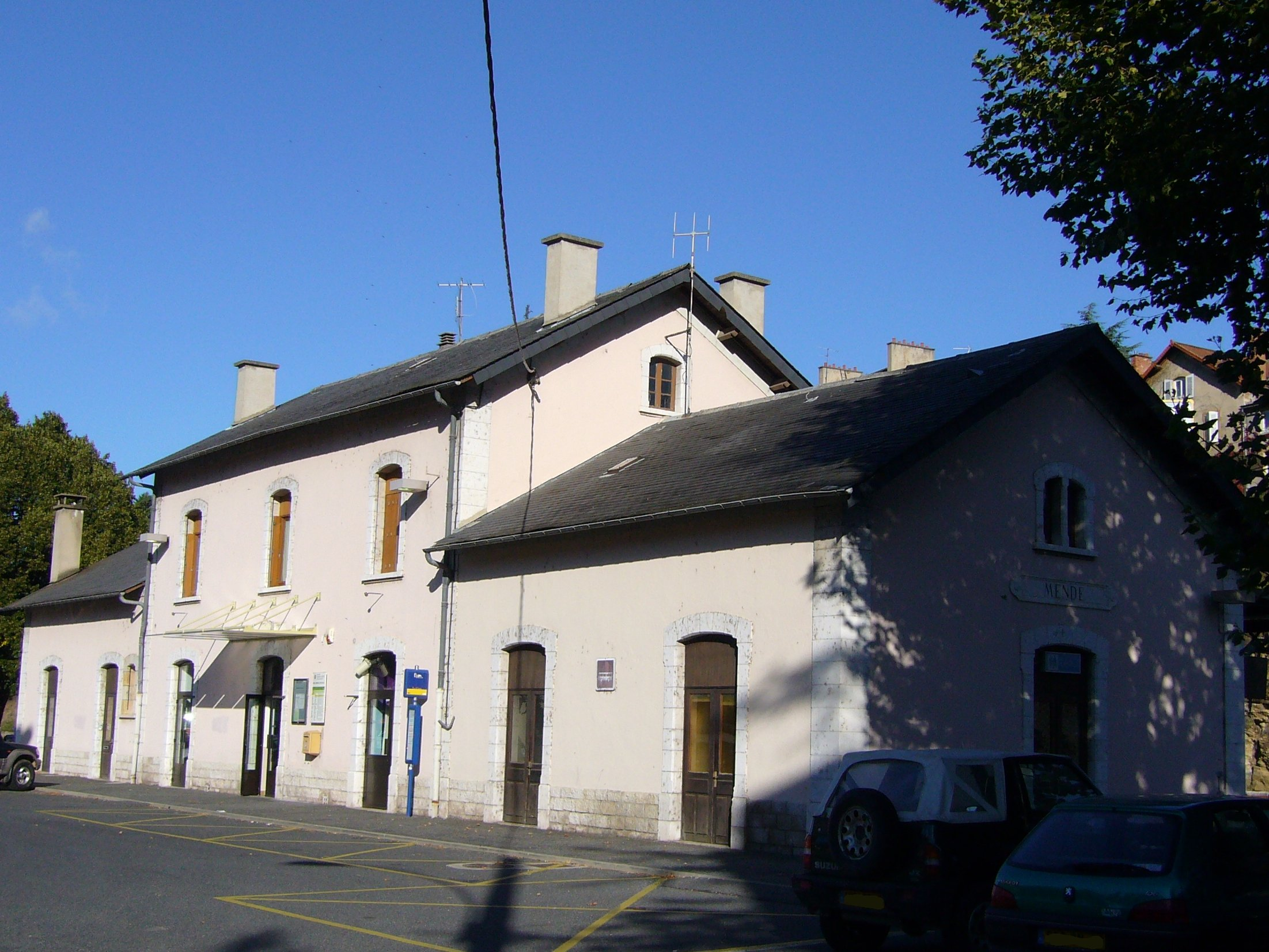
La gare de Mende.

Mende dispose d'une gare SNCF, située sur la ligne ferroviaire du Translozérien, entre Le Monastier (ligne des Causses) et La Bastide - Saint-Laurent-les-Bains (ligne des Cévennes). Cette ligne, construite au tout début du XXe siècle, porte le surnom de « ligne du toit de la France », et Mende en est la gare principale. Une dizaine de liaisons hebdomadaires sont assurées par voie ferroviaire.
La gare est également le point de départ des liaisons TER vers Clermont-Ferrand en autocar, qui sont quotidiennes.

#### Réseau de transport urbain

Tum.

Le réseau Tum dessert les différents quartiers de la ville avec ses deux lignes fonctionnant du lundi au vendredi et une seule le samedi. Depuis sa mise en place en 2000, il a remplacé le service de ramassage scolaire.
Le réseau de transport urbain est également chargé de la gestion des parkings payants de la ville. Une partie du centre-ville se retrouve exclusivement piétonnier.

#### Transport aérien
La préfecture de la Lozère partage son aérodrome avec la commune voisine de Brenoux. Cet aérodrome, situé sur le mont Mimat, se trouve ainsi à 200 km de Clermont-Ferrand, 215 km de Montpellier et 250 km environ de Lyon ou Toulouse. Faits marquants, il a été le théâtre de la scène finale du film La Grande Vadrouille, mais également de six étapes du Tour de France (1995, 2005, 2010, 2015, 2018 et 2022).
Par ailleurs, une liaison aérienne Mende - Paris a été mise en place en octobre 2007. Cependant le vol s'effectue au départ de l'aérodrome du Puy-en-Velay, situé à 94 km de Mende et qu'une navette permet de rejoindre. Cette liaison est née d'une volonté de désenclavement aérien de Mende, qui est en effet en retard à ce niveau pour une préfecture, et ne dispose d'aucun vol direct vers Paris contrairement à ses voisins Clermont-Ferrand, Rodez, Aurillac ou encore le Puy-en-Velay.
Depuis le début de l'année 2008, une étude est menée par la CCI de la Lozère, afin d'évoquer la possibilité de la mise en place d'une liaison entre la préfecture lozérienne et la capitale régionale, Montpellier mais quatre ans après le lancement de cette étude, aucun projet concret à ce jour n'a été présenté.
Enfin, les deux plus grands aéroports à rayonnement international et à proximité de Mende sont Clermont-Ferrand Aulnat et Rodez-Aveyron.

### Risques majeurs
Le territoire de la commune de Mende est vulnérable à différents aléas naturels : météorologiques (tempête, orage, neige, grand froid, canicule ou sécheresse), inondations, feux de forêts, mouvements de terrains et séisme (sismicité faible). Il est également exposé à un risque technologique, le transport de matières dangereuses, et à un risque particulier : le risque de radon. Un site publié par le BRGM permet d'évaluer simplement et rapidement les risques d'un bien localisé soit par son adresse soit par le numéro de sa parcelle.

#### Risques naturels
La commune fait partie du territoire à risques importants d'inondation (TRI) de Mende-Marvejols, regroupant 17 communes concernées par un risque de débordement du Lot et de la Colagne ainsi que de certains de leurs affluents, un des 18 TRI qui ont été arrêtés fin 2012 sur le bassin Adour-Garonne. Les événements antérieurs à 2014 les plus significatifs sont les crues du 5 novembre 1994, une crue cévenole de référence (3,95 m mesurés à Mende), et des 4 et 5 décembre 2003, une crue méditerranéenne (3,80 m mesurés à Mende). Des cartes des surfaces inondables ont été établies pour trois scénarios : fréquent (crue de temps de retour de 10 ans à 30 ans), moyen (temps de retour de 100 ans à 300 ans) et extrême (temps de retour de l'ordre de 1 000 ans, qui met en défaut tout système de protection). La commune a été reconnue en état de catastrophe naturelle au titre des dommages causés par les inondations et coulées de boue survenues en 1982, 1994 et 2003,.
Mende est exposée au risque de feu de forêt. Un plan départemental de protection des forêts contre les incendies (PDPFCI) a été approuvé en décembre 2014 pour la période 2014-2023. Les mesures individuelles de prévention contre les incendies sont précisées par divers arrêtés préfectoraux et s’appliquent dans les zones exposées aux incendies de forêt et à moins de 200 mètres de celles-ci. L’arrêté du 23 mars 2018, complété par un arrêté de 2020, réglemente l'emploi du feu en interdisant notamment d’apporter du feu, de fumer et de jeter des mégots de cigarette dans les espaces sensibles et sur les voies qui les traversent sous peine de sanctions. L'arrêté du 23 août 2021, abrogeant un arrêté de 2002, rend le débroussaillement obligatoire, incombant au propriétaire ou ayant droit,,.

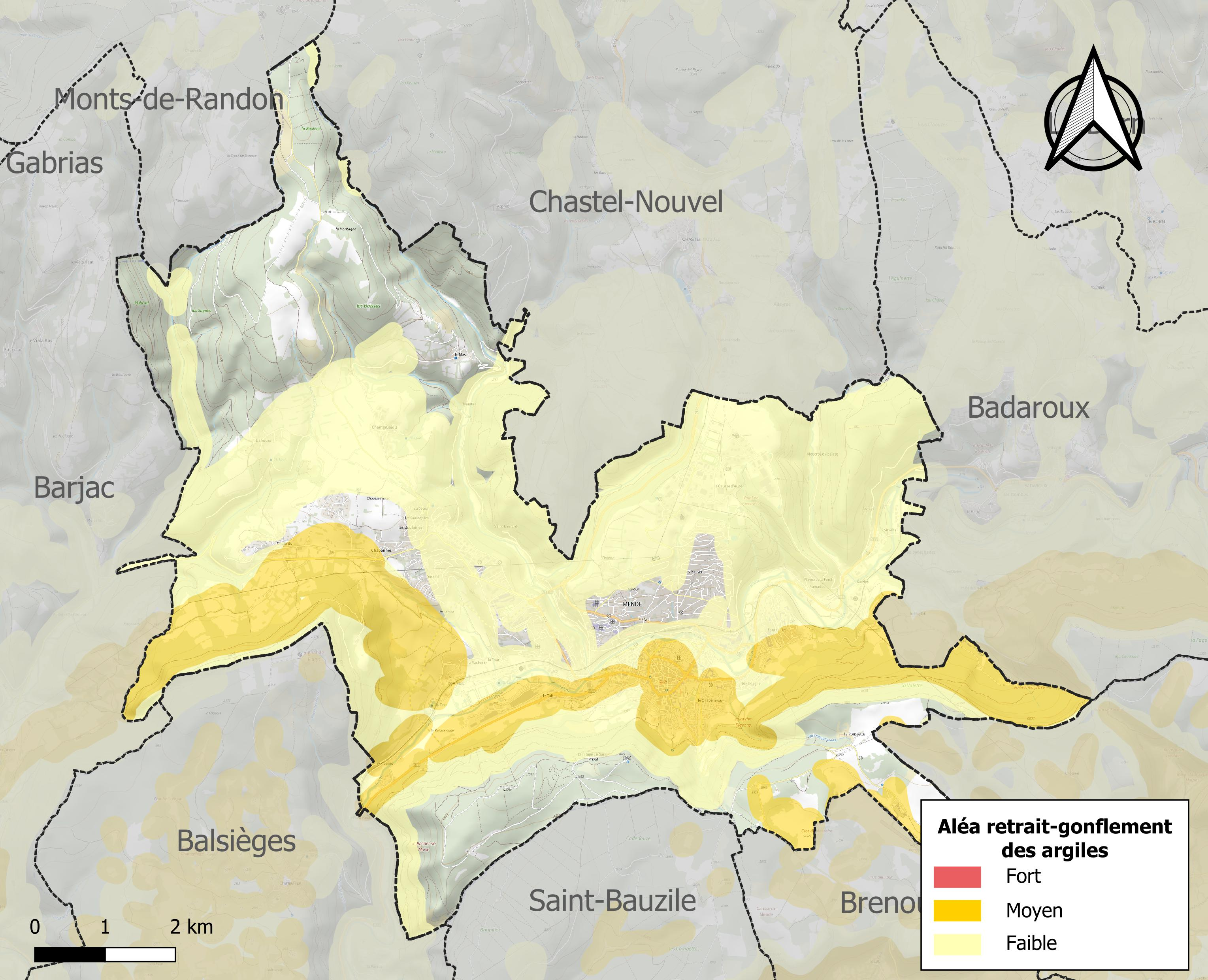
Carte des zones d'aléa retrait-gonflement des sols argileux de Mende.

Les mouvements de terrains susceptibles de se produire sur la commune sont des affaissements et effondrements liés aux cavités souterraines (hors mines), des éboulements, chutes de pierres et de blocs, des glissements de terrain et des tassements différentiels. Par ailleurs, afin de mieux appréhender le risque d’affaissement de terrain, l'inventaire national des cavités souterraines permet de localiser celles situées sur la commune.
Le retrait-gonflement des sols argileux est susceptible d'engendrer des dommages importants aux bâtiments en cas d’alternance de périodes de sécheresse et de pluie. 20,7 % de la superficie communale est en aléa moyen ou fort (15,8 % au niveau départemental et 48,5 % au niveau national). Sur les 2 558 bâtiments dénombrés sur la commune en 2019, 624 sont en aléa moyen ou fort, soit 24 %, à comparer aux 14 % au niveau départemental et 54 % au niveau national. Une cartographie de l'exposition du territoire national au retrait gonflement des sols argileux est disponible sur le site du BRGM,.
Par ailleurs, afin de mieux appréhender le risque d’affaissement de terrain, l'inventaire national des cavités souterraines permet de localiser celles situées sur la commune.

#### Risques technologiques
Le risque de transport de matières dangereuses sur la commune est lié à sa traversée par des infrastructures routières ou ferroviaires importantes ou la présence d'une canalisation de transport d'hydrocarbures. Un accident se produisant sur de telles infrastructures est susceptible d’avoir des effets graves sur les biens, les personnes ou l'environnement, selon la nature du matériau transporté. Des dispositions d’urbanisme peuvent être préconisées en conséquence.

#### Risque particulier
Dans plusieurs parties du territoire national, le radon, accumulé dans certains logements ou autres locaux, peut constituer une source significative d’exposition de la population aux rayonnements ionisants. Certaines communes du département sont concernées par le risque radon à un niveau plus ou moins élevé. Selon la classification de 2018, la commune de Mende est classée en zone 3, à savoir zone à potentiel radon significatif.

## Toponymie
La région est un ancien site de peuplement remontant à l'âge du bronze, bien que la capitale du Gévaudan, de l'époque gauloise puis gallo-romaine, fût Anderitum.
Le nom du mont Mimat est attesté au VIe siècle par Grégoire de Tours comme Mons Memmatensis, d'où au Xe siècle le nom du village attenant Mematensem viculum, donné Memde au XIIe, puis Mende aujourd’hui. L'adjectif Memmatensis, construit avec le suffixe d'appartenance latin -ēnsis renvoie au gaulois *Memmat(i)a ou *Memmat(i)o- qui rappelle le nom des divinités gauloises Menmantiae. Le thème *menman- « esprit, pensée, prière » se retrouve également dans des noms propres gaulois. Pour Xavier Delamarre, les *Menmantiās celtiques, tutélaires de la montagne de Mende sont soit des Muses, ou des Minerves, « en tout cas des déesses de l’intelligence, de la mémoire ou de la pensée pieuse ».
Le nom de la commune s’écrit Mende en occitan selon la norme classique et se prononce ['mende].

## Histoire

### Époque gallo-romaine

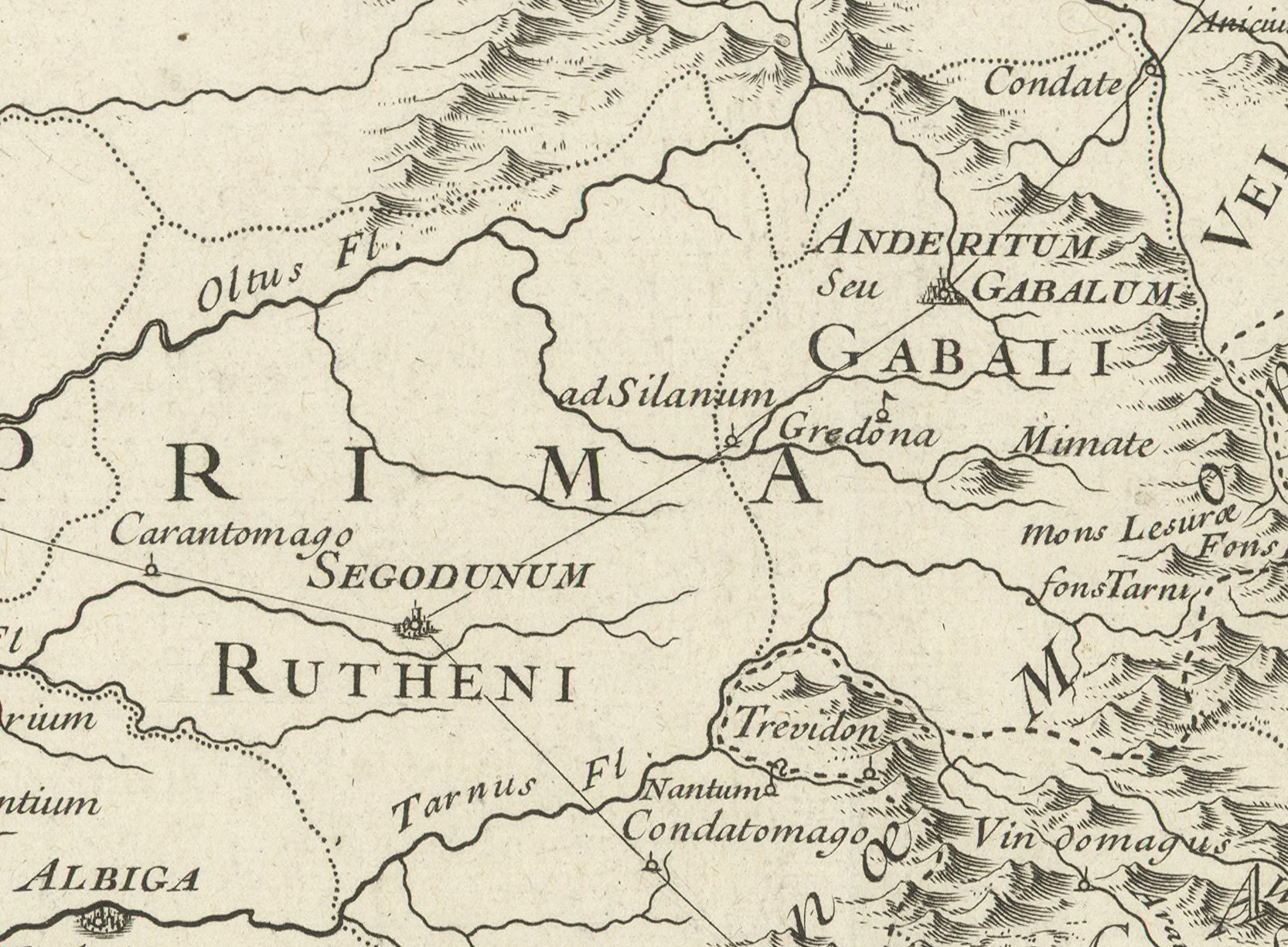
Sur cette carte on trouve Anderitum (Javols), Mimate (Mende) et Gredone (Grèzes).

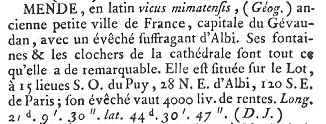
Mende dans l'Encyclopédie ou Dictionnaire raisonné des sciences, des arts et des métiers.

La ville, dont les premières traces d'habitations remontent à 200 av. J.-C., était à l'origine nommée Mimata, sans doute en référence aux montagnes qui l'entourent. Mais des habitants pouvaient être domiciliés ici bien avant. En effet, sur le mont Mimat, à Chapieu, on a retrouvé vers 1913 un dolmen contenant notamment un crâne trépané. Les autres causses environnant attestent également de cette présence par d'autres dolmens (sur le causse de Changefège par exemple). Ces vestiges pourraient dater du Chalcolithique.
La ville, à proprement parler, ne date que du Moyen Âge, et on ne la retrouve citée qu'à la fin du VIe siècle par Grégoire de Tours dans son Histoire des Francs. Ce texte parle du martyre de saint Privat, le premier évêque des Gabales, qui serait à l'origine d'un pèlerinage vers l'ermitage et les grottes où il s'était retiré. Mende au IIIe siècle n'est alors qu'un bourg. L'histoire de Privat se situe donc vers ce IIIe siècle, alors qu'il est envoyé par Austremoine pour évangéliser le Gévaudan. C'est à cette période que les Alamans envahissent le pays, guidés par leur chef, Chrocus.
Les Gabales se réfugient dans la forteresse de Grèzes où ils sont assiégés pendant deux ans. Leur évêque, Privat, se trouve quant à lui dans l'une des grottes du mont Mimat qu'il a aménagée en ermitage. Lorsque Chrocus apprend que l'évêque n'est pas parmi son peuple, il part à sa recherche pour s'en servir d'otage afin de faire sortir les Gabales de Grèzes. De sa grotte du mont Mimat jusqu'au bourg de Mimate où Privat est martyrisé. Présenté aux Gabales, il aurait refusé de livrer son peuple malgré tous les supplices barbares qu'on lui faisait subir (d'après Grégoire de Tours : « Le bon pasteur refusa de livrer ses brebis aux loups, et on voulut le contraindre de sacrifier aux démons »). Exténués, les Alamans auraient laissé libres les Gabales en leur promettant la paix. Privat succombe à ses blessures dans les jours qui suivent. Son acte de résistance, refusant de livrer ses compatriotes, lui valut donc une grande ferveur populaire, et c'est autour de son tombeau et de son ermitage que les pèlerinages commencent, permettant au bourg de se développer.

### Moyen Âge

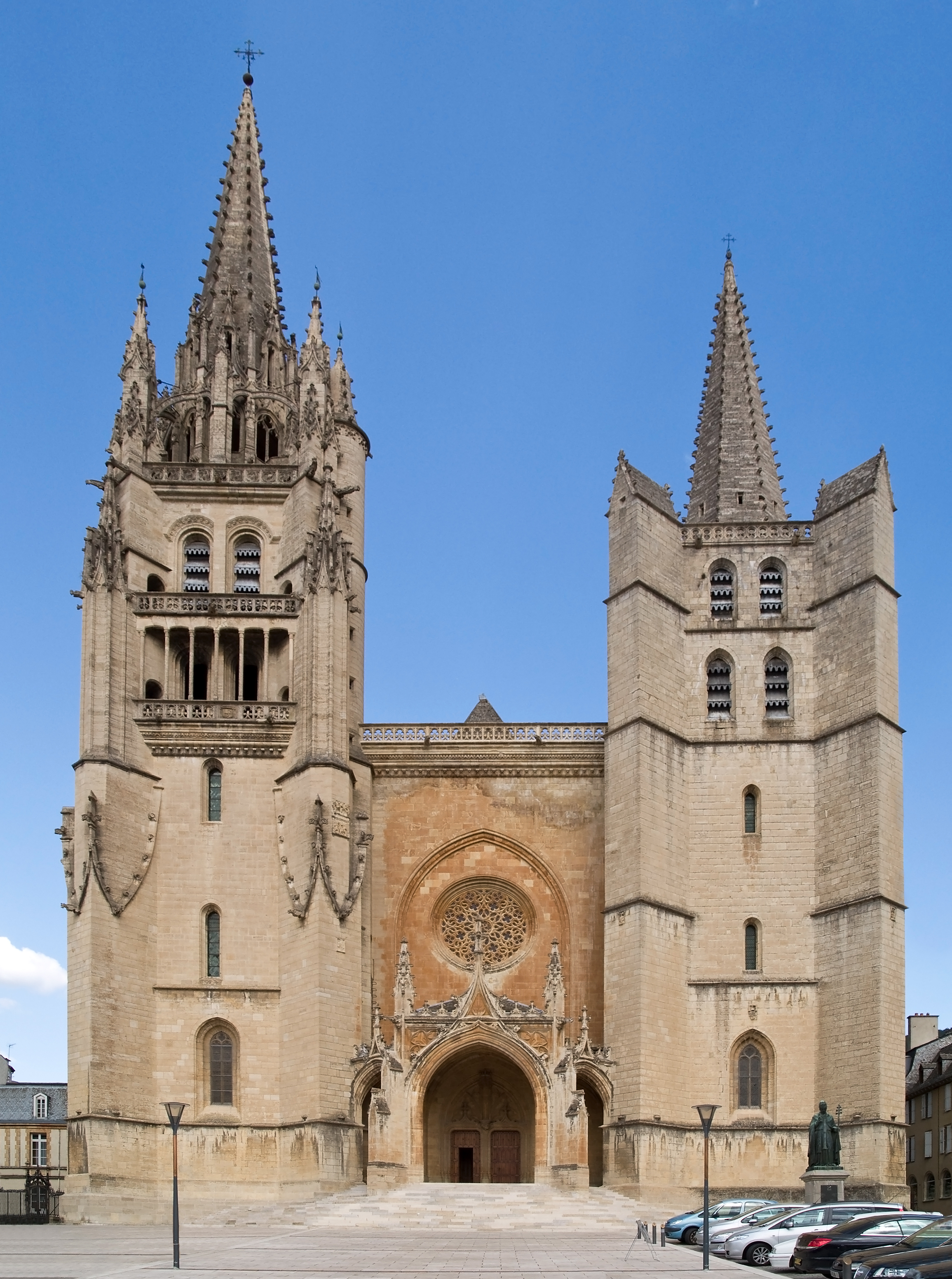
La cathédrale et ses clochers inégaux.

Le titre de comte ou vicomte du Gévaudan échoie à Raimond-Bérenger III de Barcelone, comte de Barcelone, par son mariage avec Douce de Provence en 1112. À Mende, les comtes y ont un château, le castel-frag. Trois autres seigneurs ont leur château autour de l'église romane : celui de Canilhac (qui possède les droits architrésoriers de l'église), celui de Cabrières (qui s'octroie les droits d'archidiacre) et de Dolan (qui administre et régente la maison épiscopale durant l'interrègne des évêques). Tout ceci change avec l'arrivée sur le trône épiscopal d'Aldebert III du Tournel. L'évêque va racheter tous les droits des différents seigneurs laïcs pour devenir seul maitre de Mende. Afin de sécuriser sa position, en 1161, il prête allégeance au roi de France Louis VII qui lui accorde les droits régaliens. C'est la Bulle d'or, un acte signé du roi et marqué d'un sceau royal en or, qui contient les clauses de cet accord. Il accorde ainsi à Aldebert et à ses successeurs, à perpétuité, la puissance royale et les pleins pouvoirs de justice sur les habitants de l'évêché. Ce fait est assez rare puisque seulement quatre bulles d'or en six siècles furent accordées par les rois de France.
C'est à partir de cette époque que les remparts de la ville sont construits. Aldebert souhaite protéger la ville et sécuriser les voies qui y mènent. Il récupère ou fait construire aussi la forteresse de Chapieu sur le mont Mimat, et fait en sorte qu'elle puisse accueillir une garnison. Ceci permet de surveiller la voie directe vers le mont Lozère et Villefort, autrement dit vers la voie Regordane, voie marchande.
Mais à cette époque, Mende n'est pas pour autant la capitale civile et religieuse du Gévaudan. En effet le pouvoir est toujours dépendant d'une entité : le comté ou la vicomté de Grèzes. La vicomté, propriété du roi d'Aragon, a été récupérée par le roi de France en 1258. L'évêque possède un grand pouvoir en qualité de vassal, mais il n'a pas la totale légitimité face à certains officiers royaux. Cette situation prend fin à partir de 1307 avec l'acte de paréage conclu entre l'évêque Guillaume VI Durand et le roi Philippe le Bel. Celui-ci fixe en effet définitivement les possessions du roi et celles de l'évêque, même si certaines querelles perdurent.
Durant la guerre de Cent Ans la sécurité s'accroît avec le renforcement des fortifications et la construction de fossés vers 1361-1362. Le chapitre de Mende possède, à cette époque, un château sur les hauteurs de la ville, au Chastel-Nouvel. En 1370 beaucoup d'habitants se croient à l'abri des remparts de la ville, malgré les menaces des routiers. Aussi, peu d'entre eux se réfugient au Chastel-Nouvel. Mais les remparts se sont avérés insuffisants, ne pouvant empêcher les pillages. Cette période isole Mende de ses voisins, notamment du Puy-en-Velay, et il faut attendre l'arrivée du connétable de France, Bertrand du Guesclin, puis l'intervention de Charles VI et la libération de la région pour que les voies de communication se rouvrent vers 1452.
En 1390, Bernardon de la Salle est à Mende, où Jean III d'Armagnac tentait, au nom du roi de France, de mettre un terme à la guerre privée que Raymond de Turenne menait contre le pape d'Avignon. Le Gascon signa comme témoin d'un accord passé entre le légat de Clément VII, Antoine de Lovier, évêque de Maguelone, et un représentant du vicomte de Turenne. Cette entrevue de Mende permit aux Florentins d'envoyer des ambassadeurs pour solliciter le comte d'Armagnac. Il lui fut proposé de passer les Alpes et de venir attaquer le comte de Vertus en Lombardie.
C'est aussi à cette époque que le bienheureux pape Urbain V fait commencer les travaux de la cathédrale (1368), pour un achèvement en 1467. Par ses lettres patentes, le roi Louis XI confirme les privilèges pour cette cathédrale, octroyées par ses prédécesseurs, en septembre 1464

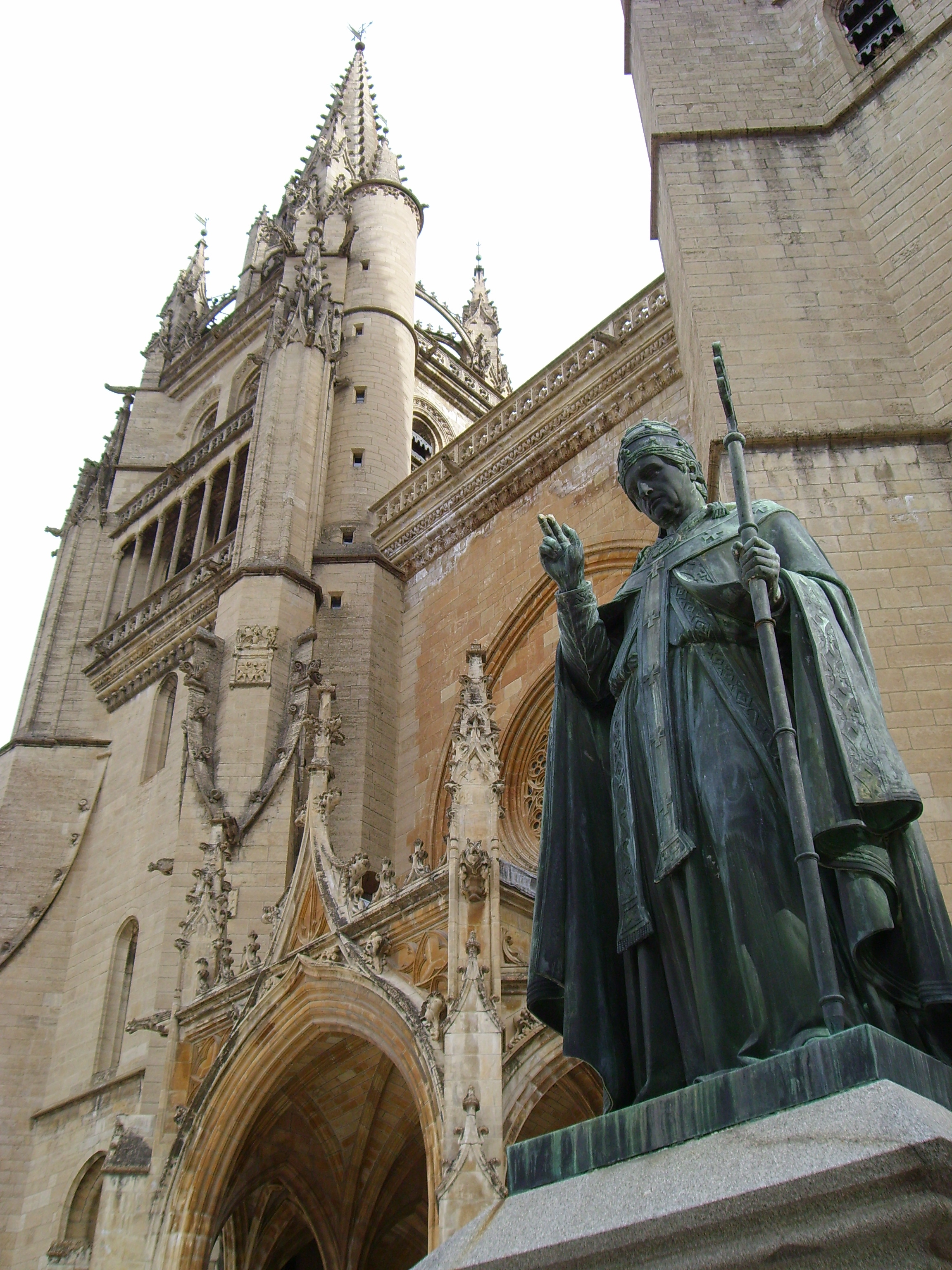
Statue du pape Urbain V.

Au début des années 1470, un conflit éclate entre l'évêque Antoine de la Panouse et le roi Louis XI, en raison du soutien que l'évêque avait apporté au comte d'Armagnac lorsque ce dernier s'était révolté. Pour le contrer, le roi soustrait à La Panouse l'autorité sur la ville qui devient alors autonome. Ce n'est que vers 1478 que les évêques retrouvent l'autorité sur la ville, en partageant les revenus avec le consul.
À la fin de la guerre de Cent Ans, Mende développe sa production de draperie, et accroît ainsi son rôle de carrefour commercial entre le Languedoc et l'Auvergne, exportant sa renommée. On estime qu'au XVIe siècle Mende était l'un des diocèses les plus riches du Languedoc devant Montpellier et Toulouse. Cette richesse du diocèse renforce le pouvoir ecclésiastique. Ainsi parmi la liste des évêques de l'époque on peut compter sur un certain nombre issu de la famille du pape. Julien della Rovere est ordonné évêque de Mende, bien qu'il ne se soit jamais rendu dans la capitale du Gévaudan (pratique dite de la commende). Ses neveux, Clément et François, lui succèdent à ce poste. Durant son mandat, François agrémente la cathédrale de ses clochers, dont l'un accueille la Non Pareille, la plus grosse cloche du monde.
En octobre 1485, alors que Clément de La Rovère arrive au siège épiscopal, les vieilles querelles entre le consul et l'évêché resurgissent, les premiers cités ayant peur de voir disparaître ce privilège. Ainsi ils barricadent les portes de Mende, afin que l'évêque ne puisse y accéder. À noter qu'à cette époque les évêques utilisaient principalement leur château de Balsièges comme résidence (celui de Chanac étant la résidence d'été). En vain puisque la famille Della Rovere recouvre la pleine autorité par avis du roi en 1492. Le titre de consul est maintenu en place du traditionnel titre de syndic.

### Renaissance

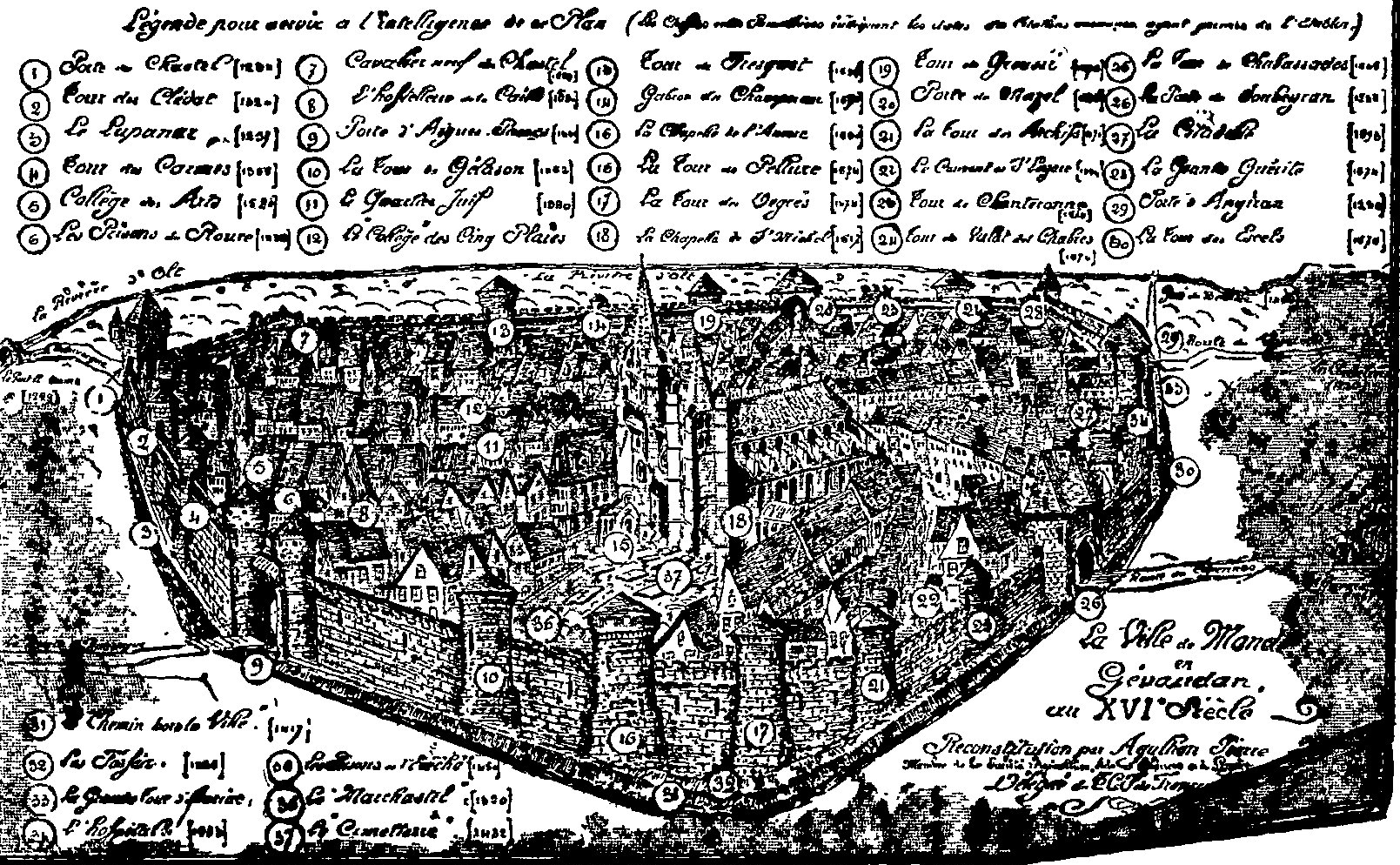
Mende au XVIe siècle d'après une ancienne gravure.

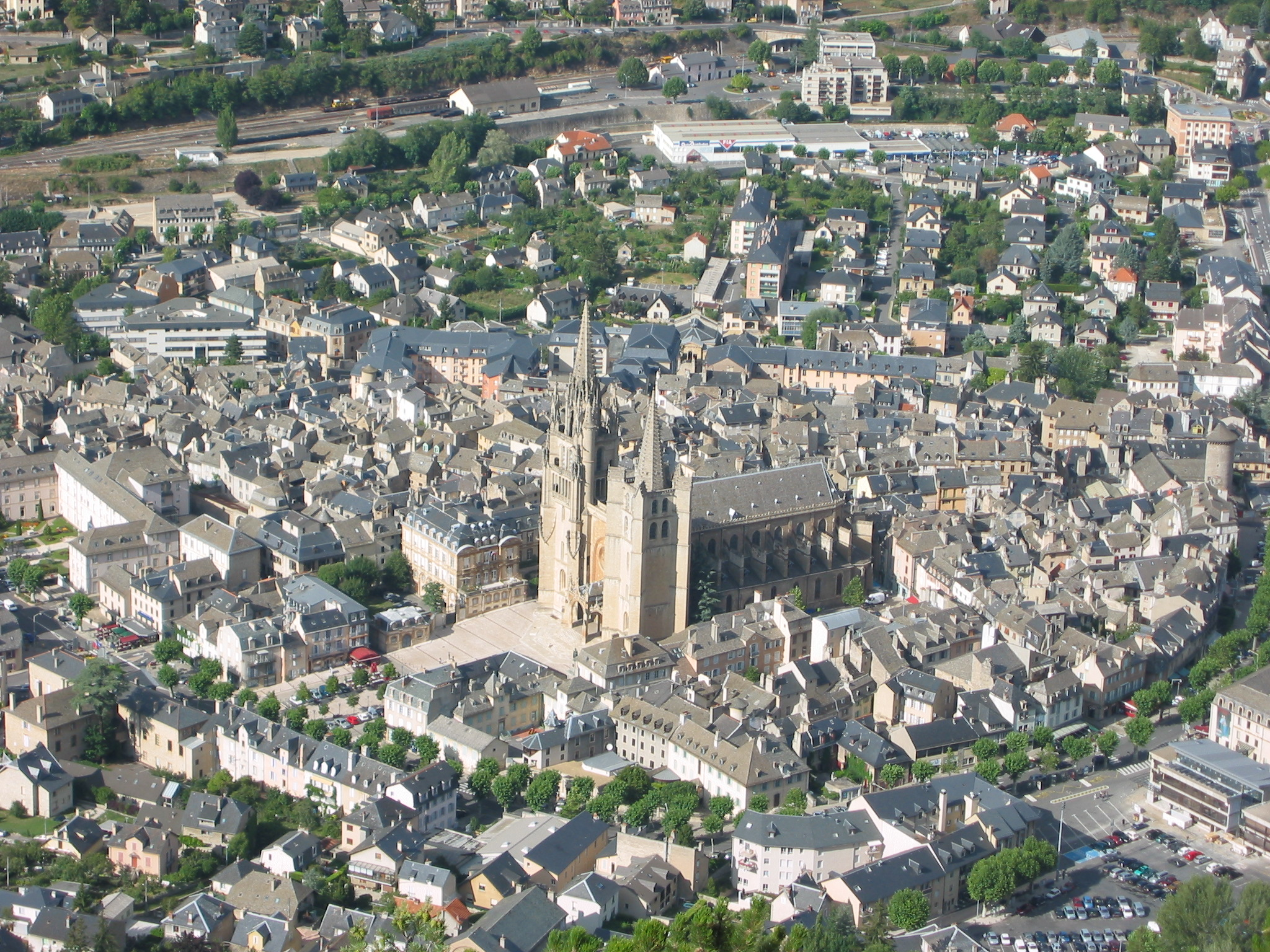
Vue aérienne sur la cathédrale.

Au XVIe siècle, les événements principaux sont la Réforme et les guerres de Religion qui en découlent. Le 21 juillet 1562, 4 000 protestants se présentent sous les remparts de la ville. Ils détruisent les monuments non protégés et assiègent la ville en la privant d'eau. Ils se retirent quatre jours plus tard, largement gratifiés de 2 000 écus. Cette rançon assure à la ville quelques années de paix.
Lors du massacre de la Saint-Barthélémy, le baron Astorg de Peyre est assassiné dans la chambre du roi : sa veuve engage alors un jeune homme, Matthieu Merle afin de venger la mort de son époux. De 1569 à 1576 il occupe avec ses troupes la forteresse de Grèzes d'où il s'empare peu à peu du nord du Gévaudan. À partir de 1577 il s'installe avec ses troupes à Marvejols avec l'intention de s'emparer de Mende, bien que ne cessant ses conquêtes au nord, il échoue cependant en août 1578 devant Saint-Flour. La nuit de Noël 1579 les soldats de Merle attendent que les Mendois soient à la messe de minuit pour entrer dans la cité.
Durant son séjour à Mende, Merle fait fortifier un peu plus la ville, n'hésitant pas à raser 120 habitations pour remettre en état les remparts. En février 1581, alors qu'il règne sur tout le Gévaudan, il met à exécution la menace qu'il avait faite aux habitants. Il leur avait en effet demandé de lui livrer 4 000 écus, somme que les Mendois ne purent recueillir. Il détruit ainsi partiellement la cathédrale construite par le bienheureux pape Urbain V. C'est à ce moment qu'est fondue la Non Pareille, la plus grosse cloche du monde afin de fabriquer des couleuvrines et autres boulets à canon. La ville est libérée sous caution cette année-là grâce à l'intervention du roi de Navarre.
La ville libérée, une sénéchaussée est créée afin d'assurer la pacification. Une riposte à l'attaque de Merle s'organise en 1586 contre la ville de Marvejols, menée par le baron de Saint-Vidal. C'est durant cette riposte que disparaît la forteresse des Peyre sur le roc de Peyre. La sénéchaussée, elle, se met en place. La tour d'Auriac, aujourd'hui dite des pénitents, est construite afin d'accueillir cent soldats. La sénéchaussée prend ainsi peu à peu le pas sur l'évêché, qui appelle le secours du duc du Languedoc en 1597. C'est après cet épisode que disparaît la sénéchaussée de Mende.

### DuXVIIesiècleà la Révolution française

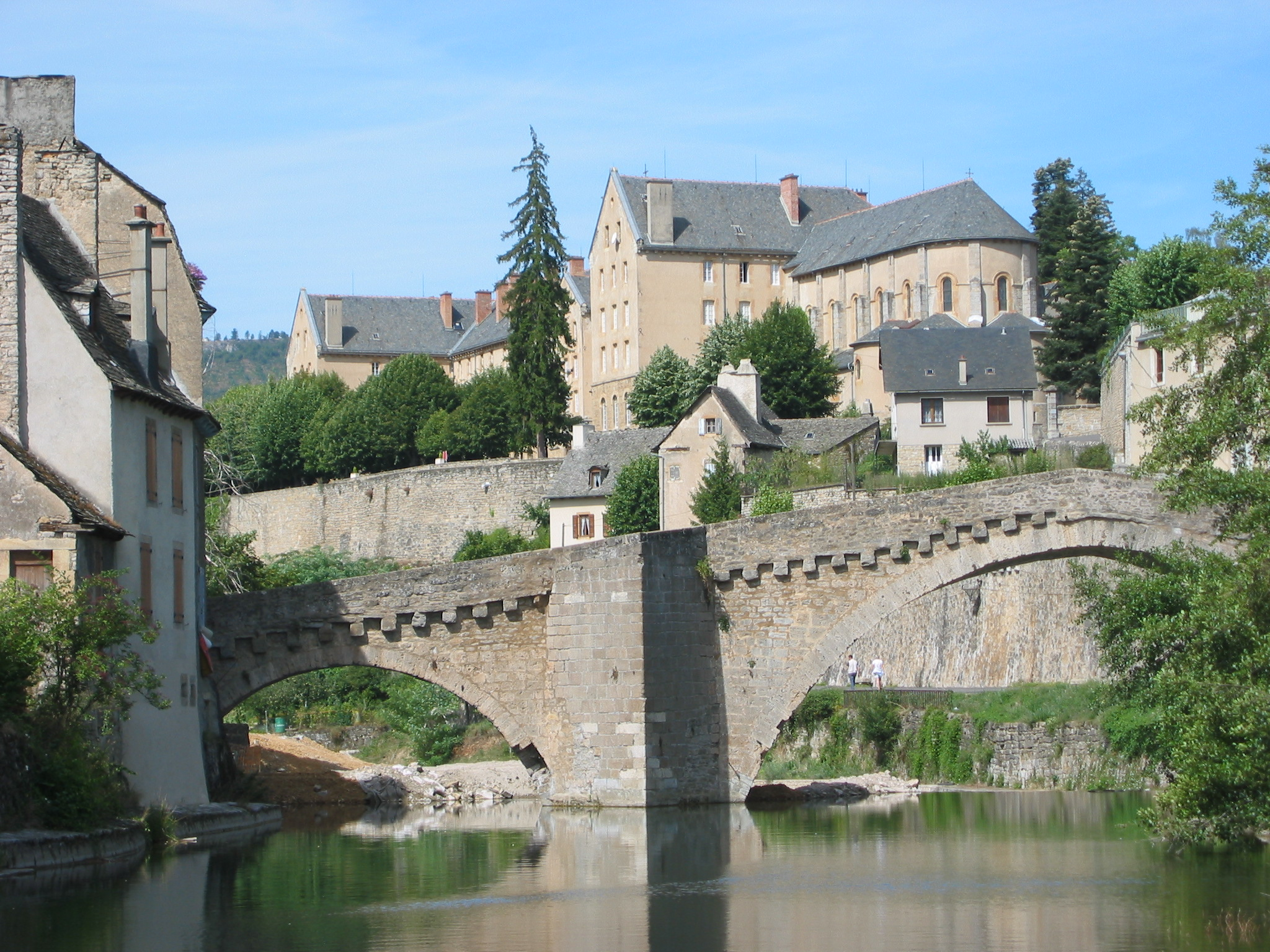
Le pont Notre-Dame.

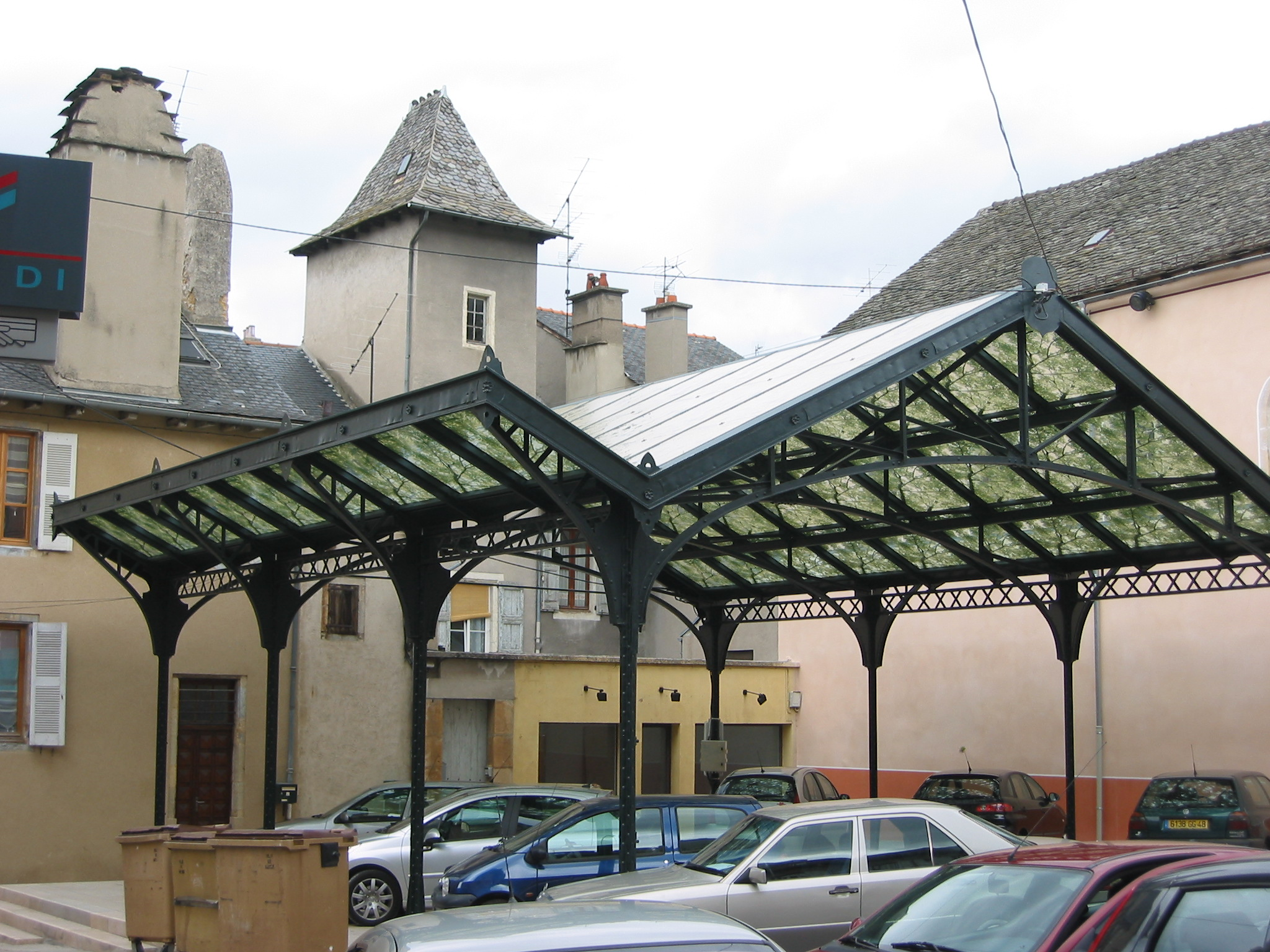
La place aux Blés.

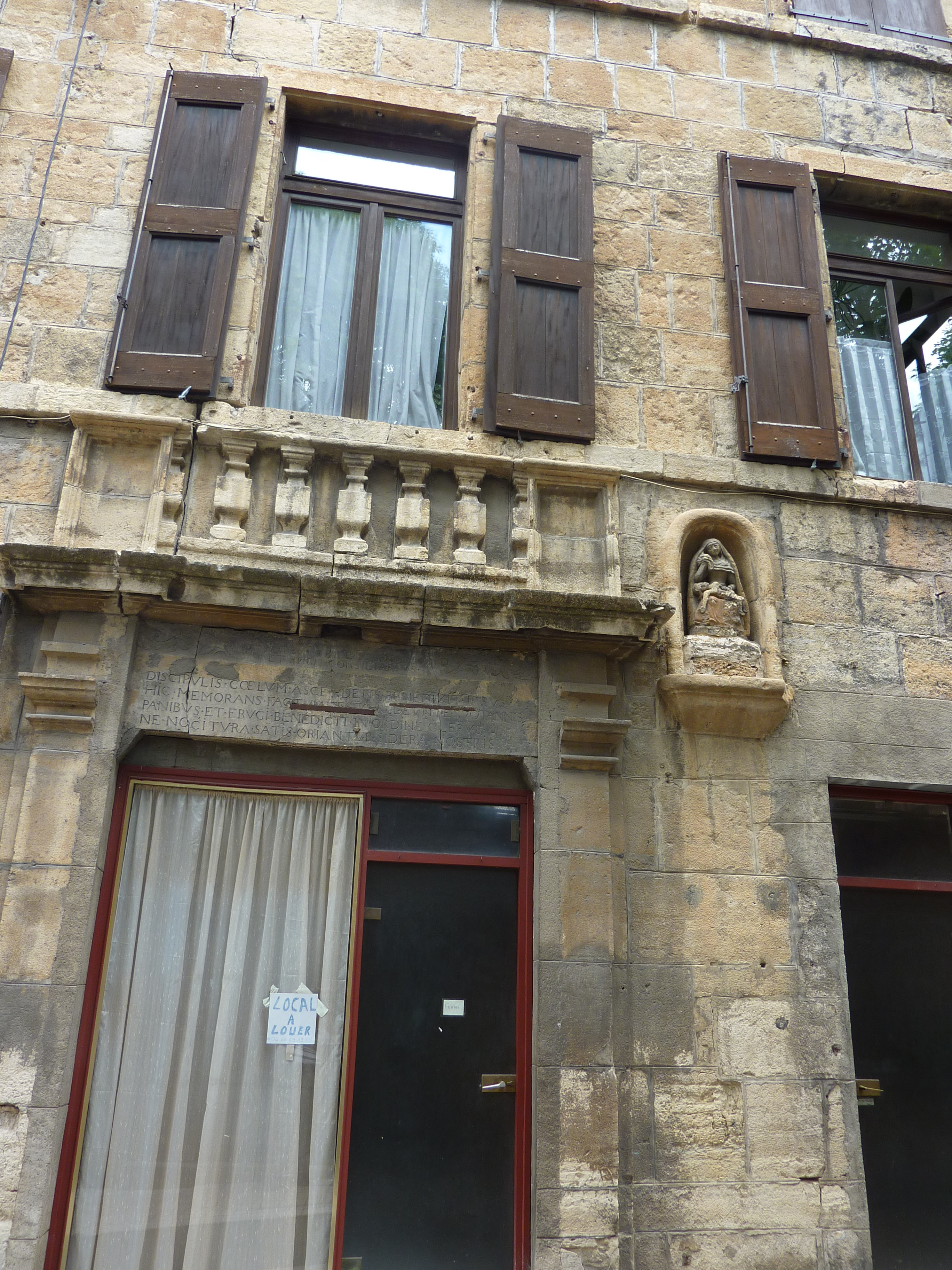
Maison du XVIIe siècle dite « maison de Mandrin » avec de faux balustres aux fenêtres.

Le début du XVIIe siècle est marqué par les travaux de reconstruction de la cathédrale, qui commencent en 1598. L'édifice est consacré en 1620, mais les travaux durent jusqu'en 1629. Bien loin de la somptuosité de l'originale, bien que reprenant le même plan.
Ente 1645 et 1660, la ville est le théâtre de querelles entre deux factions rivales : les Marmaux et les Catharinaux, tous membres des consuls ou de la bourgeoisie, mais n'ayant pas le même avis sur l'importance du pouvoir épiscopal, les seconds y étant opposés. L'évêque est d'ailleurs la cible d'un attentat alors qu'il officiait en la cathédrale de Mende en 1645 (il n'est finalement pas touché). À la suite de plusieurs procès, c'est non sans mal que le royaume redonna à l'épiscopat son pouvoir ancestral, le consul restant sous sa coupe.
À la fin de ce siècle, Mgr Piencourt aménage l'allée qui rejoint le Lot (depuis dénommée « allée Piencourt ») et surtout fait l'acquisition des tapisseries d'Aubusson pour le palais épiscopal. Ces tapisseries, classées, ornent depuis la cathédrale. Il est également à l'origine du développement de l'éducation naissante dans la ville et contribue à l'édification de l'hôpital. Il fait d'ailleurs de l'hôpital son héritier, permettant à celui-ci de se développer.
En 1702, la guerre des Camisards se déclenche en Cévennes. Mende aménage un peu ses remparts afin de prévenir toute attaque. Cependant cette guerre qui débuta par le meurtre de l'abbé du Chayla au Pont-de-Montvert ne l'atteignit jamais.
En 1721, la grande peste arrive en Gévaudan touchant la ville de Mende à hauteur de 1 078 victimes en un an. Deux générations plus tard, les remparts sont supprimés (en 1768), « pour que l'air circule mieux ».
Une fois tous ces tracas passés, la ville redéveloppe son économie autour de la laine et de l'élevage ovin en faisant usage de la force hydrique du Lot avec des moulins drapiers. La ville s'étend un petit peu sous l'essor de l'apparition des filatures et de sa première manufacture. Au XVIIIe siècle, Mende devient le lieu central du Gévaudan où se gère en majorité le commerce du textile. Le cadis, une toile de laine servant d'habit populaire fabriquée en Gévaudan, est exporté dans tout le royaume,.
En 1754, Mende voit passer le célèbre brigand Louis Mandrin (1725-1755), qui loge dans une maison où il aurait, selon la légende, caché un trésor,.
Entre 1764 et 1767, Mende est le témoin des allées et venues des louvetiers du roi, venus chercher repos dans la ville avant de s'en retourner traquer la Bête qui terrorise le nord du pays. Elle est aperçue proche de Mende, une fois au Pailhou, entre Rieutort-de-Randon et le Chastel-Nouvel mais reste principalement en Margeride. À cette époque la querelle entre le consul et l'évêque est remise au goût du jour par l'édit sur les organisations municipales. Les bourgeois et les nobles s'opposent, mais c'est finalement l'évêque qui conserve son pouvoir en 1771.
Lors de la Révolution française, Mende doit partager avec Marvejols la fonction de chef-lieu du département du Gévaudan. Ce dernier est renommé en Lozère en 1790 et la tutelle de l'Église disparaît en 1791, mettant ainsi fin au paréage de 1307. Mende est le théâtre de petits affrontements contre-révolutionnaires, mais sans grands effets. Elle obtint l'unicité du chef-lieu peu de temps après.

### Époque contemporaine

#### Mende auXIXesiècle

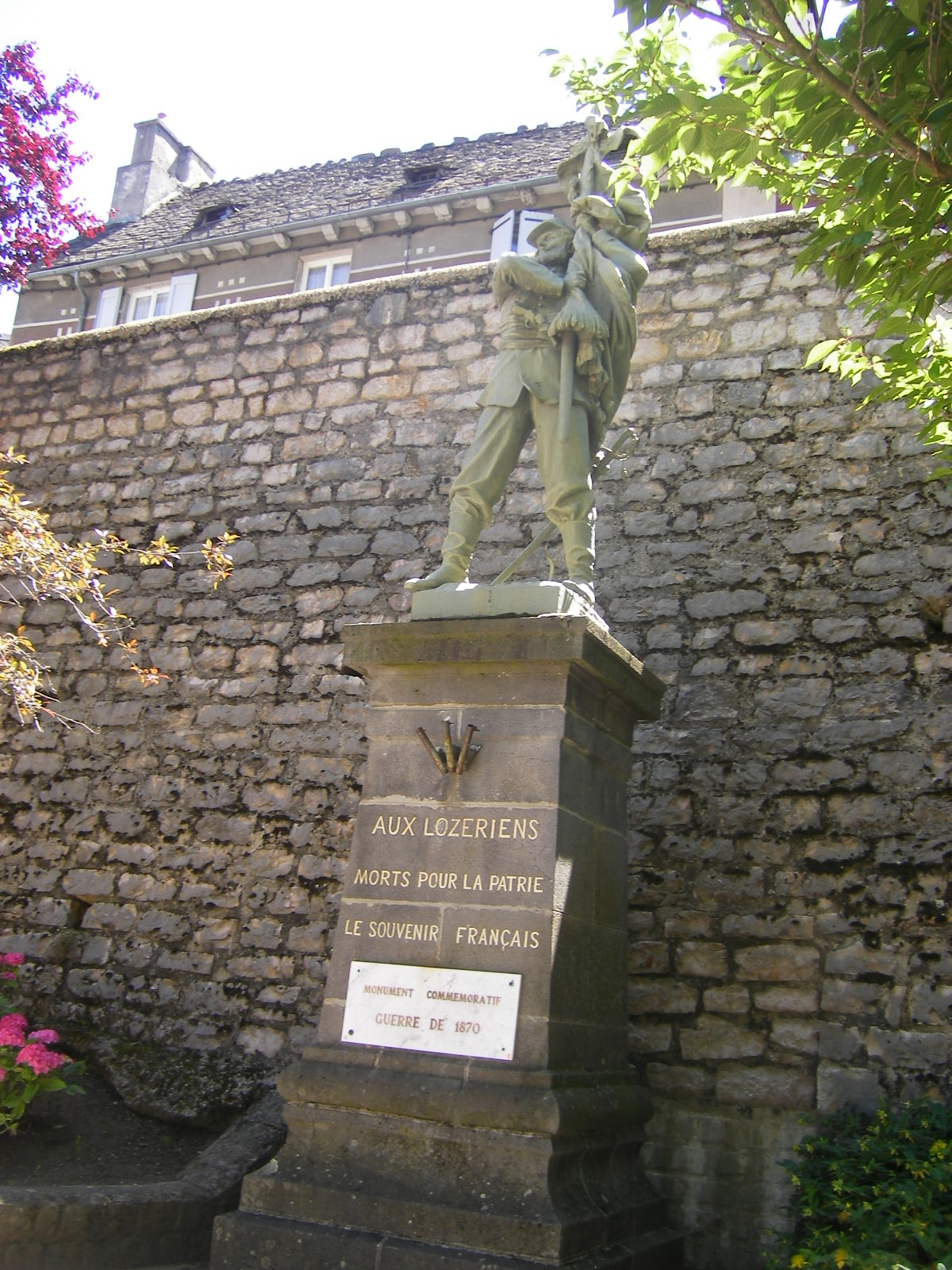
Monument aux morts de la guerre de 1870.

En 1800, le préfet s'installe dans la ville, et la préfecture occupe le palais épiscopal après la vente des biens de l'Église. Au milieu du XIXe siècle, les causses autour de Mende sont reboisés de pins noirs d'Autriche, cette forêt domaniale perdure depuis lors. Le choix du pin noir est dû à sa facilité d'acclimatation, et sa robustesse. La présence de cette forêt protégea souvent Mende des inondations.
Apparaît ensuite le chemin de fer dans la préfecture, la reliant alors à Sévérac-le-Château (3 mai 1884). La ligne de chemin de fer suit le Lot pour traverser la ville, et continue d'ailleurs à le suivre, tout comme la route nouvellement créée. En 1887, l'ancien palais épiscopal disparaît dans les flammes, la préfecture doit donc être reconstruite.
Le 8 avril 1888, Mende devient une des premières villes de France, et le premier chef-lieu, à bénéficier de l'éclairage électrique. L'usine est alors installée dans l'ancien hôtel de Ressouches.

#### Mende au début duXXesiècle
Le XXe siècle est marqué par un début de déclin économique. La fin progressive de l'industrie lainière, les Première et Seconde Guerres mondiales dépeuplent la ville. Entre 1931 et 1934 sont construits les bains-douches, devenus depuis le foyer Saint-Ilpide, et situé sur la place du Foirail. Le bâtiment est détruit durant l'été 2013, pour être remplacé par une salle multi-culturelle.

#### Seconde Guerre mondiale
En janvier 1939, peu avant la Seconde Guerre mondiale, dans le contexte de la guerre civile d'Espagne, un camp d'internement est construit dans le bois du Rieucros, il sera fermé en février 1942,. Au départ, son but est d'interner les « indésirables », représentants les opposants politiques, notamment ceux qui ne sont pas de nationalité française. Il devient en octobre 1939 un camp d'internement exclusivement réservé aux femmes étrangères, principalement espagnoles et leurs enfants. Le maire de l'époque, Henri Bourrillon, condamne le régime de Vichy et le camp installé dans sa ville, où il obtient que les enfants internés avec leur mère puissent suivre une scolarité appropriée, c'est par exemple le cas de Michel del Castillo. Ses paroles et ses actes hostiles au régime en place l'ont conduit à être destitué de son poste en 1941. Il s'engage alors dans la Résistance dont il devient un des chefs pour la Lozère. Dénoncé, arrêté et envoyé dans les camps allemands en 1944, il meurt lors d'un transfert en 1945.
Idéalement placée entre les maquis des Cévennes et de l'Aubrac, la ville se trouve ainsi être un centre de coordination de la Résistance intérieure lozérienne. Des figures comme Henri Bourrillon, Émile Peytavin, Jean Mazel, Jean Lyonnet symbolisent la résistance à Mende. En 1941, la diffusion des tracts Combat en Lozère est coordonnée depuis Mende par Jean Lyonnet qui dirige aussi au niveau départemental le noyautage des administrations publiques (NAP). Ce réseau cherche à détecter des sympathisants de la Résistance dans les préfectures, au sein de la police, ou travaillant dans le ravitaillement, l'électricité, les télécommunications ou les chemins de fer.
Au jour de son 15e anniversaire le 24 décembre 1942, la jeune juive polonaise Sophie Klatkiewicz (1927-2021) arrive en train où elle est recueillie par la mère Agnès du pensionnat Jeanne-d'Arc. Les Sœurs des Dames de l'Union la gardent en pensionnat avec ses camarades de classe durant trois années. De retour à Paris, elle se marie et devient la styliste de haute couture Sophie Klatkiewitz-Natan ayant créé la marque « Sophie Nat »,.
La ville est aussi le lieu où la gestapo s'installe. D'abord dans l'immeuble Massador puis le 10 mai 1944, elle réquisitionne dans la rue du Pré Claux, la maison de Jean Lyonnet (1902-1964), résistant local et chef départemental du NAP. C'est dans les sous-sols de cette maison que le soir du 28 mai 1944, 27 résistants membres du maquis Bir-Hakeim de l'Armée secrète sont torturés avant d'être abattus le lendemain, près de Badaroux, au ravin de La Tourette. Un monument situé devant la maison leur rend hommage. Les troupes et services allemands se retirent de Mende le 18 août 1944.
Quant à la population, elle peut se protéger place Urbain V, où des abris contre les bombardements aériens ont été mis en place.

#### Mende à la fin duXXesiècle

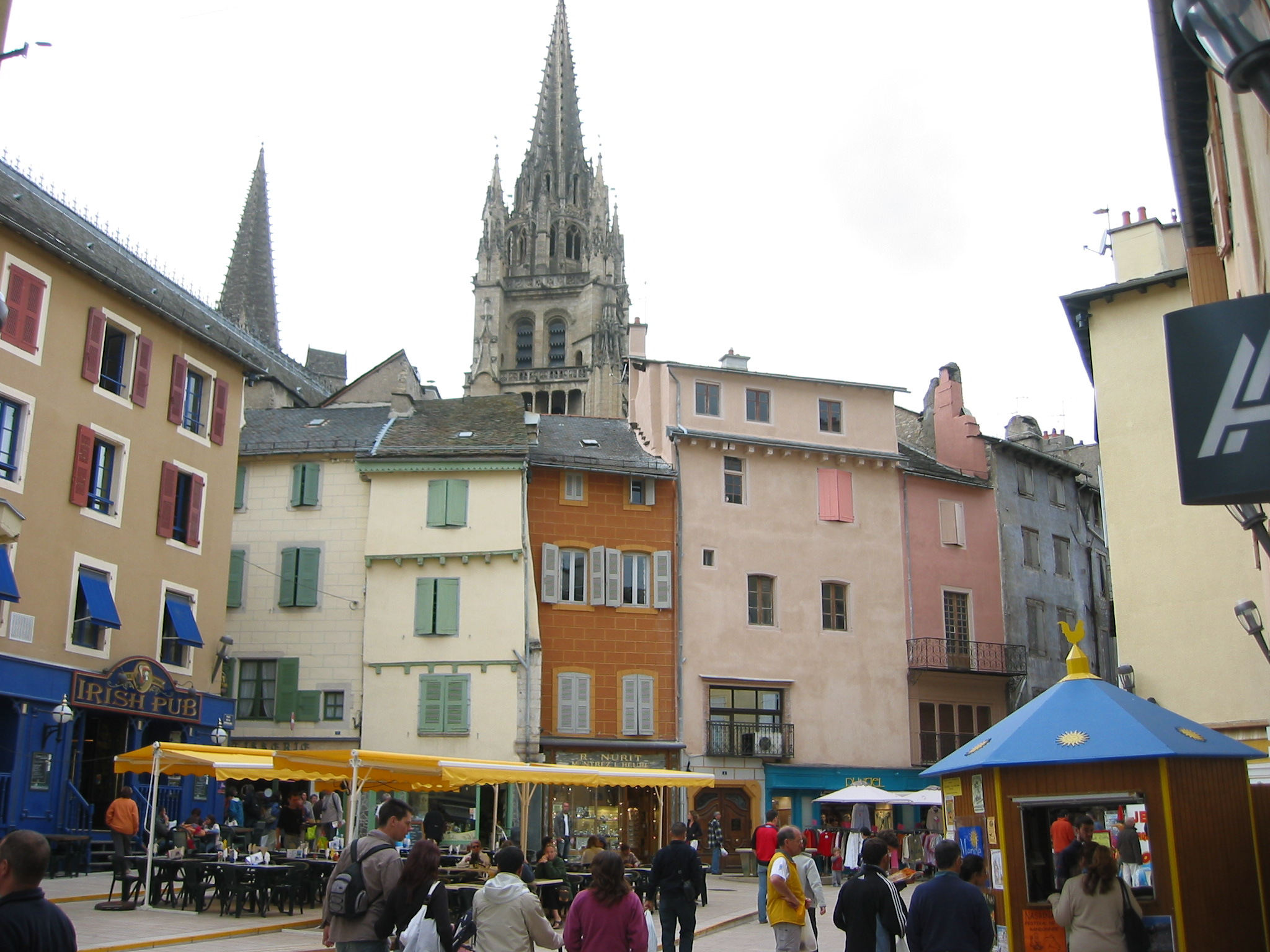
La place de la République.

À partir des années 1970, la ville connaît une croissance démographique assez importante. La ville s'étend alors vers le causse d'Auge. Dans les années 1980 et 1990, on s'aperçoit d'ailleurs que globalement le département se dépeuple, tandis que sa préfecture s'agrandit. La culture et le sport prennent alors plus d'importance dans la vie de la ville.
La ville développe, au cours des années 1990, des rapprochements administratifs avec les villes situées à proximité. C'est ainsi qu'elle forme, avec Aurillac et Rodez, le réseau de ville Estelle. Le principe du réseau était de partager des expériences et de mettre en commun des outils pour développer ces villes de taille moyenne. Peu de temps après, c'est avec d'autres réseaux que Mende se rapproche un peu plus des autres villes du Massif central. C'est le cas, par exemple, du réseau Cyber Massif qui a pour vocation le désenclavement numérique de la région.

#### Mende auXXIesiècle

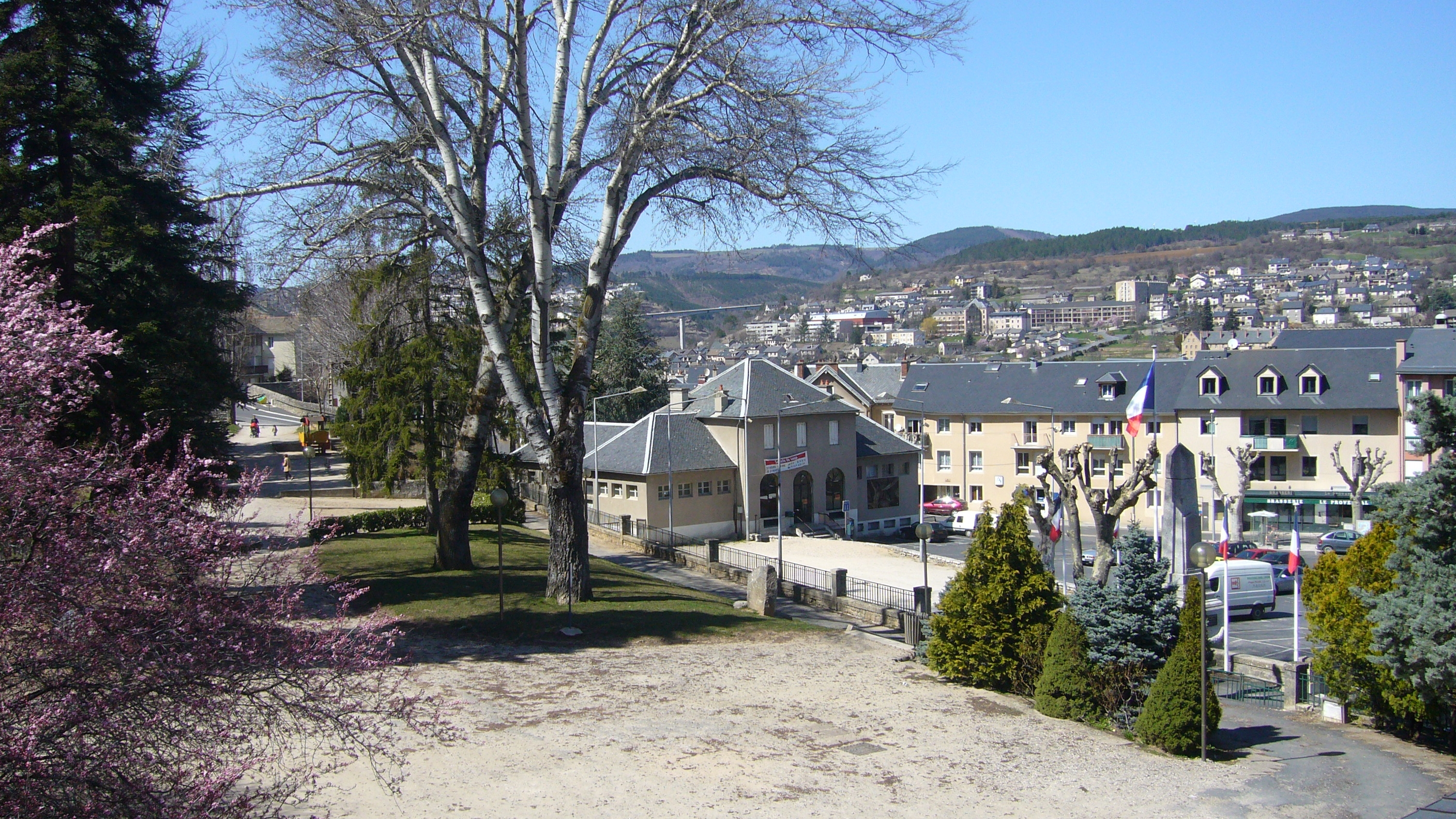
Le square Émile-Joly, le foyer Saint-Ilpide, et au fond le viaduc de Rieucros et l'hôpital.

D'ailleurs, depuis le début du XXIe siècle, Mende essaye de participer activement aux politiques de désenclavement du Massif central. La ville s'étend dans la vallée du Lot et atteint les 37 km2 de superficie dans les années 2000. Elle cherche également à s'inscrire dans un projet de développement durable, à l'image du département, avec entre autres projets, la construction d'une usine de cogénération et la mise en place d'un réseau de chaleur. La filière bois, si importante dans l'économie de la ville, est alors mise à contribution. La mise en place de la bio-énergie dans la ville a également été effectuée par l'apparition d'un parc d'éoliennes au nord de la ville.

## Politique et administration

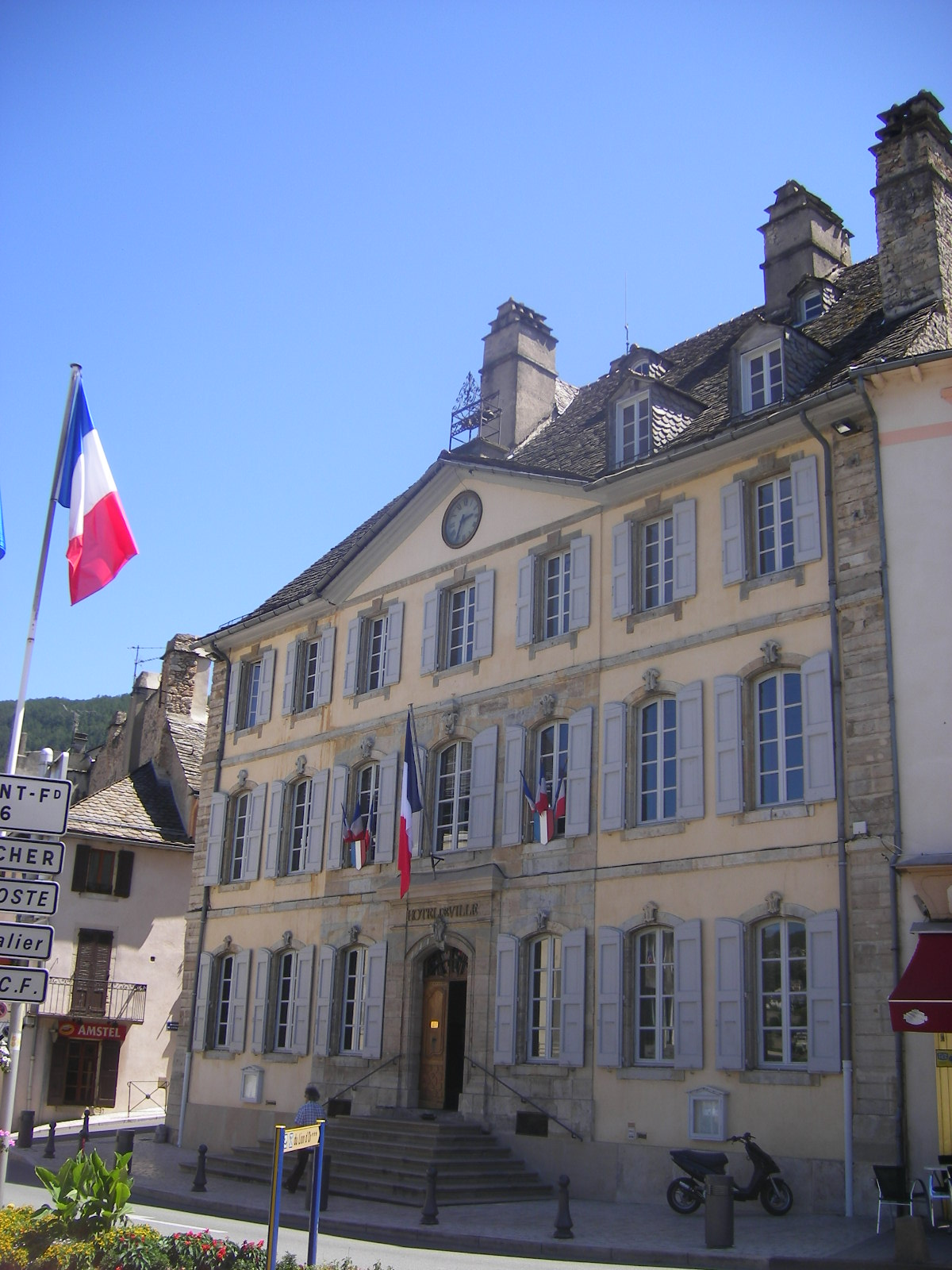
L'hôtel de ville.

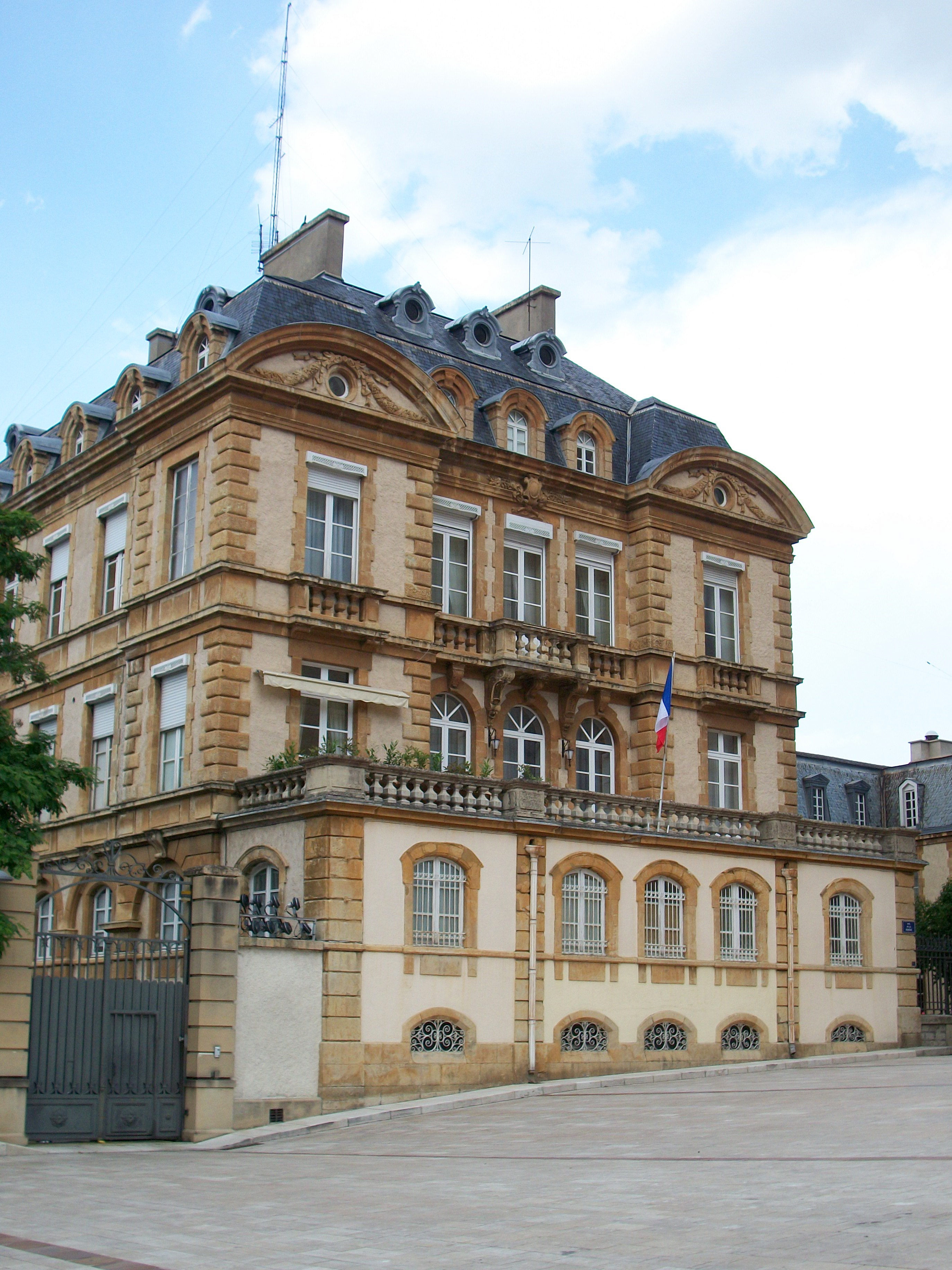
Préfecture et siège du conseil départemental de Lozère.

Mende est le chef-lieu du département de la Lozère : elle accueille à ce titre la préfecture et le siège du Conseil départemental. Les bâtiments de ces deux institutions sont disséminés au sein de la ville. Un projet de maison du département regroupant tous les services du Conseil départemental est à l'étude. La mairie est installée dans l'hôtel de ville qui date du XVIIIe siècle, cependant les services ont été déplacés pour une grande partie d'entre eux vers l'annexe de la mairie.

### Mairie
C'est l'ancienne maison consulaire qui faisait office de mairie de la Révolution jusqu'en 1852. À cette date, le maire Bécamel rachète à la famille Pagès l'hôtel particulier situé place d'Angiran. Depuis lors, la mairie est basée dans cet hôtel de ville (classé monument historique) sur la place devenue place Charles-de-Gaulle, bien qu'une partie des services soit maintenant située dans l'annexe qui lui fait face. Comme la cathédrale, l'hôtel de ville abrite également des tapisseries d'Aubusson, classées depuis 1909, représentant l'épisode biblique de Judith et Holopherne.

### Tendances politiques et résultats

#### Élection présidentielle de 2017
Au 2e tour de la présidentielle à Mende, Emmanuel Macron (En Marche!) est à la première place avec 74,8 % des voix. Marine Le Pen (FN) arrive en deuxième position avec 25,2 % des voix.
À l'issue du 1er tour à Mende, Emmanuel Macron (En Marche!) était également arrivé à la première place (28,64 % des votes) dans la commune de Mende.
Parmi les votants, 6,49 % ont glissé un bulletin blanc dans l'urne, tandis que l'on décompte 4,13 % de votes nuls.

#### Élection présidentielle de 2022
Au 2e tour de la présidentielle à Mende, Emmanuel Macron (En Marche!) est à la première place avec 62,54 % des voix. Marine Le Pen (FN) arrive en deuxième position avec 37,46 % des voix.
À l'issue du 1er tour à Mende, Emmanuel Macron (En Marche!) était également arrivé à la première place (26,84 % des votes) dans la commune de Mende.
Parmi les votants, 5,59 % ont glissé un bulletin blanc dans l'urne, tandis que l'on décompte 3,47 % de votes nuls.

### Liste des maires
Depuis 1945, ont été élus maires de la commune :
| Période       | Période                    | Identité                  | Étiquette          | Qualité |
| ------------- | -------------------------- | ------------------------- | ------------------ | --- |
| 29 avril 1945 | 6 février 1956 (démission) | Jean Mazel                | MRP puis PPUS-CNIP | Avoué, résistant Député de la Lozère (1945 → 1955) Conseiller général du Bleymard (1945 → 1951)                                                                                |
| 1956          | mars 1971                  | René Estoup (1899-1984)   | MRP                | Employé EDF retraité, maire honoraire Chevalier de la Légion d'honneur |
| mars 1971     | mars 1977                  | Henri Trémolet de Villers | CNIP puis DVD      | Avocat Conseiller général de Meyrueis (1958 → 1976) |
| mars 1977     | 14 mars 1983               | Pierre Couderc            | RI puis UDF-PR     | Médecin Député de la Lozère (1re circ.) (1962 → 1981) Conseiller général de Mende (1958 → 1982)                                                                                |
| 14 mars 1983  | 16 mars 2008               | Jean-Jacques Delmas       | DVD                | Médecin généraliste Député de la Lozère (1re circ.) (1993→ 1997) Conseiller général de Sainte-Enimie (1970 → 2010) Président de la CC de la Haute Vallée d'Olt (2001 → 2008)   |
| 16 mars 2008  | 13 avril 2016 (démission)  | Alain Bertrand            | PS                 | Inspecteur des Domaines Sénateur de la Lozère (2011 → 2020) Conseiller régional de Languedoc-Roussillon (1998 → 2011) Président de la CC Cœur de Lozère (2008 → 2016)          |
| 10 mai 2016   | 22 août 2024 (démission)   | Laurent Suau,             | PS puis DVC-FP     | Conseiller départemental de Mende-1 (2015 → ) Président du conseil départemental de la Lozère (2024 → ) Président de la CC Cœur de Lozère (2016 → ) Adjoint au maire (2024 → ) |
| 23 août 2024  | En cours                   | Régine Bourgade           | MoDem              | Conseillère départementale de Mende-1 (2015 → ) 7e vice-présidente de la CC Cœur de Lozère                                                                                     |

### Intercommunalités
La ville de Mende appartient à la communauté de communes Cœur de Lozère. Celle-ci a été créée en décembre 2001 sous le nom de communauté de communes de la Haute Vallée d'Olt avant de changer de nom en 2009. La commune étant la plus importante en nombre d'habitants, c'est son maire, Jean-Jacques Delmas, qui était alors devenu le premier président de la communauté.
La mise en place de cette communauté de communes a permis un transfert de compétences. Ainsi toutes les zones d'activité économique et les équipements sportifs relèvent depuis de la responsabilité de la communauté et non plus de la commune elle-même.
Mais les actions sont bien plus larges puisque le traitement des déchets entre également dans les compétences de la communauté. La déchèterie de la commune se trouve dans la ZAE du causse d'Auge, au nord de la ville. Dans ce cadre-là, le ramassage du tri sélectif est aussi du ressort de la communauté des communes.
Cette communauté des communes n'est pas le seul vecteur de groupement de collectivités pour la ville de Mende. Un plan global a été mis en place autour du label Pays d'Art et d'Histoire de Mende & Lot en Gévaudan. Ce sont à ce titre vingt-deux communes qui appartiennent maintenant au Pays d'Art qui vient dans la continuité du label ville d'art et d'histoire dont Mende disposait depuis 1981. Ce pays regroupe quatre communautés de communes : Cœur de Lozère, Goulet-Mont Lozère, Valdonnez et Pays de Chanac, auxquelles s'est adjointe la commune du Chastel-Nouvel.

### Rattachements administratifs et électoraux
Du point de vue administratif, la commune fait partie de l'arrondissement de Mende et avant la réforme territoriale de 2014 était chef-lieu des deux cantons Mende Nord et Mende Sud.
Du point de vue électoral, la commune fait partie (depuis la réforme de 2010) de la seule circonscription de la Lozère et, depuis la réforme territoriale de 2014 elle est bureau centralisateur des deux cantons : Mende-1 et Mende-2, depuis 2015. Chacun des deux cantons est représenté par deux conseillers départementaux :

### Instances judiciaires

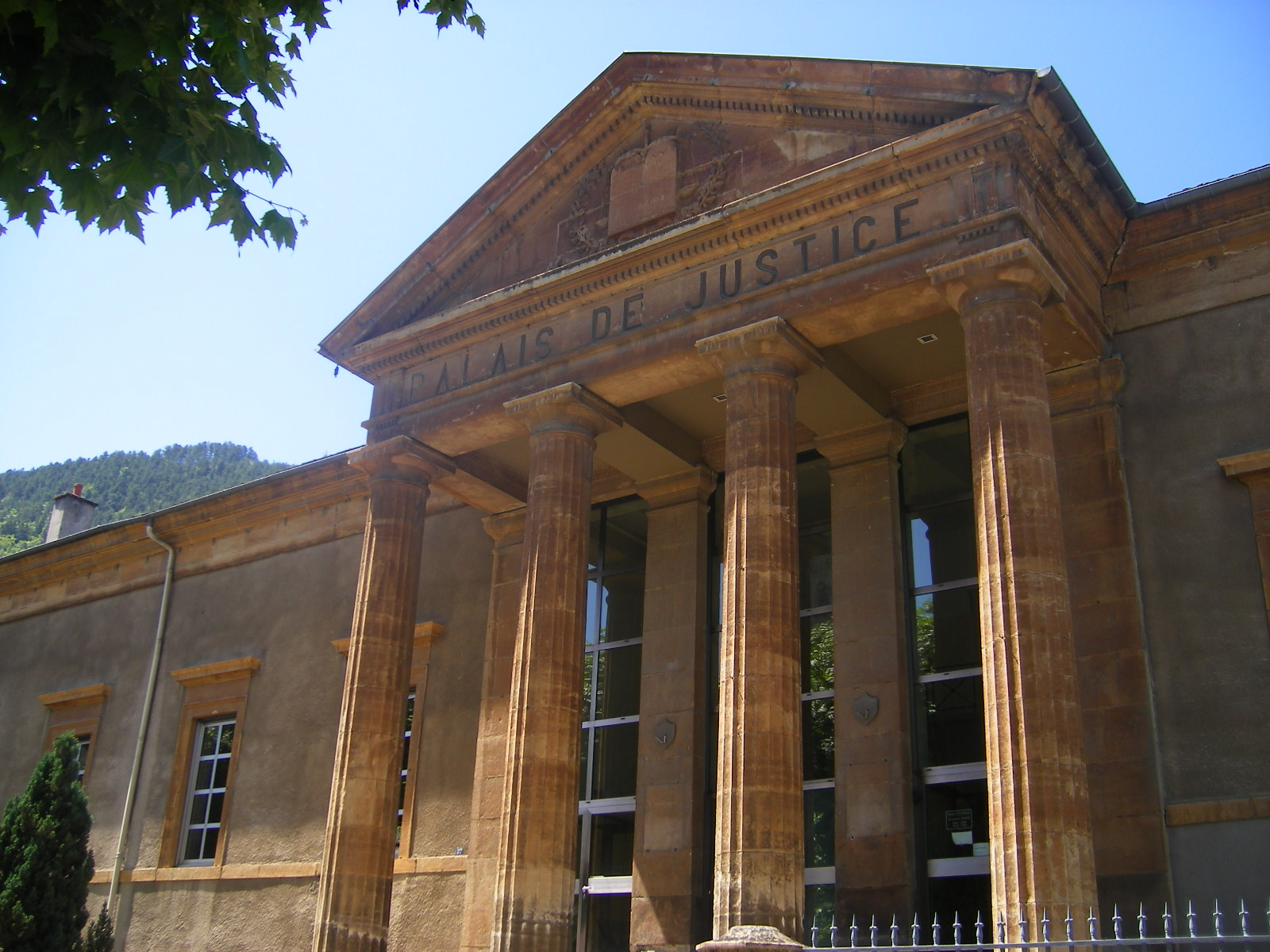
Le palais de justice.

Avant l'acte de paréage de 1307, la justice mendoise et gévaudanaise était entièrement dévolue aux évêques. Ce pouvoir est partagé avec le roi après la signature dudit acte. Le pouvoir se partage alors entre les différents barons pour la terre commune, Mende sur la terre des évêques et Marvejols en terres du roi, et ceci jusqu'en 1789.
Le palais de justice est construit entre 1833 et 1835. Le 18 février 1994 il est la cible d'un attentat perpétré par le FLNC.
Le tribunal regroupe un tribunal pour enfant, un tribunal de commerce, un tribunal d'instance et un tribunal de grande instance. Il dépend de la cour d'appel de Nîmes.
Par ailleurs la ville possède depuis fort longtemps des prisons. La maison d'arrêt actuelle a été mise en service en 1891. Un des premiers quartiers haute sécurité de France s'y est ensuite installé en 1949. C'est d'ailleurs à cette date que la maison d'arrêt change de propriétaire, passant du département à l'État. Plusieurs personnalités y ont séjourné, la plus célèbre étant Jacques Mesrine. Le film d'André Génovès, Mesrine sorti en 1983, raconte d'ailleurs le plan du criminel de détruire le QHS. François Besse avait cherché à faire sortir Jacques Mesrine de prison quand il était incarcéré à Mende. Ce quartier avait également été la cible de critiques, comme celles du Comité d'action des prisonniers et de Serge Livrozet, en 1975. En 1989, le centre de détention de Mende est à nouveau médiatisé avec l'évasion d'Ahmed Otmane, qui réussit à s'échapper en menaçant les gardiens avec une arme factice. Dernière « personnalité » détenue à la prison de Mende, René Riesel, activiste de la confédération paysanne aux côtés de José Bové, incarcéré après l'affaire du McDonald's de Millau.

### Jumelages
| Mende Wunsiedel Volterra Vila Real |

La ville de Mende est jumelée avec  :
- Wunsiedel (Allemagne) depuis 1982
- Volterra (Italie) depuis 1992
- Vila Real (Portugal) depuis 2004

Depuis 2007, les villes de Wunsiedel et de Volterra se sont également jumelées entre elles. Le jumelage avec Vila Real (ville beaucoup plus peuplée que Mende) s'explique par le fait qu'une grande partie de la population portugaise de Mende, et de Lozère en général, soit originaire de cette région.

## Équipements et services publics

### Enseignement

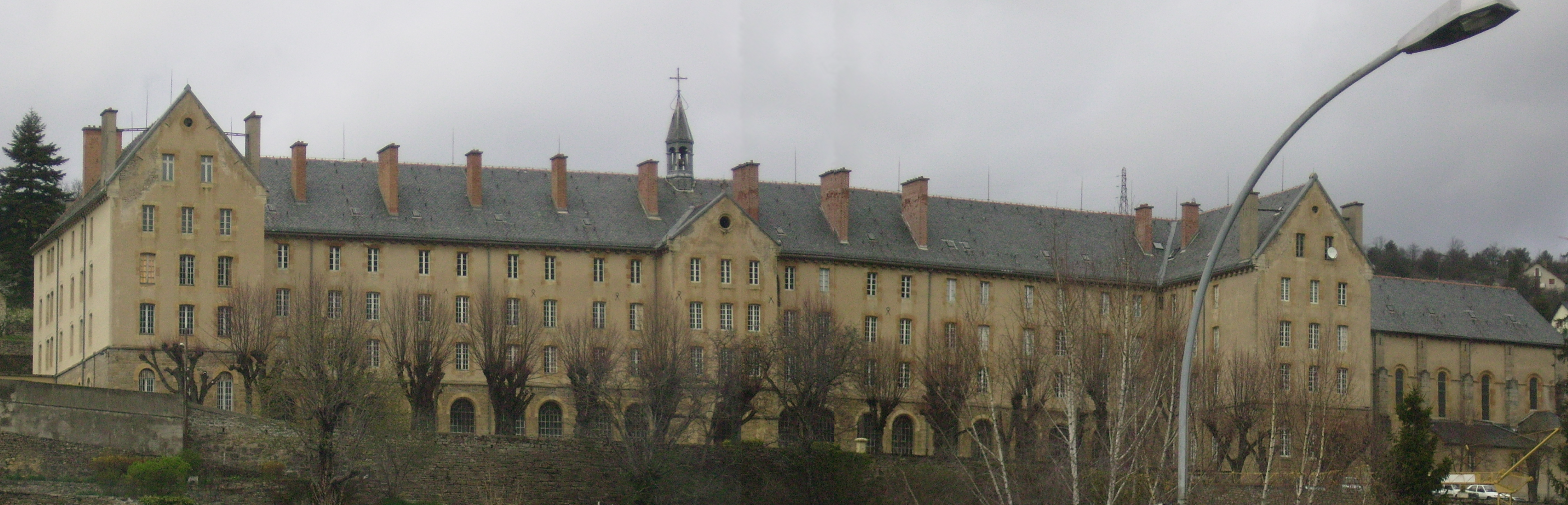
Grand séminaire, qui abritait autrefois le lycée Plaisance.

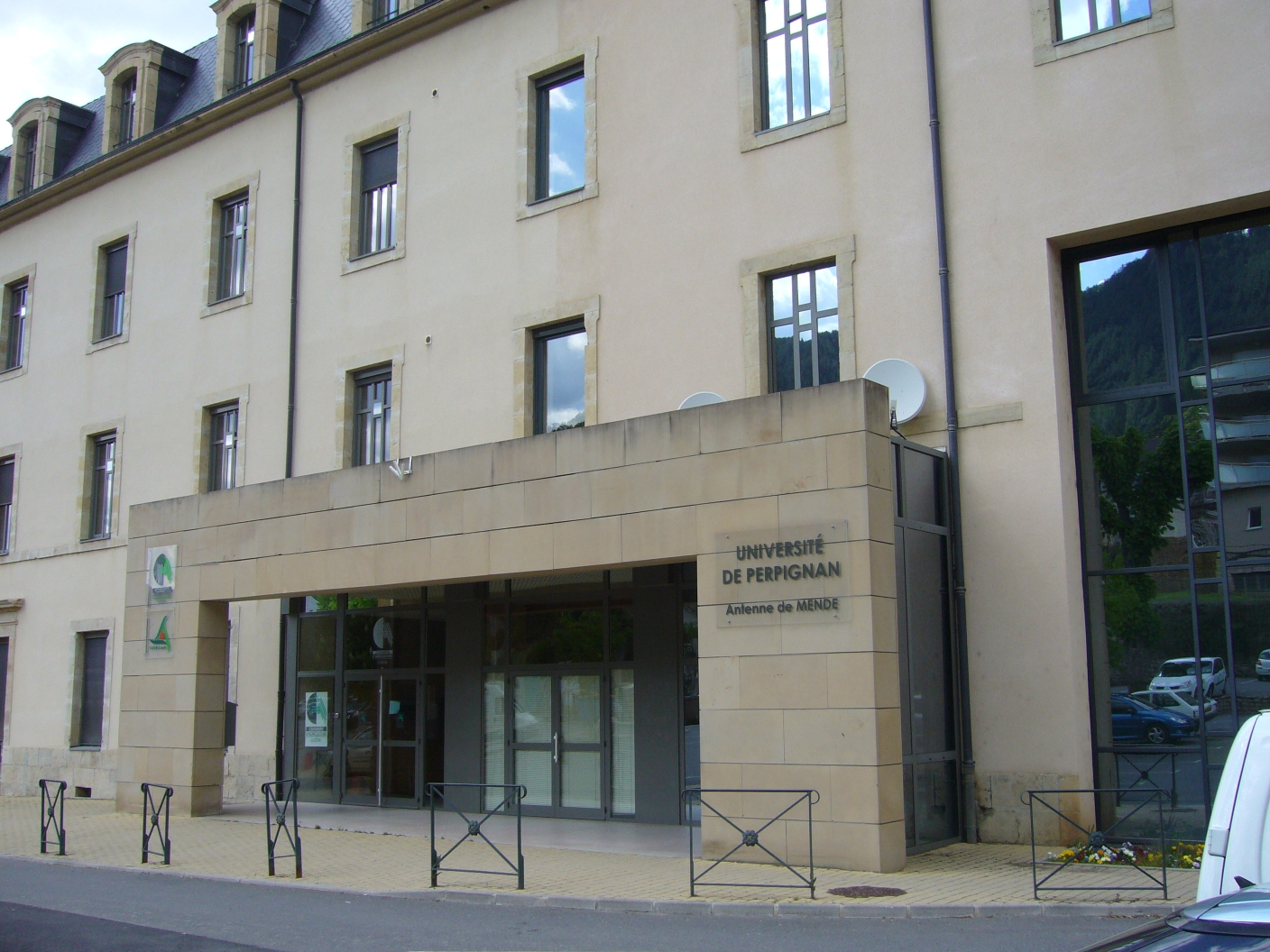
L'Institut Jacques-Maillot (IUP) antenne de l'université de Perpignan.

Mende possède trois écoles maternelles : les Solelhons (les petits soleils en occitan), l'école des Chênes et l'école de Fontanilles. Elles sont en étroites relations avec les écoles primaires du groupe scolaire, de l'école annexe Michel-Del-Castillo et de l'école de Fontanilles, l'école Jeanne-d'Arc s'occupant de l'enseignement privé.
Le collège public Henri-Bourillon est situé à la place de l'ancien petit séminaire, et partage les lieux avec le lycée Chaptal. Il accueille les élèves de la ville ainsi qu'un certain nombre originaires d'autres communes voisines (Badaroux, Balsièges, Barjac, Chanac, Saint-Étienne-du-Valdonnez...). L'autre collège est lui privé, il s'agit du collège Saint-Privat. La continuité de l'enseignement privé s'effectuant au lycée Notre-Dame. Autre lycée, le lycée Émile-Peytavin permet, en plus de l'enseignement général, de suivre un enseignement technique et professionnel. Enfin, désormais rattaché au lycée Notre-Dame, on trouve le lycée professionnel privé de Plaisance.
Les établissements de la ville présentent par ailleurs un des meilleurs taux de réussite au diplôme du baccalauréat, par rapport aux autres établissements de la région,,, ce qui les place dans la première moitié des meilleurs établissements de France.
En ce qui concerne l'enseignement supérieur, Mende accueille des BTS dans ses différents lycées. Un IUP, antenne de l'université de Perpignan, propose quatre formations : multimédia, gérontologie, secrétaire de mairie et tourisme. Il est situé dans les bâtiments de l'ancienne caserne Lamolle, qui avait abrité le 142e régiment d'infanterie. Enfin la ville abrite également un institut national supérieur du professorat et de l'éducation, un institut de formation en soins infirmiers (l'IFSIL), un CFA et un Greta.
Elles ont accueilli des auteurs régionaux mais également des auteurs de renom tels Calixthe Beyala ou Michel Folco.

### Santé

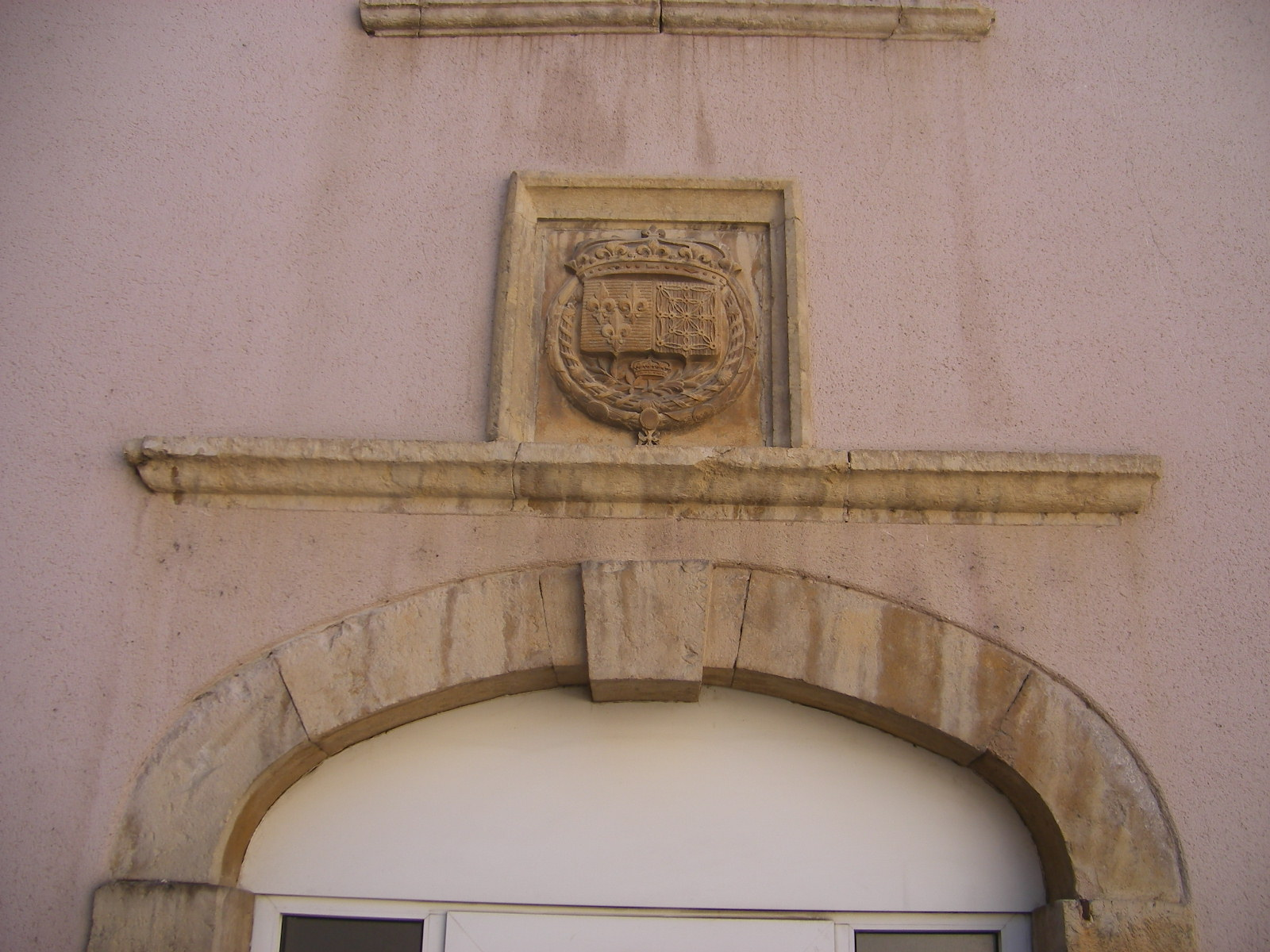
Les armes de France et Navarre sur l'une des portes de l'ancien hôpital Piencourt.

Le département dispose d'un centre hospitalier inauguré en 1970. Cinq des six services sont implantés à Mende : l'hôpital Guy-de-Chauliac, la maison de retraite, le centre de convalescence, l'Institut de formation en soins infirmiers et l'internat. La sixième antenne, une autre maison de retraite, est basée à Rieutort-de-Randon.
Le centre hospitalier regroupe ainsi environ 70 médecins pour 750 professionnels de la santé. De plus, depuis 2011, il accueille dans sa structure l'unité d'accueil psychologique et psychiatrique Paul-Éluard, antenne du centre hospitalier François-Tosquelles de Saint-Alban-sur-Limagnole.
À cela on peut ajouter une vingtaine de médecins généralistes ou spécialistes ainsi qu'un centre de sapeurs-pompiers. Mais si l'implantation du centre hospitalier actuel est assez récente, la ville a une histoire hospitalière assez ancienne.
Ainsi au XIIe siècle existait la « maison de l'aumône » destinée à soigner la population. Cet hôpital, implanté rue d'Angiran, tirait ses revenus de l'exploitation d'un moulin au quartier de la Vernède, ainsi que des dons des seigneurs du pays. Il est détruit partiellement en 1593 lors de la construction d'une citadelle à proximité. Si la citadelle disparaîtra en 1597, l'hôpital n'est pas réparé dans l'immédiat. À partir de 1635 un budget est alloué pour la réédification de l'établissement. Il ne sera pas construit au même endroit, et prendra le nom d'« hôpital d'Aygues-Passes ». En 1677 François-Placide de Baudry de Piencourt devient évêque de Mende et donc comte du Gévaudan. Dès sa première année d'épiscopat, il fait reconstruire à neuf l'hôpital qui devient l'« hôpital général ». En 1702 il le fait agrandir, et à sa mort il lui lègue tous ses biens. Cet hôpital, aujourd'hui résidence Piencourt, est resté en activité jusqu'à l'inauguration du centre hospitalier. Ajoutés à cet hôpital, deux établissements ont existé suivant les périodes d'épidémies, tous deux à l'extérieur de la ville alors. Un centre de pestiférés, dénommé « maison Dieu », était établi dans le quartier de Janicot. Vers le pont Saint-Jean (aujourd'hui Pont-Roupt), a été reconstruite, en 1242, une « maladrerie » destinée à l'hébergement des lépreux.

## Population et société

### Démographie

#### Évolution démographique
À l'inverse du département, la préfecture voit sa courbe démographique se dessiner de manière croissante depuis la Révolution française. Si le département a été fortement touché par l'exode rural et les grandes guerres du XXe siècle, la ville a eu pour elle la présence des administrations,. Ceci peut expliquer pourquoi Mende n'a pas subi la même tendance que la Lozère. Le présent tableau montre l'évolution démographique pour la ville de Mende, mais l'on peut considérer que tout le bassin mendois suit la même tendance.
L'évolution du nombre d'habitants est connue à travers les recensements de la population effectués dans la commune depuis 1793. Pour les communes de plus de 10 000 habitants les recensements ont lieu chaque année à la suite d'une enquête par sondage auprès d'un échantillon d'adresses représentant 8 % de leurs logements, contrairement aux autres communes qui ont un recensement réel tous les cinq ans,.

En 2022, la commune comptait 12 322 habitants, en évolution de +3,9 % par rapport à 2016 (Lozère : +0,11 %, France hors Mayotte : +2,11 %).
| 1793  | 1800  | 1806  | 1821  | 1831  | 1836  | 1841  | 1846  | 1851  |
| ----- | ----- | ----- | ----- | ----- | ----- | ----- | ----- | ----- |
| 5 000 | 5 014 | 5 890 | 5 370 | 5 822 | 5 909 | 5 440 | 5 492 | 6 994 |

| 1856  | 1861  | 1866  | 1872  | 1876  | 1881  | 1886  | 1891  | 1896  |
| ----- | ----- | ----- | ----- | ----- | ----- | ----- | ----- | ----- |
| 6 877 | 6 770 | 6 453 | 6 906 | 7 300 | 7 202 | 8 033 | 7 878 | 7 370 |

| 1901  | 1906  | 1911  | 1921  | 1926  | 1931  | 1936  | 1946  | 1954  |
| ----- | ----- | ----- | ----- | ----- | ----- | ----- | ----- | ----- |
| 7 319 | 7 007 | 7 005 | 6 109 | 6 056 | 6 145 | 6 499 | 7 003 | 7 752 |

| 1962  | 1968  | 1975   | 1982   | 1990   | 1999   | 2006   | 2011   | 2016   |
| ----- | ----- | ------ | ------ | ------ | ------ | ------ | ------ | ------ |
| 8 337 | 9 713 | 10 451 | 10 929 | 11 286 | 11 804 | 12 378 | 12 163 | 11 860 |

| 2021   | 2022   | - | - | - | - | - | - | - |
| ------ | ------ | - | - | - | - | - | - | - |
| 12 316 | 12 322 | - | - | - | - | - | - | - |

#### Pyramide des âges
La population de Mende est relativement jeune. En 2021, le taux de personnes de Mende d'un âge inférieur à 30 ans s'élève à 37,7 %, soit un taux supérieur à la moyenne départementale (29,3 %). Le taux de personnes d'un âge supérieur à 60 ans (26,4 %) est inférieur au taux départemental (33,8 %).
En 2021, la commune comptait 5 931 hommes pour 6 385 femmes, soit un taux de 51,84 % de femmes, supérieur au taux départemental (50,27 %).
| Hommes | Classe d’âge | Femmes |
| ------ | ------------ | ------ |
| 0,9    | 90 ou +      | 2,3    |
| 6,6    | 75-89 ans    | 11     |
| 14,8   | 60-74 ans    | 16,9   |
| 20,4   | 45-59 ans    | 18,4   |
| 17,8   | 30-44 ans    | 15,5   |
| 22,8   | 15-29 ans    | 21,2   |
| 16,7   | 0-14 ans     | 14,8   |

| Hommes | Classe d’âge | Femmes |
| ------ | ------------ | ------ |
| 1      | 90 ou +      | 2,8    |
| 9,1    | 75-89 ans    | 11,8   |
| 21,6   | 60-74 ans    | 21,1   |
| 21,5   | 45-59 ans    | 20,2   |
| 16,3   | 30-44 ans    | 15,9   |
| 15,5   | 15-29 ans    | 13,6   |
| 15     | 0-14 ans     | 14,6   |

#### Immigration
En 2020, la population immigrée se compose de 1 418 habitants (790 hommes et 628 femmes), soit 11,49 % de la population. Le nombre de personnes étrangères est de 1 204 habitants (698 hommes et 506 femmes), soit 9,76 %. Ces personnes sont originaires pour la plupart du Portugal (principalement de la région de Vila Real), du Maroc, de l'Algérie, et de la Turquie. Ceci étant à l'image de l'immigration dans la région. On remarque par ailleurs que l'immigration espagnole très présente jusqu'au milieu du XXe siècle tend à se dissoudre depuis les années 1970[Passage à actualiser].

### Manifestations culturelles et festivités

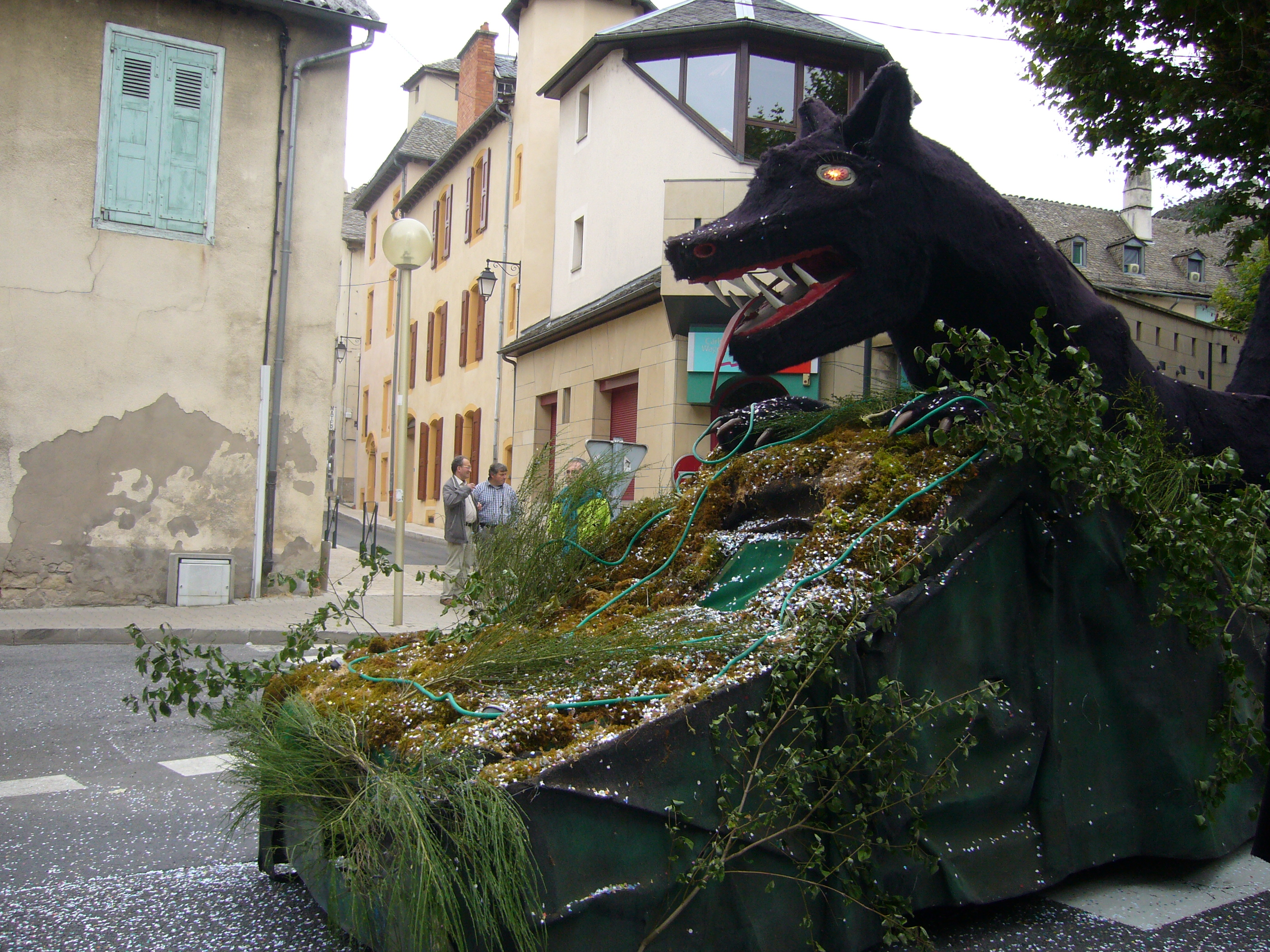
Le char de la Bête du Gévaudan ouvre chaque année le corso fleuri des grandes fêtes de Mende.

Les grandes fêtes de la ville de Mende ont lieu tous les ans au mois d'août. Elles étaient liées à l'origine à la fête de Saint-Privat, le 21 août. Elles sont agrémentées d'un corso fleuri et de l'élection de « miss Mende ». Puis, en septembre, une année sur deux, Mende accueille sa fête de la bière, avec sa ville jumelle de Wunsiedel.
La ville présente également plusieurs animations dans le domaine sportif dont, depuis 2017, l'édition annuelle du Festival des randonnées en Lozère ainsi que le semi-marathon Marvejols-Mende.
Sur le plan culturel, au début des années 1990 étaient organisées les « rencontres des écrivains », au mois d'août.
Chaque été depuis dix huit ans, début juillet, se déroule dans toute la ville le festival de spectacle de rue dénommé le "48ème de Rue".
La fête annuelle des "Toqués du cèpe" (et fête de l'abeille et de la nature) marque aussi la culture locale. Il s'agit d'une fête se déroulant en octobre, composée de marchés, expositions et ateliers mettant en avant les produits locaux, notamment le cèpe et le miel, ainsi que la culture gastronomique locale. Elle réunit les amateurs de mycologie depuis seize éditions.

### Sports et loisirs
Mende est, de par son nombre de licenciés et les événements organisés, une ville sportive. C'est ainsi qu'elle a été élue deux fois ville la plus sportive de France par le quotidien L'Équipe (1988 et 1998) et finaliste en 2011. C'est l'une des seules villes de France à avoir obtenu à deux reprises cette distinction.

#### Les installations

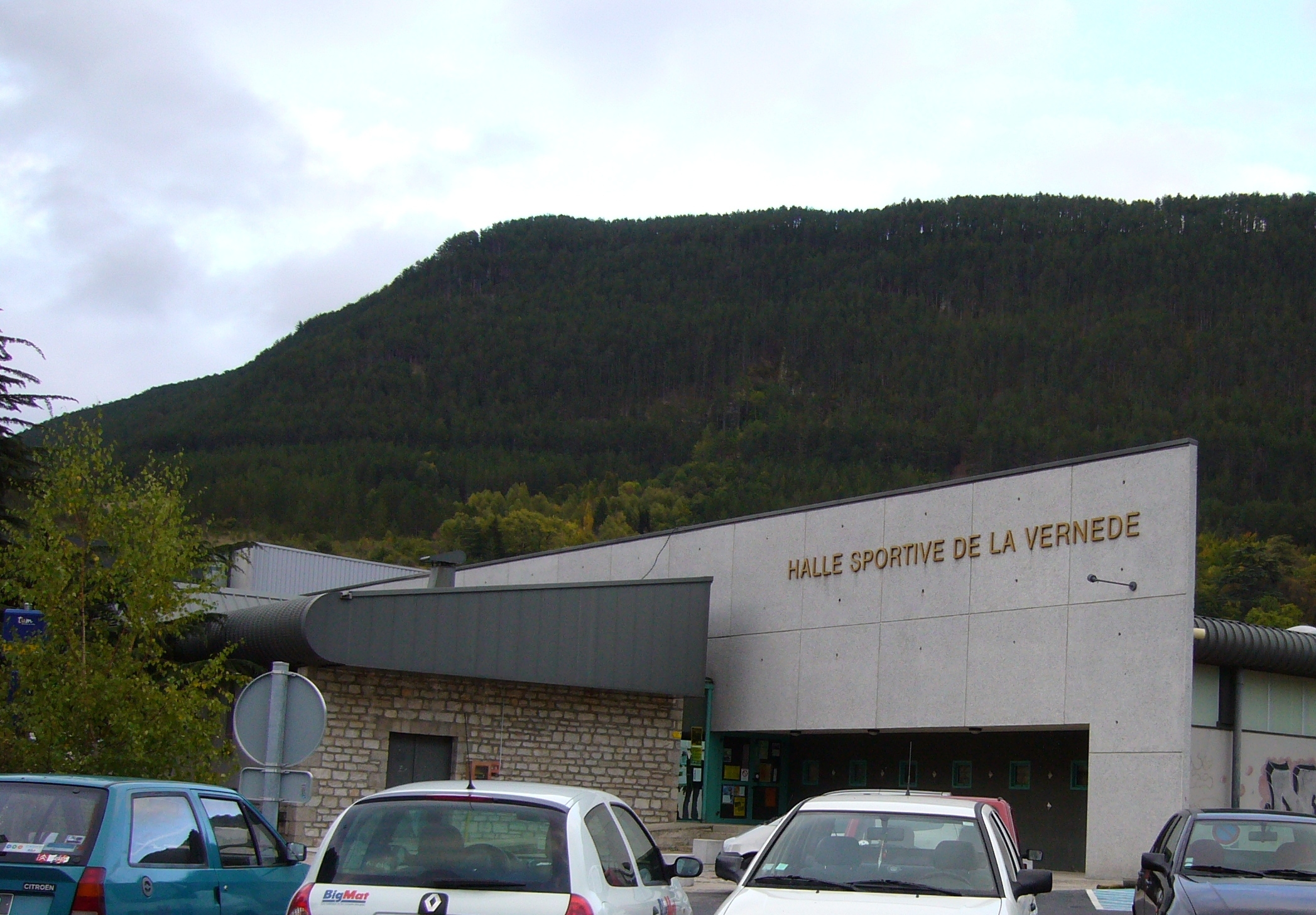
La halle sportive de la Vernède (partie boulodrome).

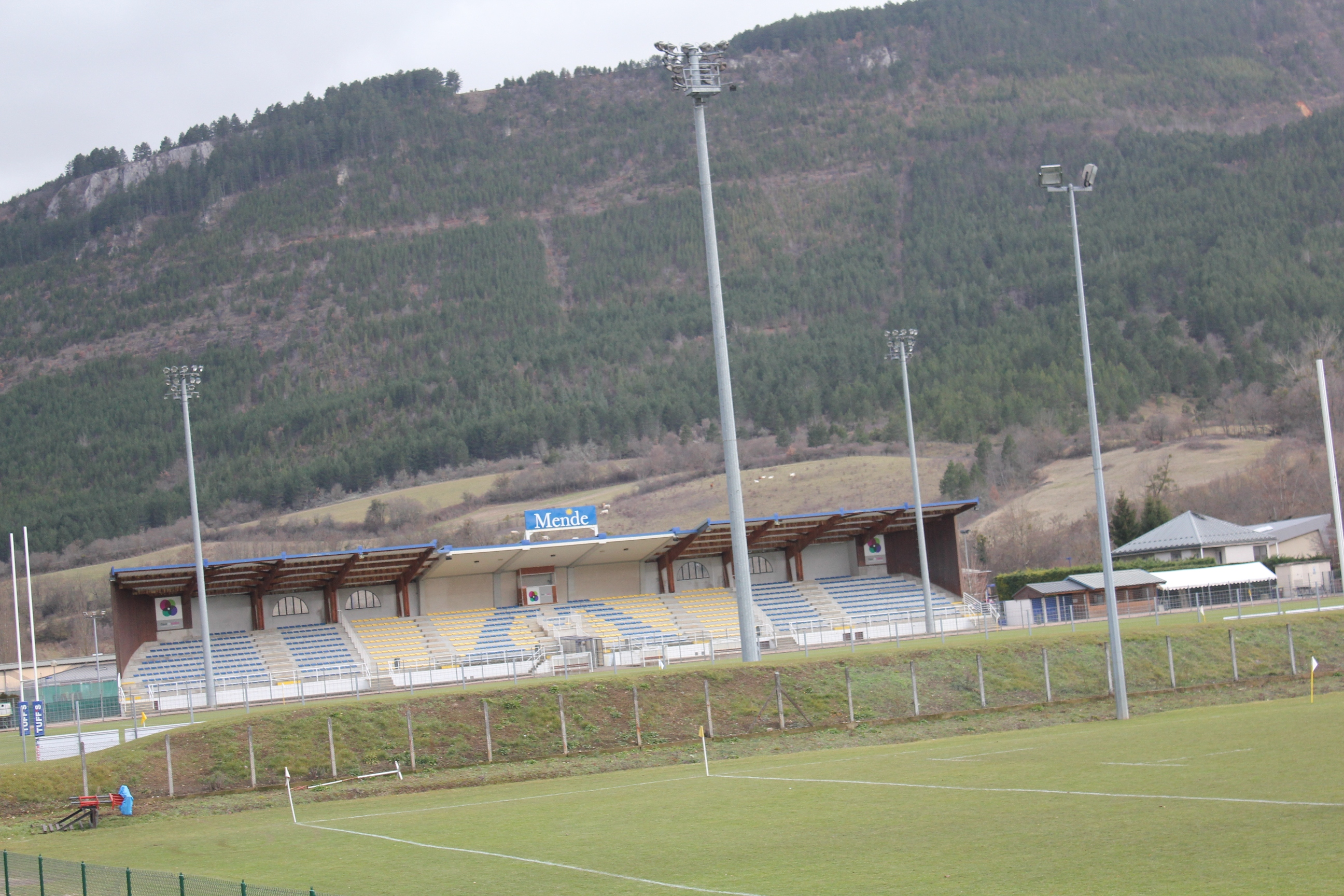
Le stade Jean-Jacques Delmas.

Mende dispose d'une zone sportive dénommée le Complexe sportif de Jean Jacques Delmas en l'honneur de sa mort ayant été à l'origine de ce projet il a été le maire de Mende durant 25 ans, on y retrouve trois terrains de football/rugby (le stade du Chapitre et deux terrains d'entraînement), la piscine semi-olympique Marcel-Crespin, des courts de tennis, d'une salle de musculation, d'un skatepark, d'un terrain de streetball, d'une salle de tennis de table et d'archerie/tir au pistolet. C'est dans ce complexe qu'a lieu la Fête du sport, organisée tous les deux ans. Le stade du Chapitre, agrandi lors des Jeux méditerranéens, dispose de 500 places assises, mais ce chiffre peut-être largement battu lors de certains matches.
Sinon sur le causse d'Auge sont installés trois terrains de football/rugby et une piste d'athlétisme, qui est venue remplacer l'ancienne piste de Mirandol. Le stade de Mirandol avait fait office de stade municipal jusque dans les années 1980. Depuis 2006, un centre équestre est également situé sur le causse, il vient en complément de celui vieillissant de Sirvens situé à la sortie est de la ville. Enfin, le causse d'Auge est le lieu choisi, en 2008, pour la construction d'un nouveau gymnase, en face des terrains de football.
Le mont Mimat dispose lui d'un parcours acrobatique en hauteur, de nombreux sentiers de randonnée/VTT/course à pied, d'un parcours de santé et d'un terrain de football. Sur le Lot, depuis 1983, une base de canoë a été aménagée afin de pratiquer plusieurs activités nautiques.
Proche du lycée Chaptal et du collège Henri-Bourrillon, on retrouve le complexe de la Vernède. Dans cette zone se trouvent ainsi deux gymnases, un parquet de handball, un dojo, une salle de gymnastique, une de danse, une d'escalade (plus une zone en extérieur), un terrain de pétanque couvert et un en extérieur. Avant la construction du gymnase de la Vernède, ce lieu avait été celui de la piscine municipale et de deux courts de tennis.
À proximité des autres établissements d'éducation, d'autres gymnases sont installés. Il y en a six en tout dans la ville : la Vernède, lycée Notre-Dame, Piencourt, lycée Chaptal, lycée Théophile-Roussel et collège Saint-Privat.
| Salle ou stade                | Capacité | Sports principaux |
| ----------------------------- | -------- | ----------------- |
| Stade Jean-Jacques-Delmas     | 1 500    | Football, rugby   |
| Gymnase de la Vernède         | 585      | Handball          |
| Gymnase Piencourt             | 350      | Volley-ball       |
| Gymnase du lycée Saint-Privat | néant    | Basket-ball       |

#### Les clubs sportifs

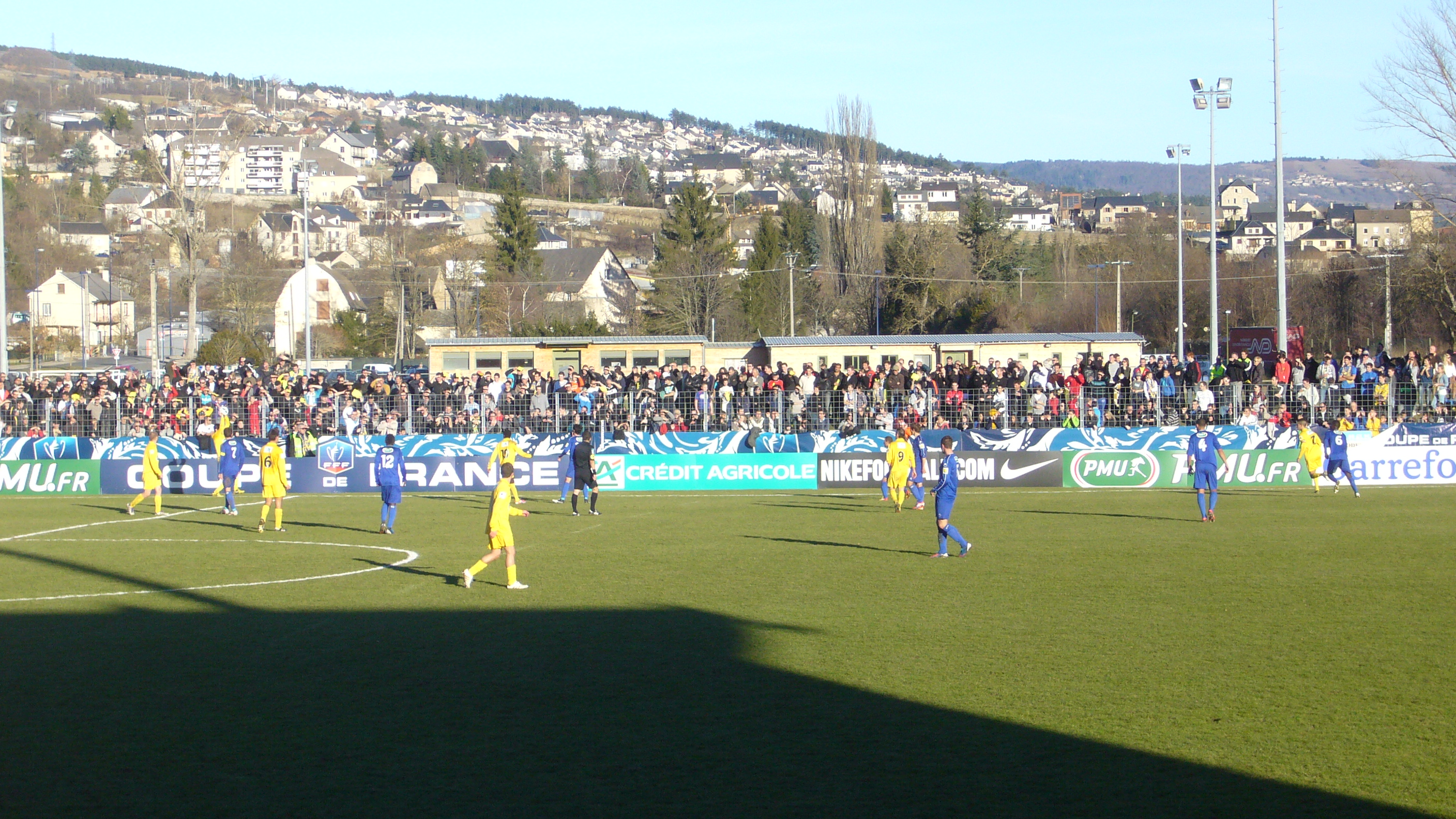
Le 32e de finale de la Coupe de France 2012-2013 entre l'Avenir Foot Lozère et l'AC Arles-Avignon.

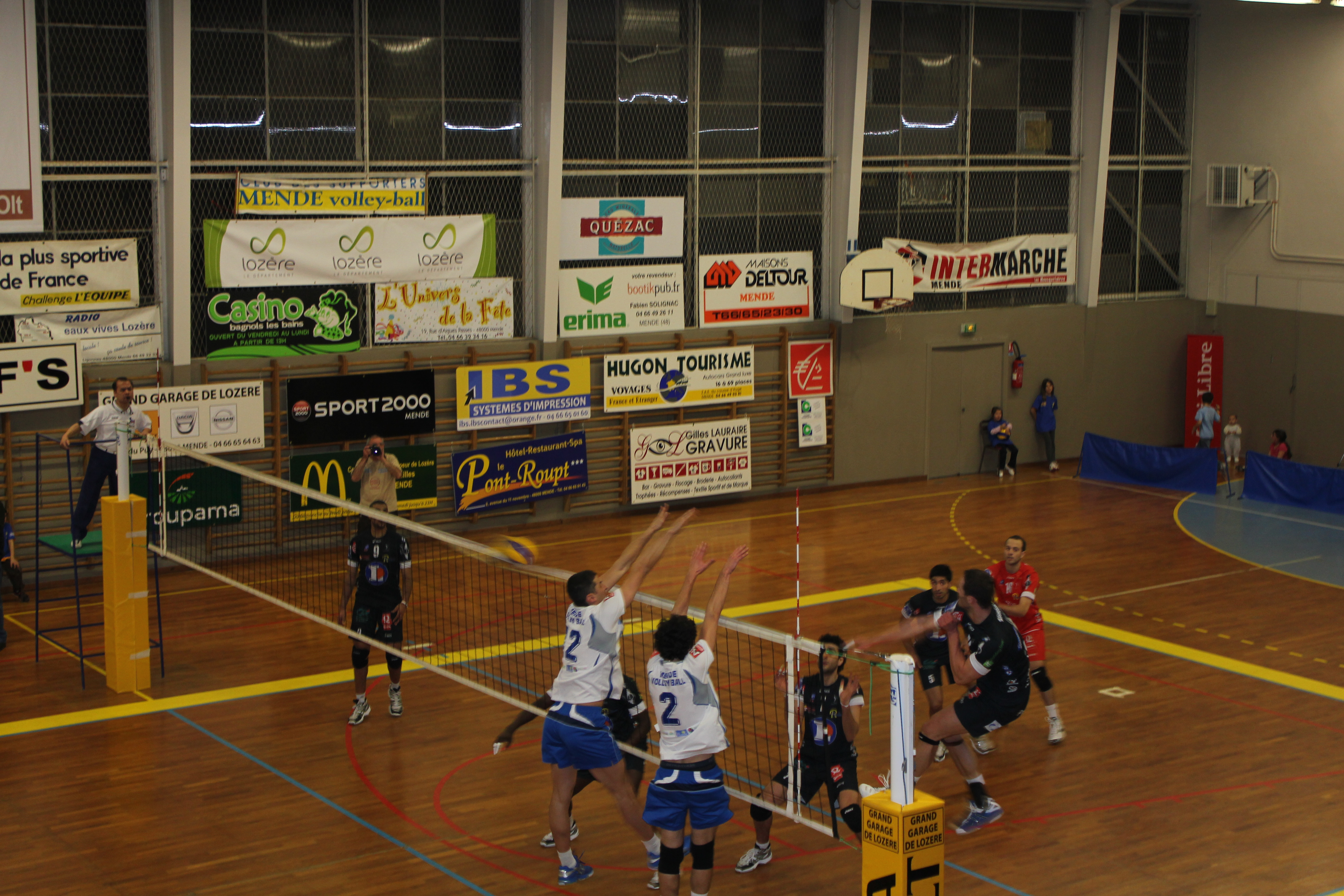
de finale de la coupe de France de volley-ball 2010-2011 entre le Mende VB et le Tours VB.

De nombreux clubs se partagent les installations de la ville. Le club de football l'Éveil mendois a ainsi évolué en CFA2 durant deux saisons (2000-01 et 2001-02), son successeur, l'Avenir Foot Lozère, évolue en Division d'Honneur (6e division nationale). L'Éveil mendois football était issu du club omnisports du même nom, fondé en 1920. L'un des faits marquants de son histoire reste un 32e de finale de coupe de France disputé face à Angoulême le 24 janvier 1999. Plus récemment, Mende s'est hissé jusqu'aux 16es de finale lors de la coupe de France 2013, remportant à cette occasion le « classement des Petits Poucets ». En 2013, le club atteint les 8ème de finale de la coupe de France face au Havre, ce qui constitue son record dans la compétition à ce jour. Il évolue pour la saison 2023-2024 en Régionale 1 pour la catégorie masculine et Départemental 1 pour la section féminine.
Le club phare de la ville est le Mende Volley Lozère (anciennement Mende Volley Ball) qui évolue pour la saison 2023-2014 en Pro B (2e division nationale). Au niveau du palmarès, le MVL compte un titre de champion de France de N3 obtenu à l'issue de la saison 2008-2009 et une participation aux 16es de finale de la coupe de France 2010-2011.
Le rugby à XV (Rugby Club Mende Lozère), lui, a retrouvé sa place en Fédérale 3 en 2006 mais est revenu au niveau régional dans les années 2010. Le club a pourtant déjà évolué à un niveau supérieur quelques années auparavant.
L'équipe de handball (Mende Gévaudan Club Handball créé en 1960) masculine a évolué en championnat de France de Nationale 3, et joue désormais en championnat Pré-nationale pour la saison 2023-2024, tandis que l'équipe féminine joue en Nationale 3.
Enfin, l'équipe de basket-ball (Basket Causses Mendois) retrouve en 2014-2015 le niveau régional. En féminines ce sont par ailleurs le handball, le volley-ball et le basket-ball qui sont les clubs mendois de plus haut niveau.
On peut accorder un statut particulier à la course d'orientation, sport individuel dont les compétitions se font par équipe. Toujours est-il que le club de Mende évolue dans l'élite du championnat de France, ainsi que le M. G. C. Pétanque et ses trois champions de France vétérans 2007.
La diversité sportive ne s'arrête pas là. Parmi les clubs de Mende on retrouve également du rink hockey (Les Comets). Mende est aussi le foyer de sports individuels : athlétisme, badminton, cyclisme, motocyclisme, ainsi que de nombreux clubs de sports de combat.
Depuis le début des années 2000, un centre omnisports a été mis en place afin d'accompagner les jeunes sportifs de lycée à se préparer au meilleur niveau. Parmi les sociétaires du COL (centre omnisports lozérien), on retrouve Romain Paulhan (champion de France de VTT descente en 2010) ou Fanny Lombard (championne d'Europe Junior 2009 et 2010 dans la même discipline).
À l'issue de la saison 2015-2016, fait exceptionnel, 5 équipes de la ville sont promues à l'échelon supérieur : le volley masculin (de nationale 2 à élite), et féminin (de région 1 à pré-nationale), le football masculin (de division d'honneur à CFA 2), le handball masculin (de pré-nationale à nationale 3) et le rugby (de promotion honneur à honneur territorial).
| Sport                | Nom du club         | Championnat 2023-24 | Division 2023-24 |
| -------------------- | ------------------- | ------------------- | ---------------- |
| Handball féminin     | Mende Gévaudan Club | National 3          | 5e               |
| Football masculin    | Avenir Foot Lozère  | Régional 1          | 6e               |
| Volley-ball masculin | Mende Volley Lozère | Ligue B             | 2e               |

| Sport                | Nom du club             | Championnat 2016-17  | Division 2016-17 |
| -------------------- | ----------------------- | -------------------- | ---------------- |
| Handball masculin    | Mende Gévaudan Club     | Pré-nationale        | 6e               |
| Football féminin     | Entente Cœur Lozère     | DHR                  | 4e               |
| Rugby masculin       | Rugby Club Mende Lozère | Honneur territoriale | 6e               |
| Volley-ball masculin | Mende Volley Lozère II  | Pré-nationale        | 6e               |
| Volley-ball féminin  | Mende Volley Lozère     | Pré-nationale        | 5e               |

#### Les sportifs de haut niveau

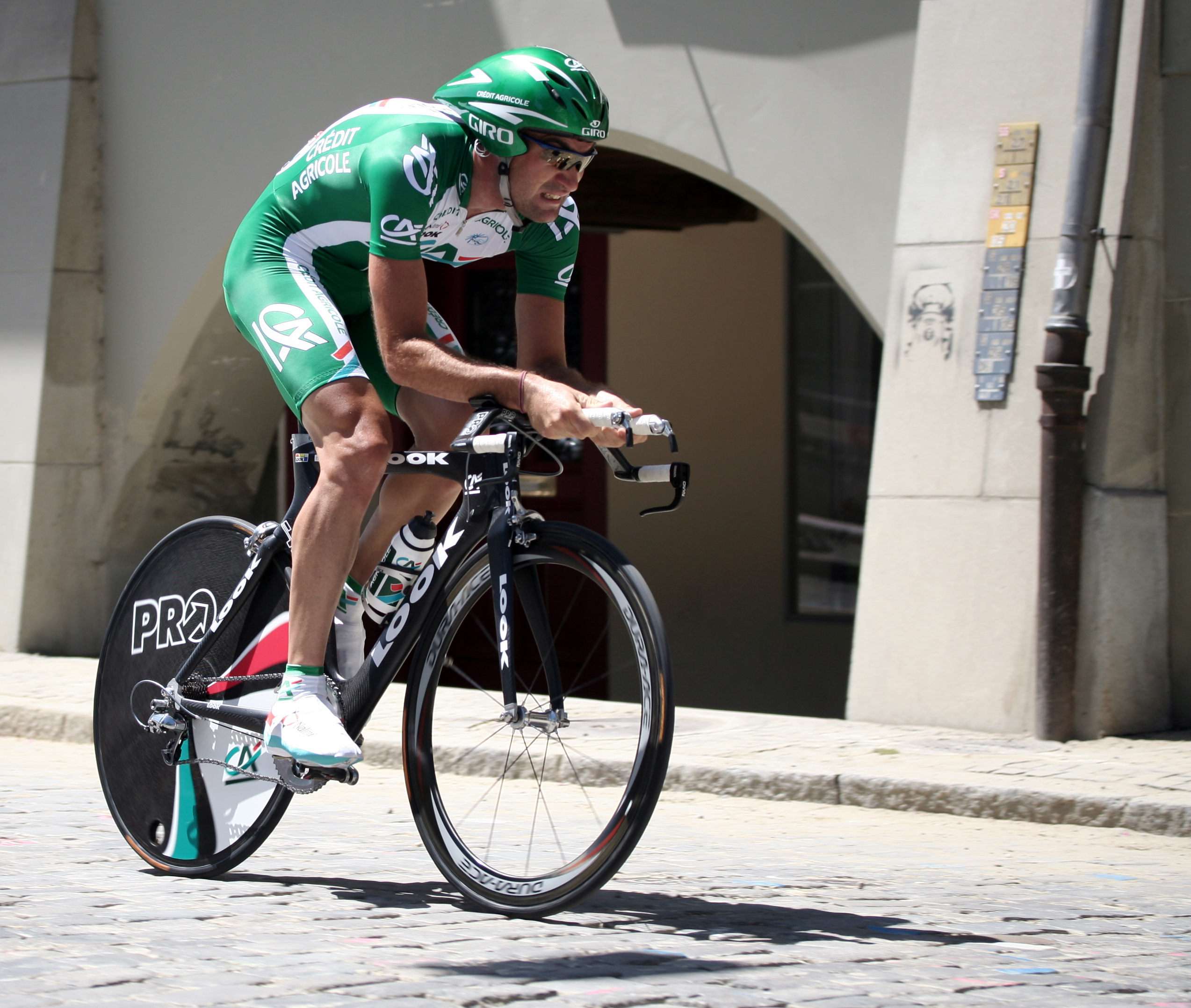
Christophe Laurent sur le Tour de Suisse 2007.

Parmi les sportifs professionnels nés à Mende, figure le cycliste Christophe Laurent qui s'est illustré en remportant le maillot de meilleur grimpeur du Tour de l'Avenir et du Tour de Californie.
Le motard Laurent Charbonnel, vainqueur du prologue du Paris-Dakar (1991), est aussi originaire de Mende. Il fait partie des enduristes ayant le plus beau palmarès de France, et a également été vice-champion du monde.
La kayakiste Brigitte Guibal, vice-championne olympique en 2000 à Sydney, est aussi née à Mende.
C'est en 1988 que Marion Buisson est née à Mende. Après avoir fait ses débuts d'athlète à l'Éveil mendois, elle a poursuivi sa carrière au Clermont athlétisme. Elle est devenue championne de France de saut à la perche en 2008, réalisant ainsi les minima pour participer aux jeux olympiques d'été de Pékin.
Antonin Scheidecker, licencié à l'Éveil mendois athlétisme est champion du monde junior d'icosathlon en 2021.

#### Les événements sportifs

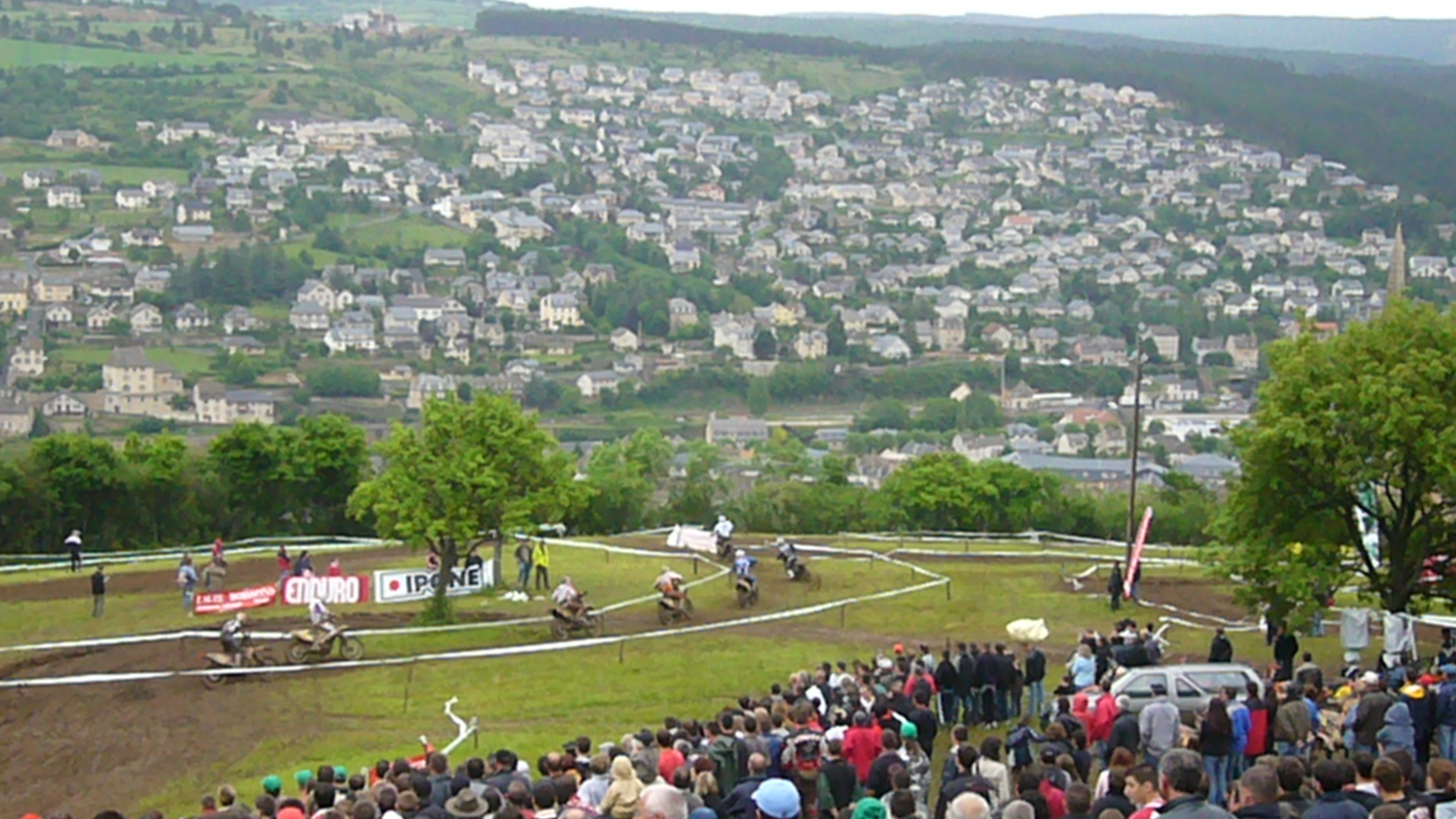
Trophée Castan, finale du Trèfle lozérien 2008.

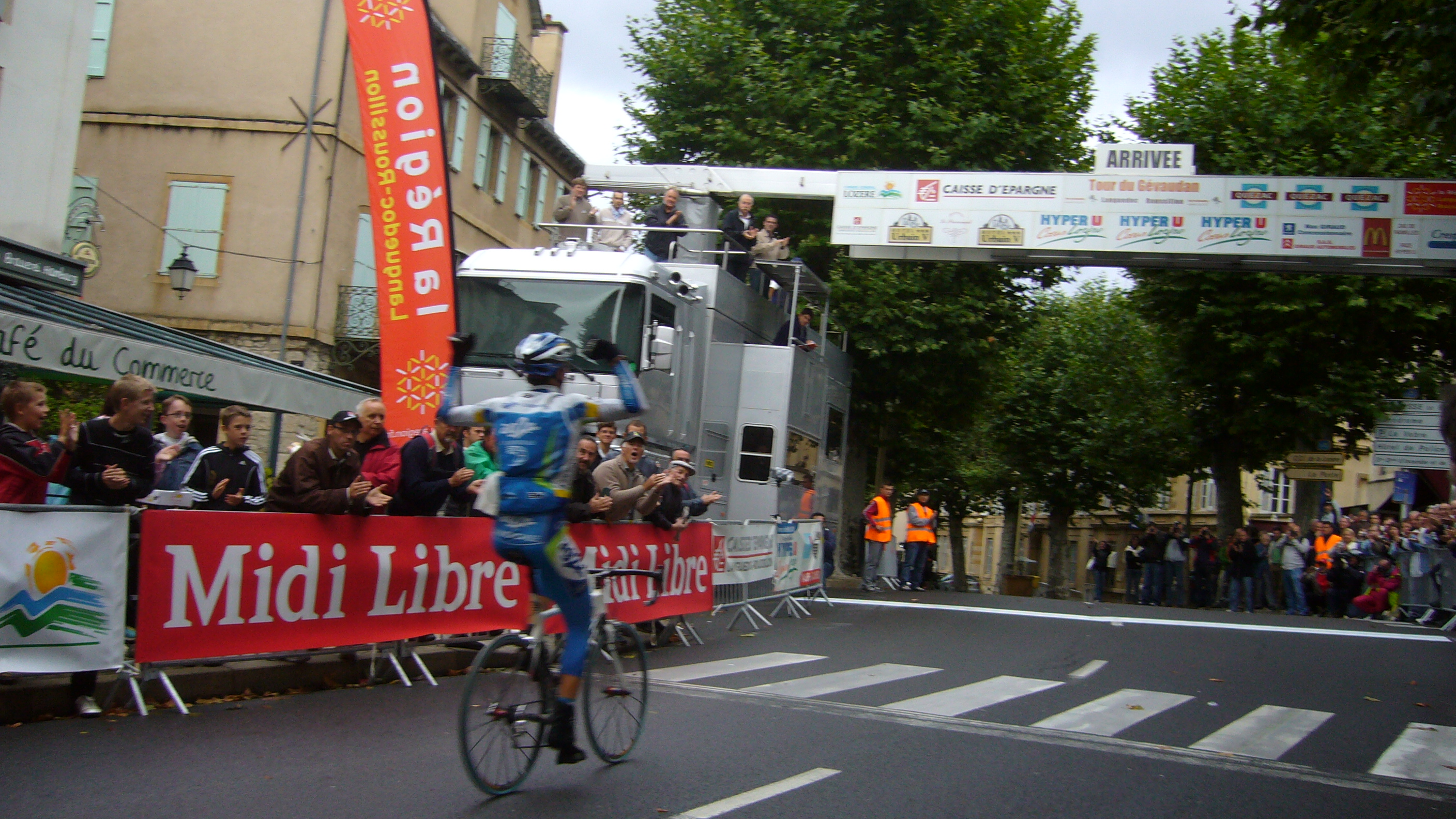
Julien Bérard gagne la 2e étape du Tour du Gévaudan 2008 qui arrive à Mende.

Chaque année, le trèfle lozérien, épreuve d'enduro, centre son parcours sur la ville de Mende. Cette course fait partie des plus réputées de la saison enduriste et permet, de plus, de mélanger pilotes professionnels et amateurs.
Un mois plus tard (juillet), le centre-ville est alors réservé à la course pédestre et à l'arrivée du semi-marathon Marvejols-Mende. Cette course part de Marvejols, rejoignant Mende par le col de Goudard et la côte de Chabrits. Elle sert parfois aux marathoniens de préparation pour les grands évènements (championnats du monde, Jeux olympiques), mais est également ouverte aux amateurs comme la majorité des marathons. Depuis 2006, le mois de juillet est également marqué par l'organisation d'un national de pétanque.
La montée de la Croix Neuve a été le lieu d'arrivée du Tour de France à six reprises :
| Édition | Étape                                         | Vainqueur de l'étape |
| ------- | --------------------------------------------- | -------------------- |
| 1995    | 12e étape (Saint-Étienne - Mende)             | Laurent Jalabert     |
| 2005    | 18e étape (Albi - Mende)                      | Marcos Serrano       |
| 2010    | 12e étape (Bourg-de-Péage - Mende)            | Joaquim Rodríguez    |
| 2015    | 14e étape (Rodez - Mende)                     | Steve Cummings       |
| 2018    | 14e étape (Saint-Paul-Trois-Châteaux - Mende) | Omar Fraile          |
| 2022    | 14e étape (Saint-Étienne - Mende)             | Michael Matthews     |

Outre le Tour de France, le cyclisme est à l'honneur dans la ville. Le grand prix de la ville de Mende avait accueilli les meilleurs professionnels dans les années 1970. La montée de la Croix Neuve a également été le lieu d'arrivée du Tour de l'Avenir, de feu les Grand Prix du Midi libre et le Tour du Languedoc-Roussillon et du Paris-Nice 2007. Depuis 2006 et la renaissance du Tour du Gévaudan, c'est à Mende que se juge l'arrivée finale de cette course amateur de grande importance. En 2008, l'épreuve sera organisée comme la Finale de la Coupe des France des clubs. Durant l'hiver, un grand prix de cyclo-cross régional est aussi organisé. Le grand départ du tour de France VTT 1996, ainsi que les deux premières étapes, se sont déroulés à Mende.
Mende a aussi été ville hôte des Jeux Méditerranéens en 1993 en accueillant les épreuves de cyclisme, de football et de natation.
En octobre 2005, la ville accueille le 37e congrès national de la fédération française de randonnée, la Lozère étant un département très prisé des randonneurs, et étant traversé par deux des plus importants chemins du pèlerinage de Saint-Jacques de Compostelle. Puis, en 2007, Mende est l'hôte d'une manche des championnats de France d'enduro, ainsi que de la finale de la Coupe de France des rallyes.
En 2008, la France accueille le grand prix d'Europe d'enduro, la finale du championnat du monde (WEC). C'est la ville d'Alès qui est choisie pour recevoir l'épreuve. Cependant l'organisation est contrainte de renoncer, et c'est finalement Mende qui l'accueille les 11 et 12 octobre 2008. En 2011, la ville organise le grand prix de France, finale du championnat du Monde.

### Médias

#### Presse locale
À Mende, on retrouve la rédaction Lozère du Midi libre et le siège de la Lozère Nouvelle pour ce qui est de la presse écrite.

#### Radios locales
- 90.5 Radio Inter-Val : radio associative basée à Saint-Christol-lès-Alès[174]. Elle émet dans la Lozère et à Saint-Hilaire-de-Brethmas, dans le Gard sur 103.4 FM.
- 91.0 Radio Lengadoc : radio associative diffusé dans plusieurs autres villes d'Occitanie diffusant des programmes en langue d'Oc et en français[175]. Ses studios se trouvent à Montpellier.
- 94.1 48 FM : radio associative de Mende[176]. Elle était associée à 48 FM Florac qui depuis s'appelle "Radio Bartas"[177].
- 97.9 RCF Lozère (anciennement Eaux-Vives Lozère) : radio locale chrétienne du Diocèse de Mende[178]. Elle est installée à Mende au 7 passage du Chanoine Félix Remise à côté des locaux du journal La [Lozère Nouvelle][179].
- 99.5 France Bleu Gard Lozère : radio locale publique basée à Nîmes couvrant ses 2 départements. On peut aussi l'écouter sur 104.9 FM grâce à l'émetteur du Truc de Fortunio qui couvre toute la Lozère.
- 101.9 Sud Radio : radio généraliste émettant dans le Sud de la France et à Paris.
- 102.9 Radio Margeride : radio associative basée à Fenestres sur la commune de Termes[180]. Elle émet aussi dans quelques villes lozériennes et dans l'Aveyron à Curières sur 107.7 FM.
- 106.3 Totem : radio locale commerciale basée près de Rodez. Elle possède une rédaction locale à Mende, au 1 boulevard Lucien Arnault[181].

#### Télévision
France 3 Languedoc-Roussillon est présente sur Mende et la Lozère grâce à un bureau permanent situé au Parc Technologique de Valcroze, au 1 rue du Gévaudan.
Mende est couverte par 2 émetteurs TNT. L'un couvre toute la Lozère depuis le Truc de Fortunio et l'autre est un réémetteur local situé sur le Mont Mimat, au sud de Mende.

### Cultes

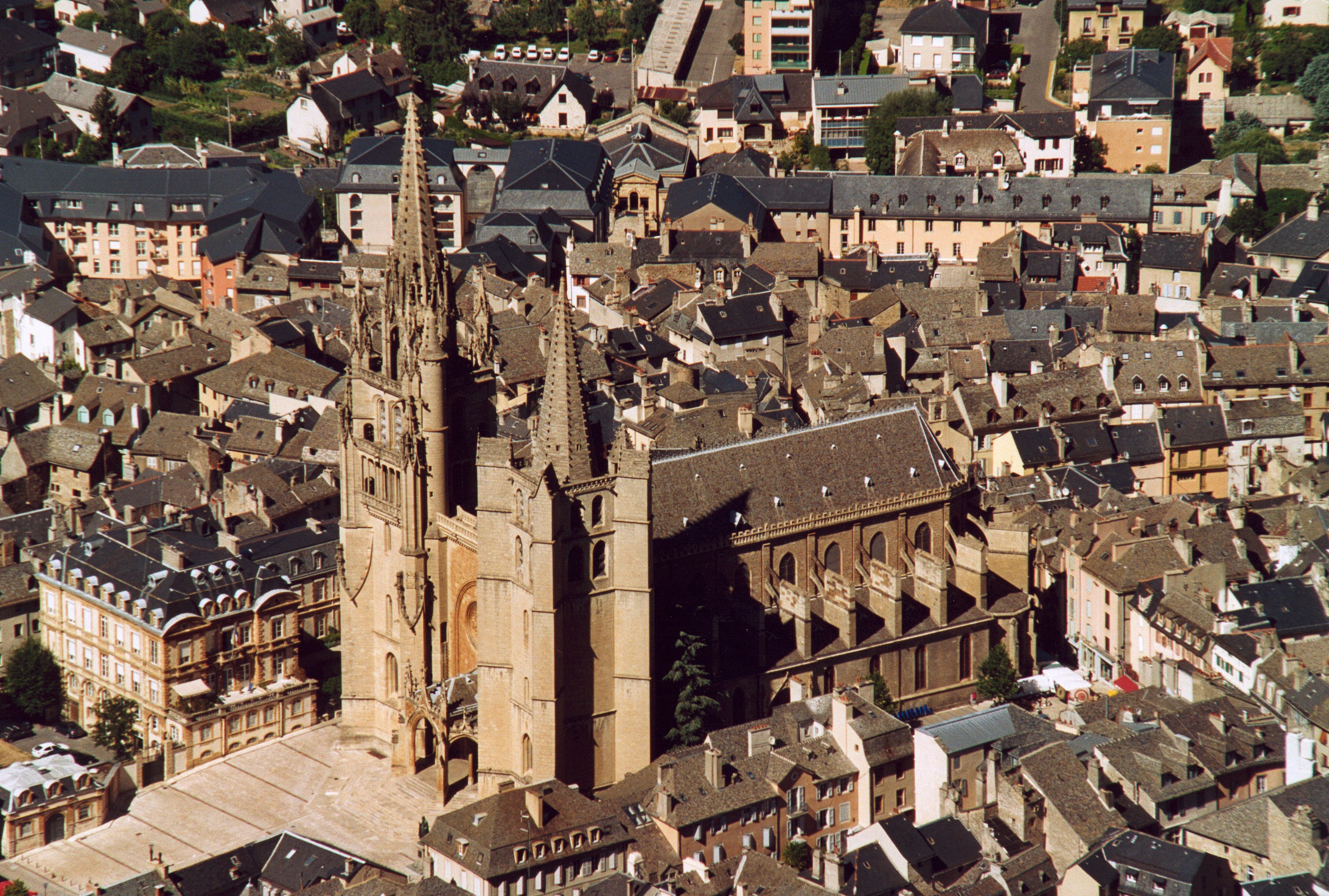
La cathédrale.

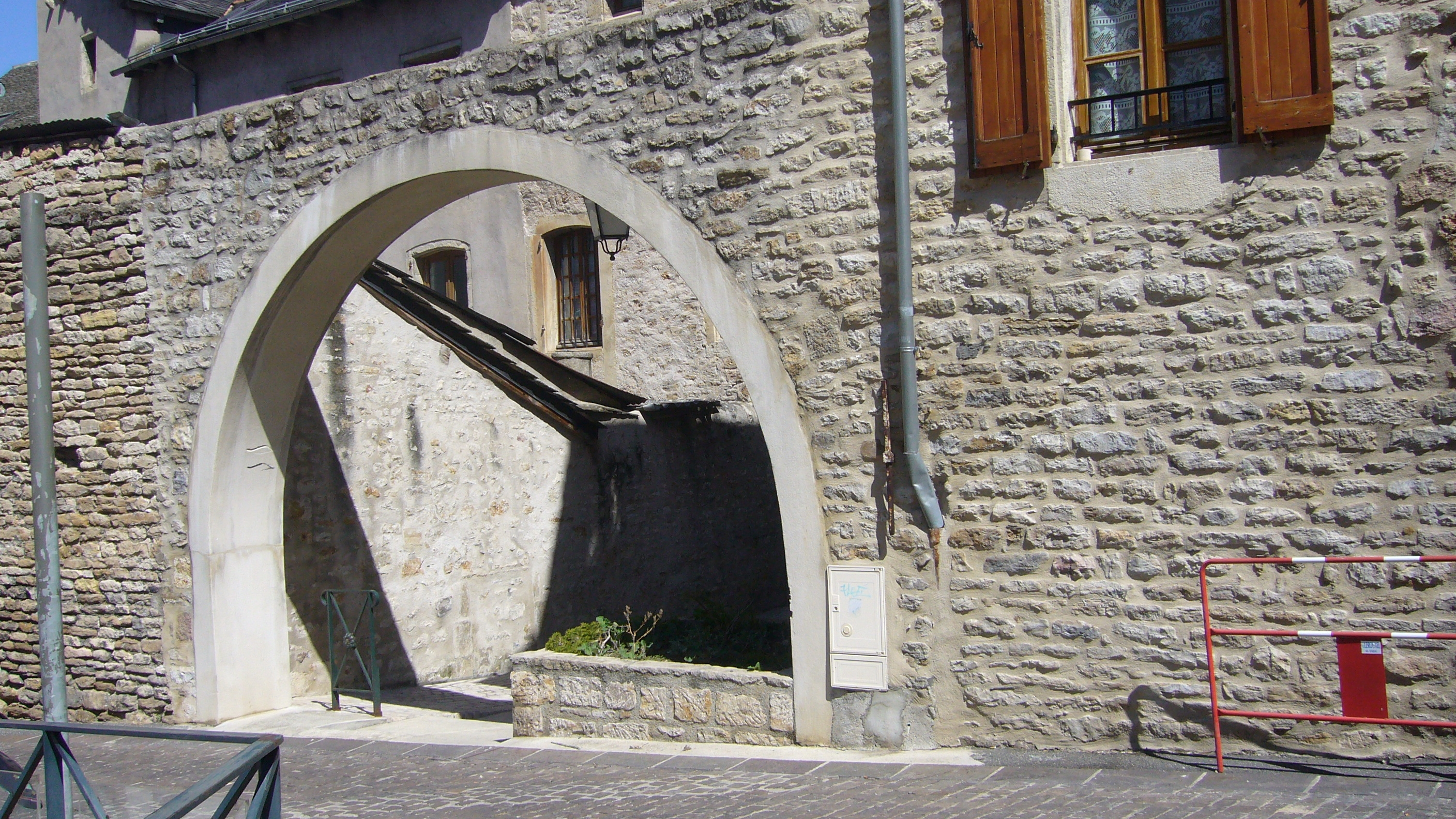
L'entrée de l'ancienne synagogue.

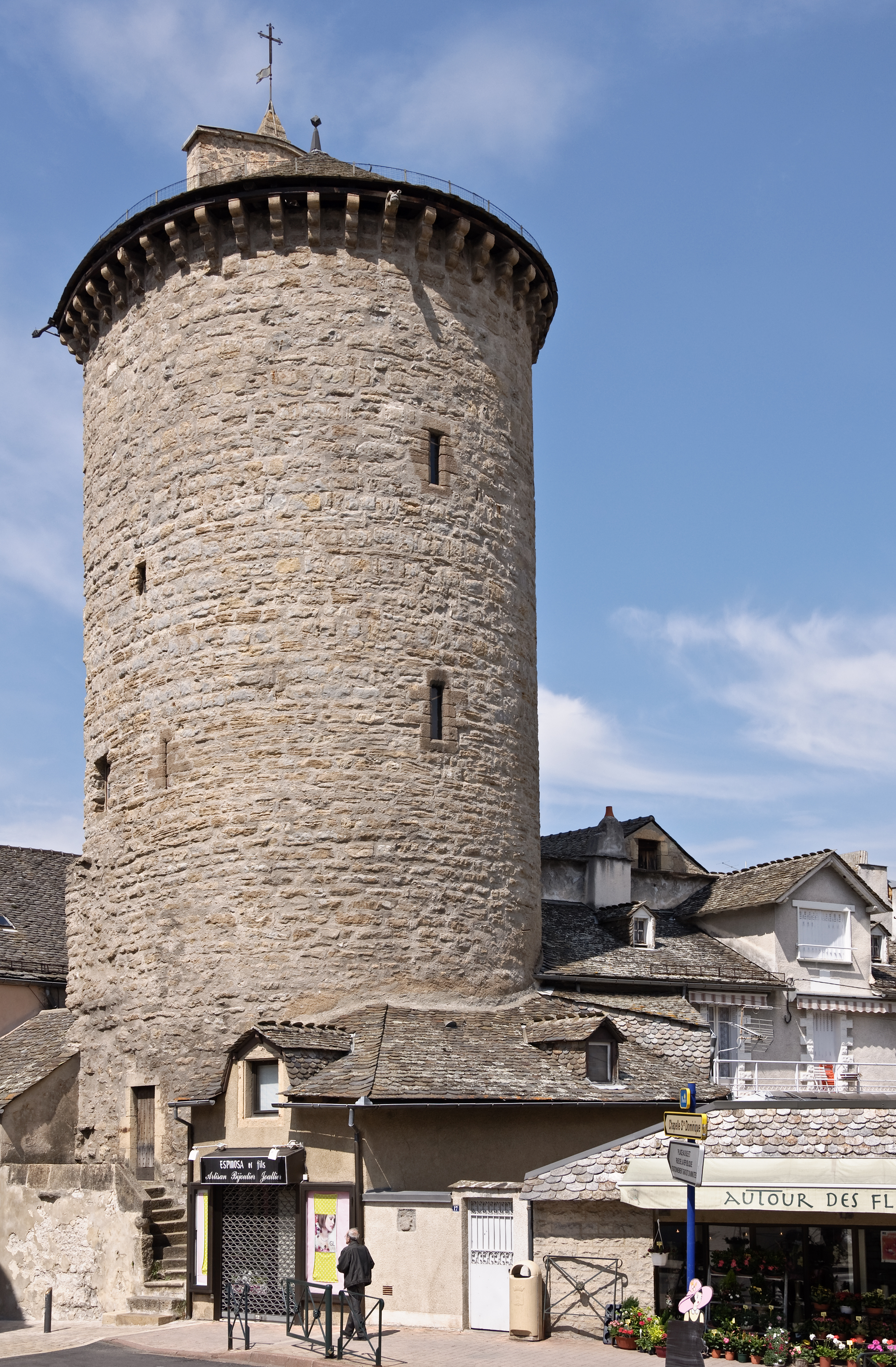
La tour des Pénitents.

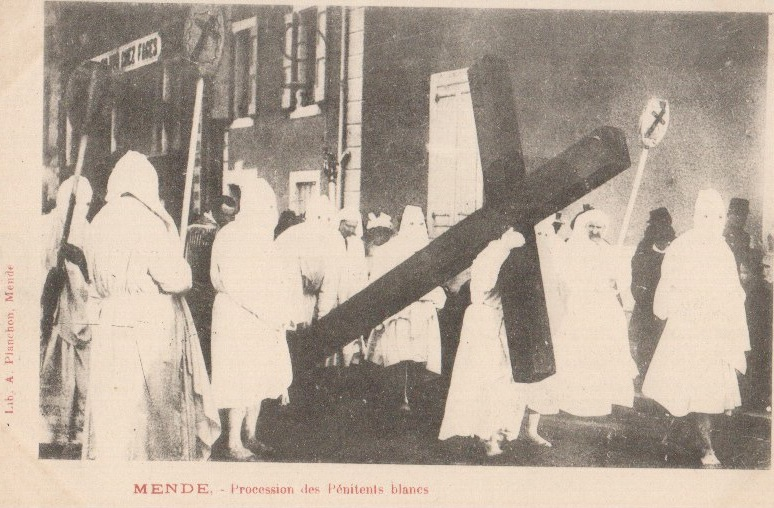
Procession des Pénitents Blancs.

La ville de Mende étant le siège épiscopal du Gévaudan puis de la Lozère, la vie religieuse a toujours été liée avec ses évêques. Également siège du Chapitre, Mende accueillait ainsi un grand nombre de chanoines. Une confrérie religieuse, la « confrérie des pénitents blancs » a longtemps existé et effectuait une procession tous les Jeudis saints depuis le XVIIe siècle. La tour des Pénitents (appelée ainsi car elle est accolée à la chapelle des Pénitents) est d'ailleurs l'un des derniers vestiges des remparts de la ville.
Le lieu de culte principal est la cathédrale Notre-Dame-et-Saint-Privat, construite à la demande du pape Urbain V, en lieu et place de l'ancienne église bâtie au-dessus de la tombe de saint Privat, mais la ville possède beaucoup de petites chapelles. L'une des plus anciennes est la chapelle Saint-Ilpide, sur la colline du bourreau, qui a cependant été détruite et remplacée par une toute petite chapelle. Deux autres chap!elles ne sont plus utilisées : celle des pénitents (futur musée d'art religieux) et la chapelle Saint-Dominique (salle d'exposition). La chapelle de l'Ermitage (sur le mont Mimat) et la grotte qui a été percée à côté, peuvent encore servir pour des offices.
Le culte à Mende, de par son histoire, est très orienté vers le catholicisme, mais il existe d'autres lieux de culte pour les autres religions. Un temple protestant est installé à l'allée Paul-Doumer.
La ville possédait également une synagogue, rue Notre-Dame dans l'ancien quartier juif, mais elle a depuis longtemps été abandonnée. Cette synagogue, appelée aussi maison Ferrier du nom d'un de ses anciens propriétaires, est d'ailleurs le dernier vestige du ghetto mendois. Les Juifs ont été expulsés du Gévaudan au XIVe siècle, et cette synagogue devint le collège (catholique) de la Toussaint jusqu'à la Révolution française.
Bien que comptant la présence d'une communauté musulmane, la ville ne dispose d'aucune mosquée, mais simplement d'un appartement qui fait office de lieu de culte,.

## Économie
Centre industriel (industrie du bois, bijoux), de services (boutiques, restaurants, bars), administratif (génère une grosse partie des emplois) et touristique (ville médiévale, excursions vers les gorges du Tarn), Mende se veut le point de départ de l'implantation de nouvelles entreprises dans le département, et s'oriente de plus en plus vers les nouvelles technologies, avec l'avènement de son pôle technologique.
La ville possède plus de 760 entreprises, dont environ 500 dans le secteur du commerce, et présente un taux de chômage d'environ 10,3 % (2018).

### Zones d'activités

Les zones d'activités.

La ville dispose de cinq zones d'activités économiques (ZAE), chacune ayant un rôle plutôt bien défini. La plus grande est la ZAE du causse d'Auge (au nord de la ville), avec une orientation principalement industrielle, que ce soit dans les automatismes ou dans la gestion du bois. La ZI de Gardès, sur la route de Badaroux est une zone industrielle regroupant des entreprises de travaux publics et du bâtiment principalement. Les ZAE Lou Chaousse et de la route de Chabrits (toutes deux au nord-ouest) ont aussi une vocation artisanale, mais plus orientée vers le commerce pour les particuliers. Et enfin, le Pôle lozérien d'économie numérique (POLeN) tourné vers les nouvelles technologies.
De plus, depuis le milieu des années 2000, s'est créée la ZAC de Ramille. Cette zone, coincée entre le Lot et la RN 88 sur la route de Balsièges, accueille une zone commerciale qui tend à se développer. C'est sans doute, avec la zone du causse d'Auge, la zone d'activité qui s'étend le plus récemment.
Une nouvelle zone d'activité devrait voir le jour au nord de Mende, sur la commune de Badaroux. Cette zone dont la taille devrait atteindre environ 40 hectares dans un premier temps, serait desservie par la RN 88 aménagée en voie express.

### Le passé agricole
Si la commune ne possède plus beaucoup d'exploitations agricoles, la ville reste au centre d'une zone très rurale et très orientée vers l'agriculture. En effet, 47 % du territoire lozérien est classé en « surface agricole utilisée ». L'élevage sur la commune est principalement consacré à la filière ovine, bien que l'on retrouve des exploitations bovines situées aux confins de Mende et des communes limitrophes.
Cette attirance pour le mouton est ancestrale à Mende, puisque la ville a longtemps vécu de l'exploitation lainière, depuis le XVIe siècle. Dès 1333 la ville possédait déjà une confrérie des tisserands. En 1849, la ville était encore équipée de cinq grandes filatures. Cependant, de son riche passé textile,, la ville ne conserve désormais plus aucune activité.

### Industrie
À l'image du département de la Lozère, l'industrie à Mende est surtout orientée vers la filière bois : son exploitation, son traitement, ses dérivés, etc. L'autre industrie qui tient une place importante dans la ville est celle du bâtiment et des travaux publics.

### Les commerces et les services

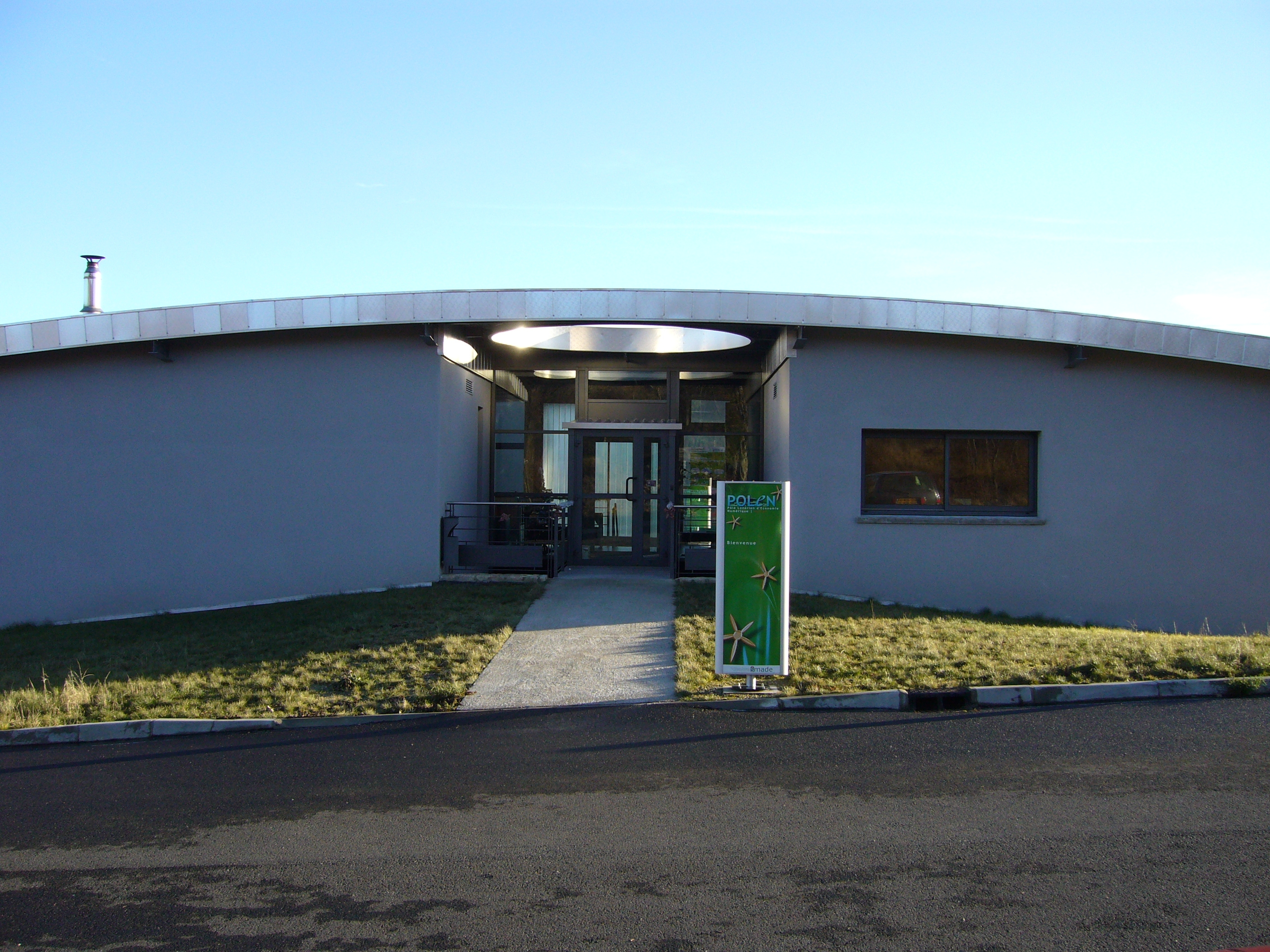
Entrée de POLeN.

Mende est également le siège de la Chambre de commerce et d'industrie de la Lozère qui gère l'aérodrome de Mende-Brenoux.
La ville est fortement tournée vers le secteur tertiaire. Comme dit plus haut, une majorité des entreprises de la ville sont des commerces. Mende étant le centre d'un bassin de population de près de 25 000 habitants autour de la vallée du Lot, la ville centralise donc une grande partie des services. Sa qualité de préfecture lui ajoute la présence du service public.
Le tourisme s'est d'ailleurs fortement développé à la fin du XXe siècle. Cette ouverture sur le tourisme se traduit entre 1983 et 2008 par la création de l'office du tourisme (municipal puis intercommunal), une augmentation de 400 lits de l'offre touristique, l'ouverture d'un village de vacances et d'une auberge de jeunesse, mais aussi la création de centre d'activité (base de canoë, parc acrobatique…). La ville dispose de neuf hôtels, un ayant trois étoiles, et deux en ayant deux. À cela il faut donc ajouter le village de vacances du Chapitre qui propose 42 gîtes à la location, ainsi que deux campings à proximité du Lot.
Les autres commerces sont ceux que l'on peut retrouver dans d'autres villes modernes (banques, assurances, boulangeries, maisons de la presse, vêtements…). La ville est dotée de plus d'un supermarché et d'un hypermarché, ainsi que de plusieurs supérettes et autres discounters. L'hypermarché, qui est de construction récente, appartient au groupe Système U et est implanté dans la nouvelle zone d'activité de Ramilles. Le supermarché (Intermarché) est, quant à lui, proche du centre-ville. Les marchés, vestiges des traditionnels marchés de la ville si nombreux, ont lieu les mercredis (textile, utilitaire…) sur la place Chaptal, et les samedis matin (marché de produits de bouche) sur la place Chaptal et la place Urbain-V. De plus, des marchés nocturnes sont organisés durant la période estivale.

## Culture locale et patrimoine

### Lieux et monuments

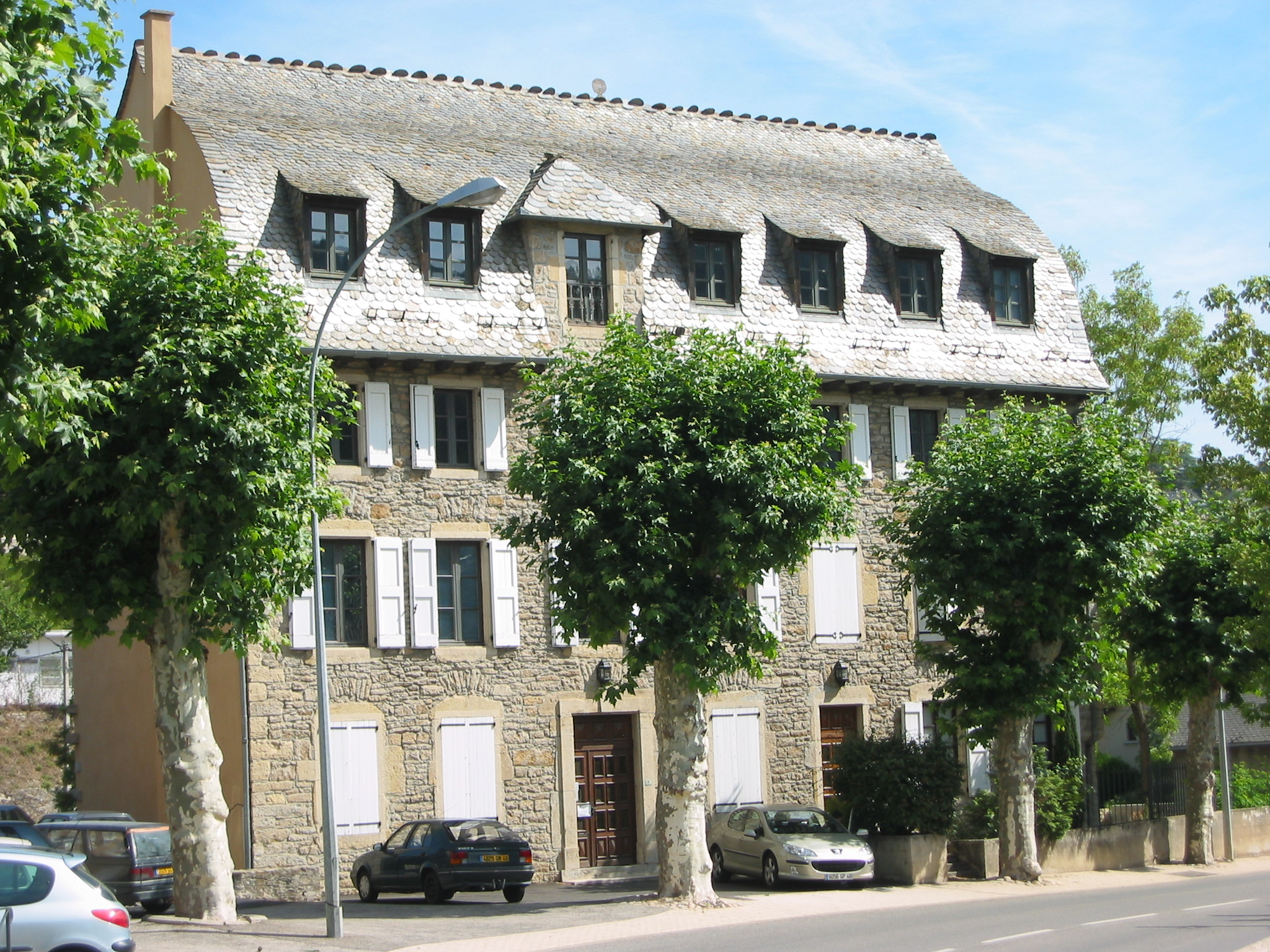
Maison au toit en carène.

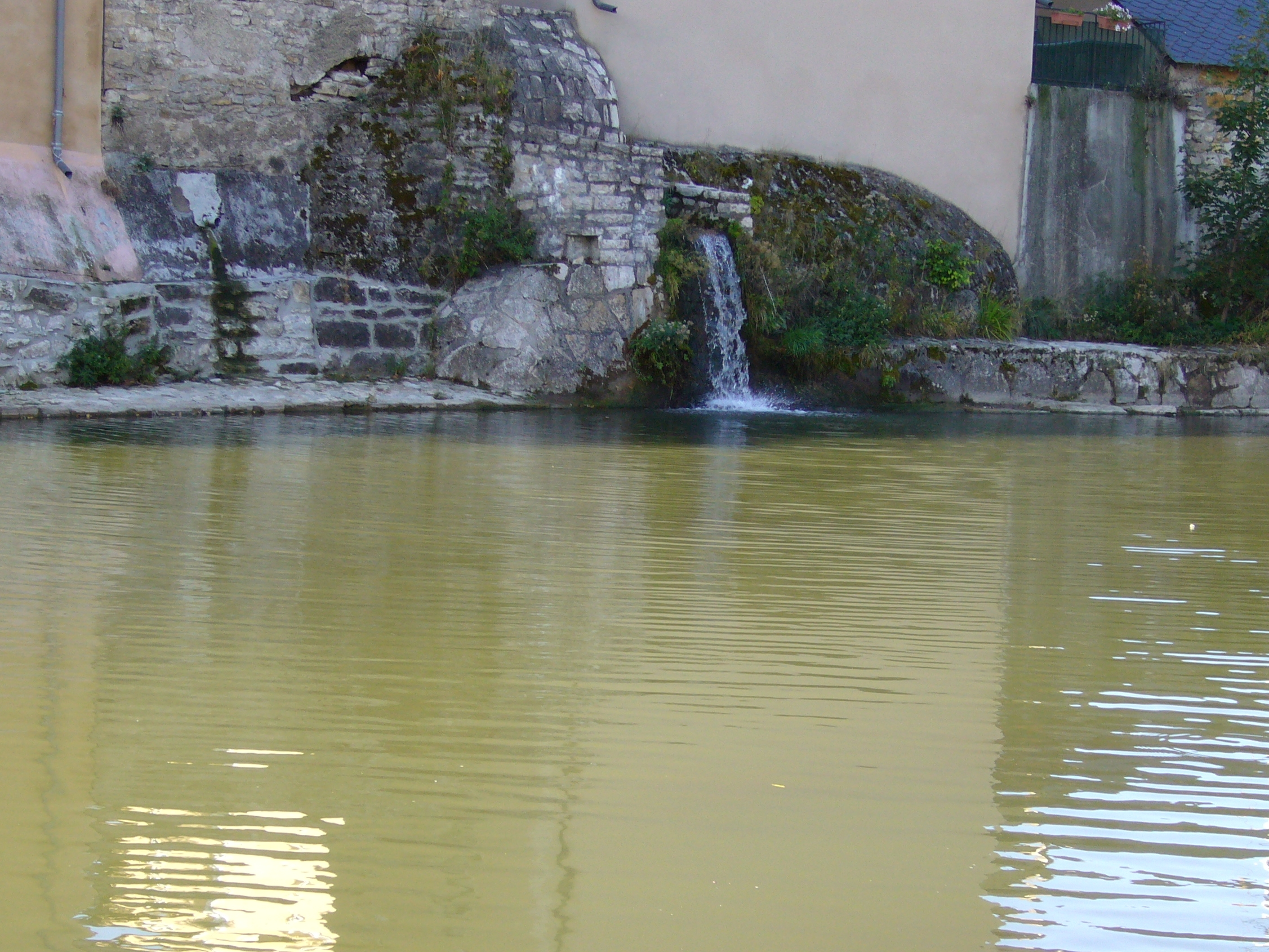
L'eau des canalisations souterraines se déverse dans le Lot, ici vers le pont Notre-Dame.

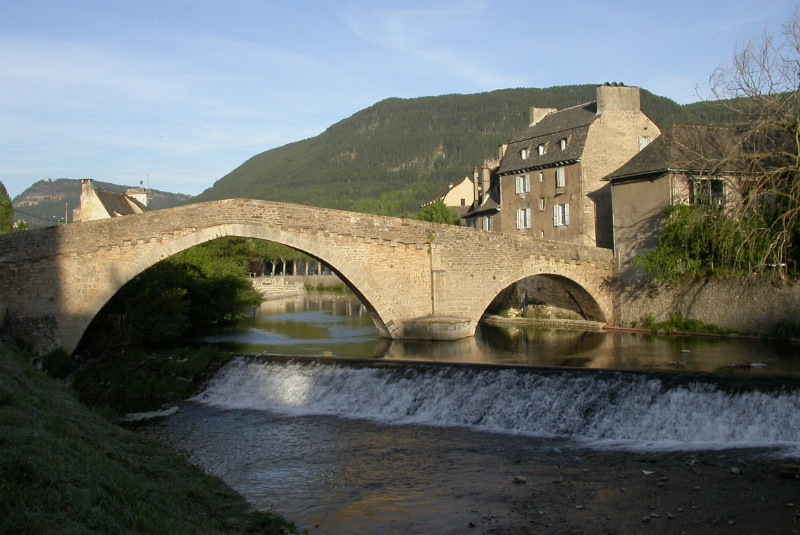
Le pont Notre-Dame.

Depuis 1981, Mende est classée Ville d'art, et, depuis 2000, le groupement « Mende et Lot en Gévaudan » bénéficie du label Villes et Pays d'art et d'histoire.
La ville possède en effet un riche patrimoine architectural, notamment médiéval.

#### Les fontaines publiques
La ville possède de nombreuses fontaines publiques. L'eau provenant des causses passe ainsi dans un système de canalisations aménagé sous la ville avant de rejoindre le Lot. Deux d'entre elles (Aigues-Passe et Soubeyrand) sont classées monuments historiques. L'eau canalisée passe également dans l'ancien lavoir des Calquières, toujours visible rue d'Angiran.

#### La tour des Pénitents
Cette tour est l'un des rares vestiges des anciens remparts du XIIe siècle. Protégeant la porte d'Angiran qui était à côté d'elle, cette tour a servi de garde pour l'éphémère sénéchaussée de Mende. Elle comprend trois étages et un grenier. C'est l'installation de la chapelle qui la jouxte, et principalement de son clocher à son sommet qui sauva la tour lors de la destruction des remparts en 1768.

#### Le pont Notre-Dame
Datant du XIIIe siècle, ce pont est l'un des symboles de la ville. Il n'a jamais été emporté par les crues pourtant fréquentes à Mende. Il portait auparavant le nom de pont Peyrenc, puis a pris le nom de Notre-Dame en raison de la présence sur son bec d'une Vierge, disparue lors des guerres de Religion. Sa voûte mesure vingt-deux mètres d'ouverture pour sept mètres de haut.

#### L'ancienne maison consulaire
La maison où siégeait le consul, depuis 1578, a également servi de mairie après la Révolution. Sur son fronton on retrouve les armoiries de la ville : « d'azur au M gothique d'or surmonté d'un soleil rayonnant de même. » Face à elle se trouve un mur en trompe-l'œil symbolisant le jumelage entre Mende et Volterra.

#### Le château de Bahours
Situé au nord-ouest de la ville, le lieu-dit Bahours possédait deux châteaux, dont l'un a été détruit en 1960. Celui qui reste est une maison forte (manse) édifiée au XVIIe siècle, peut-être sur les bases d'un bâtiment plus ancien. L'intérêt principal de cette maison forte est sa cuisine inscrite aux monuments historiques, tout comme l'ensemble du bâti.

### Édifices religieux
- La cathédrale Notre-Dame-et-Saint-Privat, place Urbain-V (classée monument historique en 1906[203] ; de nombreux objets sont référencés dans la base Palissy (voir les notices liées)[203]) dont la construction débuta en 1368 à l'initiative du pape Urbain V. Ses clochers remontent, quant à eux, au XVIe siècle, à la suite de la destruction de l'un d'eux lors du passage des huguenots de Matthieu Merle. Son grand clocher abritait notamment la « Non Pareille », plus grosse cloche au monde fondue entre 1517 et 1521 à Villefort et détruite lors des guerres de Religion. Il n'en subsiste que le battant. La cathédrale se compose de douze chapelles rectangulaires, de deux chapelles pentagonales et d'une sacristie. Elle a initialement été bâtie au-dessus de la crypte Sainte-Thècle où avait été enseveli le corps de saint Privat. Elle est située à côté de l'ancien palais épiscopal.
- L'ermitage de saint Privat ; saint Privat s'était retiré, au IIIe siècle, dans des grottes qu'il avait aménagées au-dessus de Mende, sur le mont Mimat. Depuis, son ermitage a été aménagé, lui aussi, afin de permettre aux pèlerins de s'y rendre. On peut y accéder, soit par le chemin de croix (depuis le foirail), soit par la route du causse (RD 25). Au niveau de l'ermitage, se trouvait un hôtel pour l'accueil des pèlerins[Note 17], une chapelle, une grotte percée et un aménagement vers la grotte originelle.
- Le couvent du Carmel, chemin du Carmel, existe depuis 1880[204] et accueille depuis une communauté de carmélites, qui s'assure de la production du pain d'autel (ou hosties) pour le diocèse (et ceux environnants).
- L'église Saint-Gervais-et-Saint Protais, rue du Faubourg-Saint-Gervais (cimetière).
- Le grand et le petit séminaire, rue Monseigneur-De Ligonnès, sont des traces de la présence de la formation des prêtres catholiques.
- La chapelle des Pénitents Blancs, place au Blé.
- La chapelle Saint-Dominique, place de la République.
- La chapelle Saint-François-de-Sales du grand séminaire.
- La chapelle Saint-Privat.
- La chapelle de l'Adoration.
- Il existe d'autres communautés religieuses, principalement liées aux établissements scolaires privés et aux maisons de retraite ou de repos, dont :
  - le couvent de l'Adoration de Picpus, rue du Torrent (maison de retraite) ;
  - la communauté de la Providence Jeanne-Delanoue, rue de la Chicanette ; peu utilisé pour célébrer des offices, le lieu sert pour les rencontres entre les personnes du monde religieux ; la communauté est à l'origine de la création de l'établissement Notre-Dame-de-la-Providence, maison d'enfants à caractère social jouxtant ses locaux et qui héberge des mineurs sous protection administrative et judiciaire.
- La chapelle du lycée Chaptal, rue de l'Espérance.
- La chapelle Saint-Ilpide, chemin de Saint-Ilpide.

### Équipements culturels

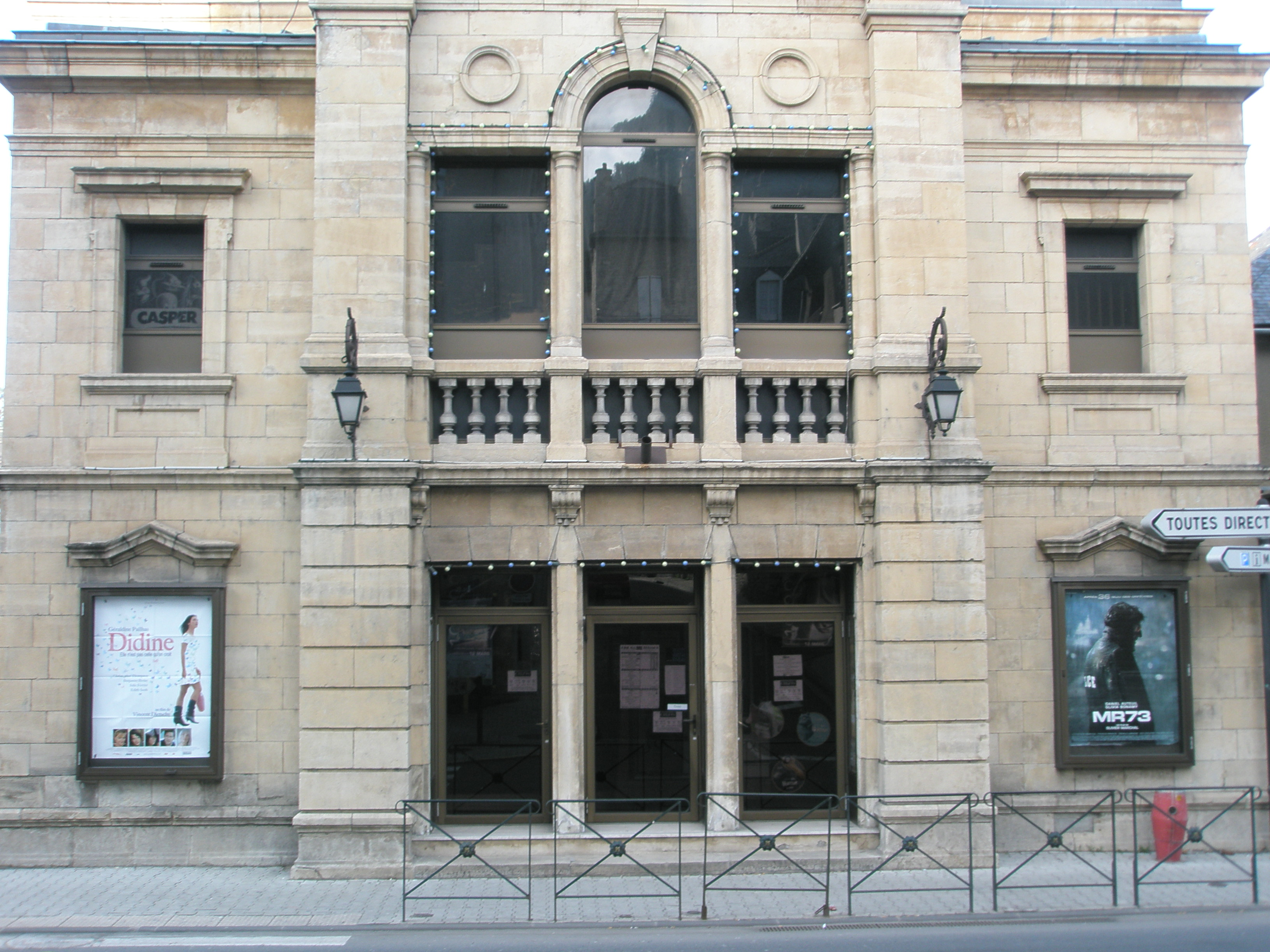
L'ancien théâtre, devenu cinéma municipal (miniplexe).

Mende dispose d'un théâtre municipal et de plusieurs salles pouvant servir à ce genre de spectacle. L'ancien théâtre de la ville a été transformé en cinéma. Un projet d'aménagement prévoit la construction d'une nouvelle salle multiculturelle. De plus, Mende dispose d'une bibliothèque départementale, la bibliothèque Lamartine.

#### Théâtres et salles de spectacle
L'ancien théâtre de la ville, établi entre 1890 et 1895, ayant été remplacé par un cinéma, la salle principale servant pour le théâtre est désormais la salle des fêtes située sur le Foirail. Cette salle, et son décor naturel fait d'arches, est multiculturelle et est de plus la plus grande de la ville en termes de capacité. Sur le Foirail se situe l'Antirouille, un bâtiment municipal pour les jeunes et permettant à tous d'avoir un accès à l'Internet, ce bâtiment dispose d'une salle permettant d'organiser des concerts.
À proximité du Foirail, le long du chemin Saint-Ilpide, la salle municipale Urbain-V permet d'accueillir des pièces de théâtre, des spectacles vivants, mais également des meetings et des projections (Connaissance du monde, par exemple).
Enfin dans le cadre du réaménagement du Foirail (commencé par l'installation de l'office du tourisme intercommunal et de la rénovation de la bibliothèque Lamartine), une salle de spectacle devrait être créée dans le prolongement de la salle des fêtes (le square Émile-Joly étant déplacé).

#### Musées et lieux d'exposition

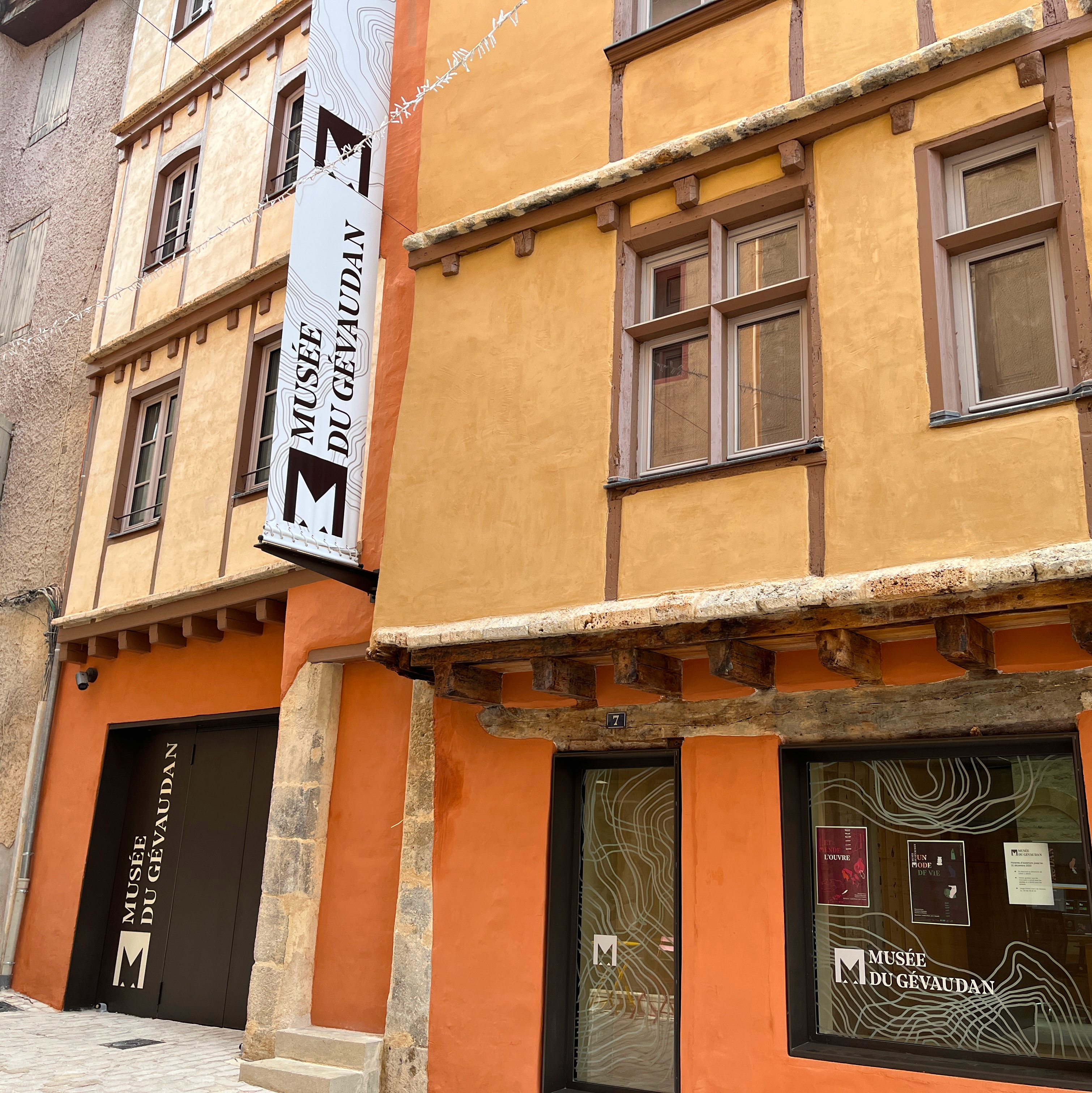
Façade du nouveau musée du Gévaudan.

Le musée Ignon-Fabre (ou musée de Mende) était situé rue de l'Épine (ou rue de la Sainte-Épine), dans l'hôtel de Ressouches, là où avait été installée la première usine d'électrification de la ville. Celui-ci, longtemps fermé en raison d'un manque de budget, a rouvert après de longs travaux en octobre 2022 sous le nom de musée du Gévaudan. Avant lui, un musée était installé dans une maison située à côté de la prison.
La chapelle des Pénitents et l'actuel hôtel du département peuvent faire office de lieu d'exposition, tout comme l'ancienne maison consulaire.
Par ailleurs, un projet de musée des arts sacrés, en cours d'étude, devrait être installé dans la chapelle des Pénitents.

### Citations sur Mende
« Mende, ville bien située
Et ornée avec art
Tes sources vives bouillonnantes
Te décorent et t'embellissent
Comme la pierre précieuse dans une couronne. »

— Poète inconnu, XIVe siècle
Ce poème écrit par un auteur dont l'histoire n'a pas retenu le nom, est confirmé au XIXe siècle par :

« Rien de beau comme le coup d'œil dont on jouit sur la côte qui domine Mende. Les montagnes verdoyantes entourent la ville, les jardins, les flèches hardies et élégantes de la Cathédrale, tout cela présente un tableau des plus pittoresques »

Mais tout le monde n'a pas eu une vision aussi positive de la ville. Celle-ci, qui a longtemps eu des problèmes pour l'évacuation des égouts à l'époque moderne, s'en trouve dénigrée malgré son charme :

« Cette ville est petite et la forme triangulaire la fait ressembler assez bien à la forme du cœur. Elle est très peuplée, sale, mal-propre et étouffée. Ses fontaines sont sa principale beauté »

Cette citation vient peut-être des conditions dans lesquelles le géographe du Roi est venu dans la cité. Tout comme celles qui feront déclarer à Serge Livrozet que Mende est « chef-lieu de la Lozère et de la torture ».

### Personnalités liées à la commune

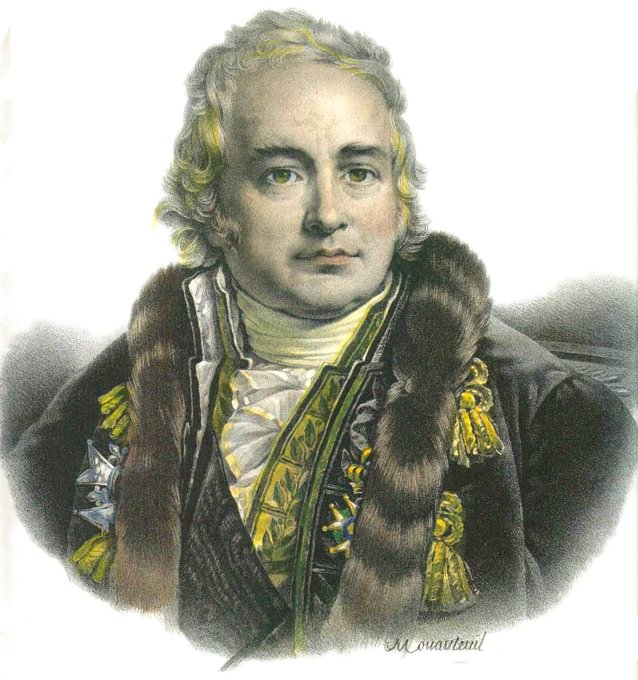
Jean-Antoine Chaptal.

#### Nés à Mende
- Jean-Baptiste Amédée de Grégoire de Saint-Sauveur (1709-1792), évêque de Bazas, député du clergé pour la sénéchaussée de Bazas et doyen des députés des États généraux de 1792.
- Antoine Benoit (1718-1800), prêtre et homme politique, député du clergé aux États généraux de 1789.
- Joseph Domergue de Beauregard (1733-1817), homme politique, député de la Lozère de 1791 à 1792.
- Abraham Fontanel (1740-1817), marchand d'art et collectionneur, fondateur de la société des beaux arts de Montpellier.
- Abbon-Pierre-François Bonnel de la Brageresse (1757-1844), évêque de Viviers.
- Jean-Jacques Fayet (1786-1849), député de la Lozère, évêque d'Orléans.
- Fortuné Renouard (1792-1884), homme politique, député de la Lozère à l'Assemblée constituante.
- Nicolas Roch (1813-1879), grand exécuteur de Paris.
- Amédée Monteils (1824-1909), homme politique né et décédé à Mende, député de la Lozère de 1877 à 1881 et de 1885 à 1886.
- Charles de Ligonnès (1845-1925), lieutenant français, évêque de Rodez et Vabres.
- Joseph de La Porte du Theil (1884-1976), officier général français, principalement connu comme fondateur et chef des Chantiers de la jeunesse française pendant le régime de Vichy.
- Marie Borrel, née vers 1886, reconnue comme faisant partie des guéries de Lourdes[211].
- Henri Bourrillon (1891-1944), avocat. Durant la Seconde Guerre mondiale, il est maire de la ville avant de devenir héros de la Résistance déporté à Auschwitz puis Buchenwald, mort sur les routes allemandes.
- Gaby Bruyère (1914-1978), actrice.
- Claude Érignac (1937-1998), fonctionnaire français, préfet de Corse.
- René Boullier de Branche (1941-1981), homme politique, député de la Mayenne.
- Michel Rostain, né en 1942, metteur en scène et écrivain, prix Goncourt du premier roman 2011.
- Jacques Trémolet de Villers, né en 1944, avocat et écrivain français.
- Thierry Jean-Pierre (1955-2005), juge d'instruction, homme politique et avocat.
- Francis Saint-Léger, né en 1957, homme politique, député de la Lozère.
- Élisabeth Filhol, née en 1965, écrivain.
- Brigitte Guibal, née en 1971, kayakiste.
- Quentin Elias (1974-2014), chanteur et ancien membre du boys band Alliage, mannequin et acteur de films porno gays.
- Christophe Laurent, né en 1977, cycliste professionnel.
- Marion Buisson, née en 1988, perchiste.
- Charlène Clavel, née en 1991, handballeuse.
- Ludivine Coulomb, née en 1992, footballeuse.
- Axel Roudil-Cortinat, né en 1999, cycliste, champion de France 2021 de VTT-marathon.

#### Liés à la commune
- Urbain V (1310-1370), pape, né sur la commune du Pont-de-Montvert mais fortement attaché à la capitale épiscopale du Gévaudan.
- Giulliano Della Rovere (1443-1513), plus connu sous son nom de pape, Jules II, fut évêque de Mende et comte de Gévaudan de 1478 à 1483.
- Jean-Antoine Chaptal (1756-1832), né dans les environs de Mende, sur la commune de Badaroux, il est cependant très lié à la ville. Il fut un chimiste, homme d'affaires et conseiller d'État pendant le Premier Empire. Il est l'inventeur de la chaptalisation (procédé visant à améliorer la qualité du vin).
- Jean-Joseph-Marie-Eugène de Jerphanion (1796-1864), évêque de Saint-Dié, a fait ses études à Mende, du temps où son père Gabriel-Joseph de Jerphanion était le 1er préfet de la Lozère[212].
- Le chanoine Clavel de Saint-Geniez (1808-1857), médecin et botaniste, étudia au grand séminaire et fut reçu bachelier en 1827 à Mende.
- Marie-Lucien-Théophile Coupier (1820-1872), ingénieur et diplomate français, préfet de Lozère de 1869 à 1870.
- Paul Doumer (1857-1932), avant d'être président de la République, a été professeur de collège à Mende.
- Alfred Döblin (1878-1957), emporté par l'exode de juin 1940, échoua pour un temps à Mende, où il fut recueilli dans un camp de réfugiés. Le dénuement matériel et le flottement mental qui s’ensuivirent furent propices à une prise de conscience religieuse, prélude à sa future conversion au catholicisme. Cette expérience quasi mystique est longuement évoquée dans son livre Schicksalsreise, dans les chapitres 4 à 10.
- Clovis Brunel (1884-1971), né à Amiens, mais qui a longtemps travaillé comme archiviste à Mende.
- Joseph Joanovici (1905-1965), assigné à résidence à Mende.
- Gérard Ménatory  (1921-1998), journaliste et résistant français, créateur et donateur au département de la Lozère du parc à loups du Gévaudan, a vécu à Mende de 1959 à sa mort.
- Alexandre Grothendieck (1928-2014), mathématicien naturalisé français, lauréat de la médaille Fields. Enfant, il a été déporté au camp de Rieucros.
- Michel del Castillo (1933-2024), écrivain. Enfant, il fut détenu avec sa mère au camp de Rieucros. Il y fait référence dans son ouvrage Tanguy. Une école de la commune porte son nom.

### Héraldique, devise et logotype

#### Blason de 1475
Lorsque le roi Louis XI accorde son autonomie à la ville, il lui fait don de nouvelles armes en 1469. À celles-ci sont adjointes en 1475 un « L » surmonté d'une couronne, en remerciement au roi.
| Mende en 1469 | À gauche, les armes de la ville de 1469 à 1475, dont le blasonnement est : d'or, à une fasce de gueules, surmontée de deux fleurs de lys d'azur. À droite, celles qui sont actualisées en l'honneur du roi Louis XI, et qui perdurent jusqu'au XVIe siècle. | Mende à partir de 1475 |

#### Blason actuel
Le blason actuel date du XVIe siècle. Ces armes ont été enregistrées à l'armorial général de France en 1697.
| Mende | Le blasonnement de Mende est : d'azur à la lettre M onciale d'or surmontée d'un soleil du même. Sa devise est : « Tenebræ eam non comprehenderunt » (Les ténèbres ne m'ont pas envahie). La symbolique du blason, aussi appelé « le soleil rayonnant », ainsi que la devise illustrent toutes deux la fidélité de Mende envers la foi catholique durant les heures sombres des guerres de Religion. |